# ブエノスアイレス地下鉄

最終的な完成路線図

ブエノスアイレス地下鉄（ブエノスアイレスちかてつ、スペイン語: Subte de Buenos Aires）はアルゼンチンの首都ブエノスアイレス市内の地下鉄。路面電車のプレメトロとともにメトロビアス社 (Metrovias S.A.) の子会社エモバ社によって運営されている。また、ここでは、メトロビアス社自体についても記述する。

## 概要
ブエノスアイレス地下鉄 (西: Subterráneo de Buenos Aires)、通称「スブテ (スペイン語発音: [subte])」は1913年に世界で13番目に開業した地下鉄で、ラテンアメリカ、南半球そしてスペインを含むスペイン語圏で初めて開業した地下鉄である。そのため、ブエノスアイレスの地下鉄はスペイン語本来のMetro（メトロ）ではなくリオプラテンセ方言のSubte（スブテ）と表記してある。この地下鉄のA線は日本最古の地下鉄銀座線建設のモデルにもなっており、この開業は日本地下鉄の歴史においても重要な出来事である。
五月広場を中心に枝状に発展してきた路線は、スペインの小説家ミゲル・デリーベスが記しているように“制限のある”路線網であり、市の中心部への混雑を緩和するため、南北へ路線を広げる計画が進められている。
2015年現在営業中の地下鉄路線は6路線 (A、B、C、D、E、H線)であり、駅は総数85駅。6路線合計の全長は53.9 kilometers (33.5 mi)にのぼる。後述の通り、1993年以降線路や駅のインフラ保全・整備はブエノスアイレス地下鉄公社(SUBSE)が行い、運営をメトロビアス社が行っている。地下鉄路線以外には路線長7.4 kmのトラム路線「プレメトロ(P線)」もSUBSEとメトロビアスの管理・運営。更にメトロビアスは26 kmの郊外電車路線「ウルキサ線 (U線)」の17駅も管理・運営している。メトロビアスの運営する電車が停まる駅はそれら全てを合わせて102駅。なお、地下鉄では2015年現在4つの廃駅があり、E線とH線の延伸工事が行われている。ブエノスアイレスの郊外と都心をつなぐ鉄道網やメトロブス（路線バス網）を使う乗換客が多く、1日100万人を超える利用者がいる。
主要路線は20世紀の前半に急ピッチで完成した。第二次世界大戦をきっかけとして、その建設ペースは大幅に落ち込むことになるが、1990年代後半から再び4つの新路線の計画が進められることになった。しかしながら急激な人口増加に伴う公共交通のニーズにより、当初の計画では安定した輸送が実現できないことがわかり、2015年現在、新たにF・G・I線の3路線を建設する「ブエノスアイレス市計画670」と、F・G線は建設し、I線は今後のニーズを考慮した上で新たに建設計画を立てるという「PETERSプラン」の2つの建設計画が検討されている。
1939年に全ての路線網は国営化されたが、1993年にはブエノスアイレス近郊鉄道および地下鉄の民営化事業に伴い、ブエノスアイレス地下鉄公社 (Subterráneos de Buenos Aires S.E.) からメトロビアス社に地下鉄の営業権が譲渡され、2021年からは同社の関連企業エモバ社が運営を行っている。新線の建設および地下鉄線の保有は、引き続きブエノスアイレス地下鉄公社が行っており、いわゆる上下分離方式による運営となっている。
2015年現在、ブエノスアイレスはアルゼンチン国内の都市で唯一地下鉄網を持つ都市だが、同国第二の都市コルドバや第三の都市ロサリオでも近年地下鉄計画が持ち上がっている。
2000年代後半から車体への落書き（いわゆるグラフィティ、英語ではトレイン・ボムと呼ばれる）が発生・増加し、一時的は車体の側面をほぼ全てグラフィティで埋めつくされた車両も存在した。地下鉄の印象に大きな影響を与えることからメトロビアスは特殊な洗浄材を使用して、2014年頃からグラフィティの除去を開始した。2019年現在、運用中の車両でグラフィティが描かれているものはほぼ存在しない。

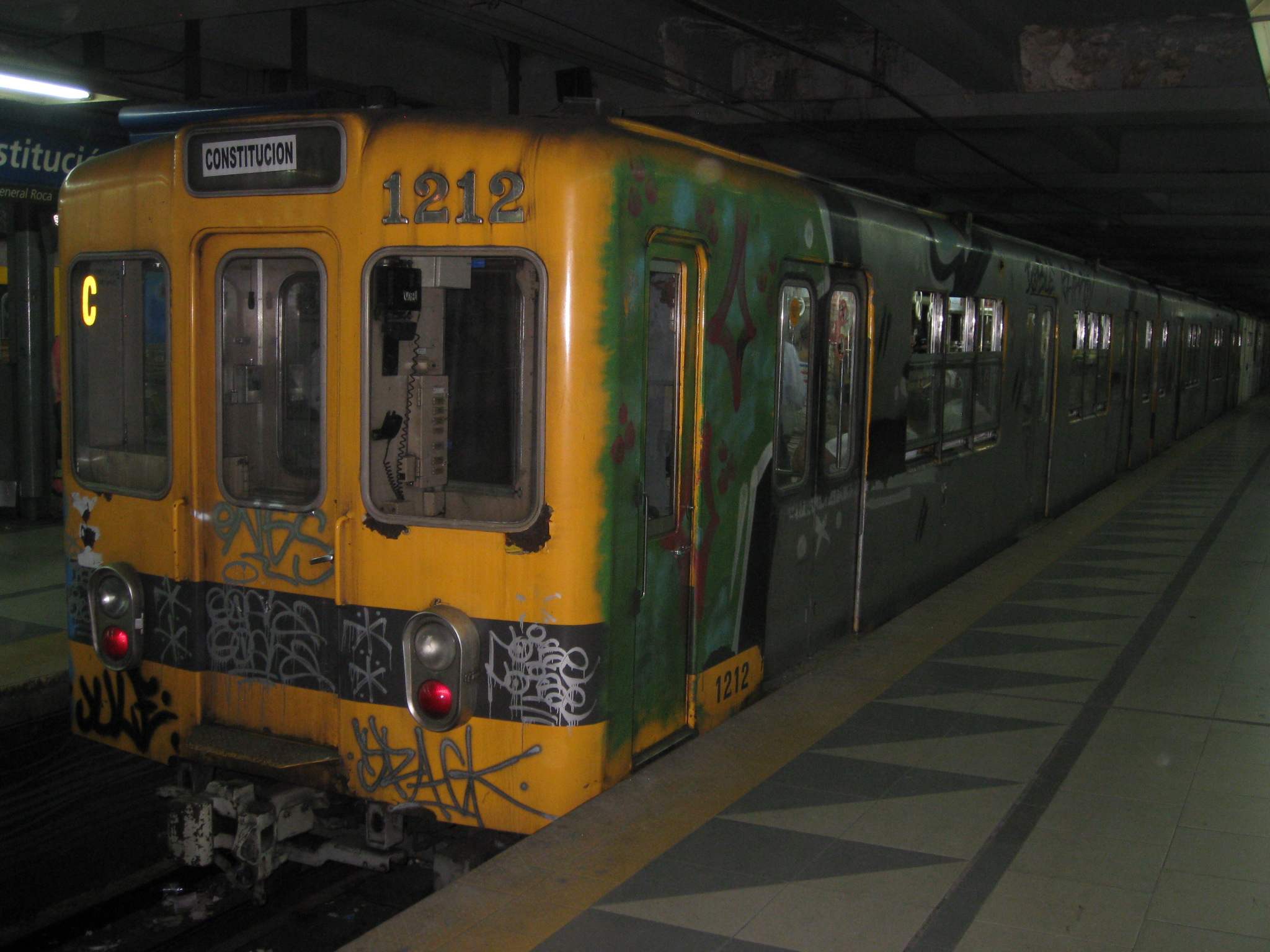
グラフィティで側面を埋めつくされたC線の車両 もと名古屋市営地下鉄1200形
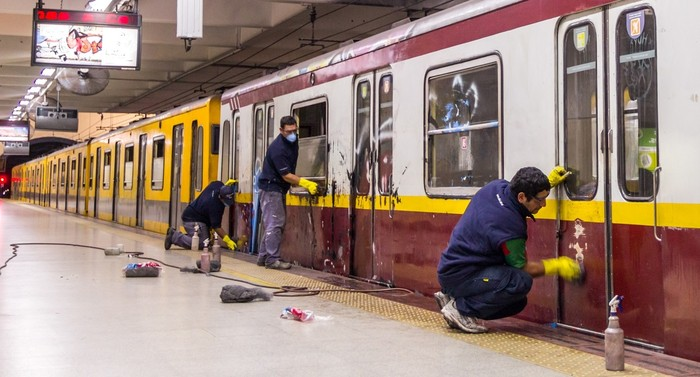
グラフィティを除去する作業 "Fiat Materfer"
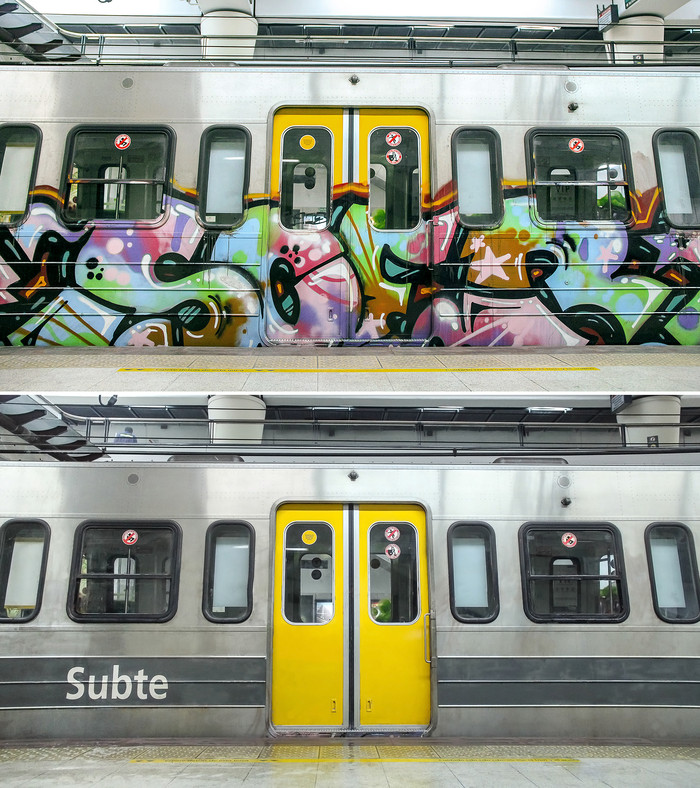
除去前（上）と後（下）の車両 "Alstom 100"

## 地下鉄路線の簡単な概要
| 路線名             | 開業年 | 距離    | 駅数 | 区間                                             |
| ------------------ | ------ | ------- | ---- | ------------------------------------------------ |
| Línea A            | 1913年 | 9.4 km  | 18   | Plaza de Mayo – San Pedrito                      |
| Línea B            | 1930年 | 11.8 km | 17   | L. N. Alem – J.M. de Rosas                       |
| Línea C            | 1934年 | 4.5 km  | 9    | Constitución – Retiro                            |
| Línea D            | 1937年 | 10.5 km | 16   | Catedral – Congreso de Tucumán                   |
| Línea E            | 1944年 | 9.7 km  | 15   | Bolívar – Plaza de los Virreyes                  |
| Línea H            | 2007年 | 8 km    | 11   | Las Heras – Hospitales                           |
| Línea P (Premetro) | 1987年 | 7.4 km  | 18   | Intendente Saguier – Centro Cívico/General Savio |
| 合計:              |        | 61.3 km | 103  |                                                  |

## A線 (Línea A)

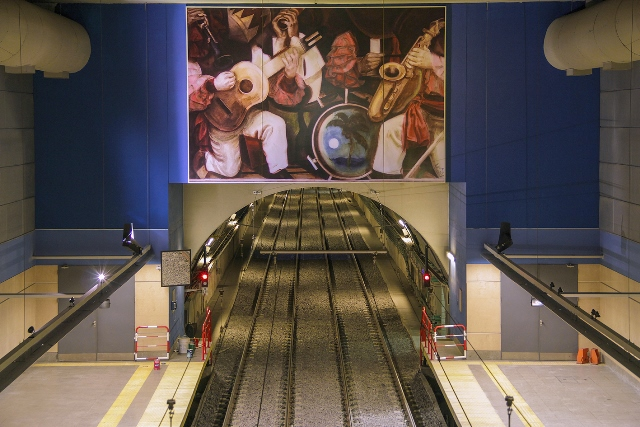
A線サン・ホセ・デ・フローレス駅

1913年に開通。同地下鉄でもっとも古く、また南アメリカ大陸で最初の地下鉄路線でもある。
市内中心部のプラサ・デ・マヨ駅と、フローレス地区のサンペドリト駅を結び、コングレッソ通りとオンセ通りの地下を通る。途中のペルー駅でD線、E線と、リマ駅でC線と、プラサ・ミゼレレ駅でH線と近郊路線のサルミエント線、プリメーラ・フンタ駅とサンホセ・デ・フローレス駅でもサルミエント線と接続。

### 車両
- 1913年の開業期にイギリスのユナイテッドエレクトリック社（後のイングリッシュ・エレクトリック）およびベルギーのブルジョワーズ社（ラ・ブルジョワーズ・エ・ニヴェルズ（英語版））で製造された車両が使用されていた。全長15,800 mm, 幅2,600 mmで木造（一部鉄板張り）である。地下鉄開通後しばらくして車体が改造されているものの、大半の車両は木造のままであるが、一部の車両は鋼製車体に交換（鋼体化）されている。
- 100周年を迎える11ヶ月前であった2013年1月11日、電圧が1100V→1500Vへ昇圧されると同時にこれらの"La Brugeoise"と呼ばれる電車は99年におよんだ営業運転から退いた。
- 鋼製車体に交換（鋼体化）した“La Brugeoise“も木造の車両と前後して運用を離脱した[18][19]。
  - なお、昇圧後も木造車は数両が昇圧改造を受け動態保存されている[20]。

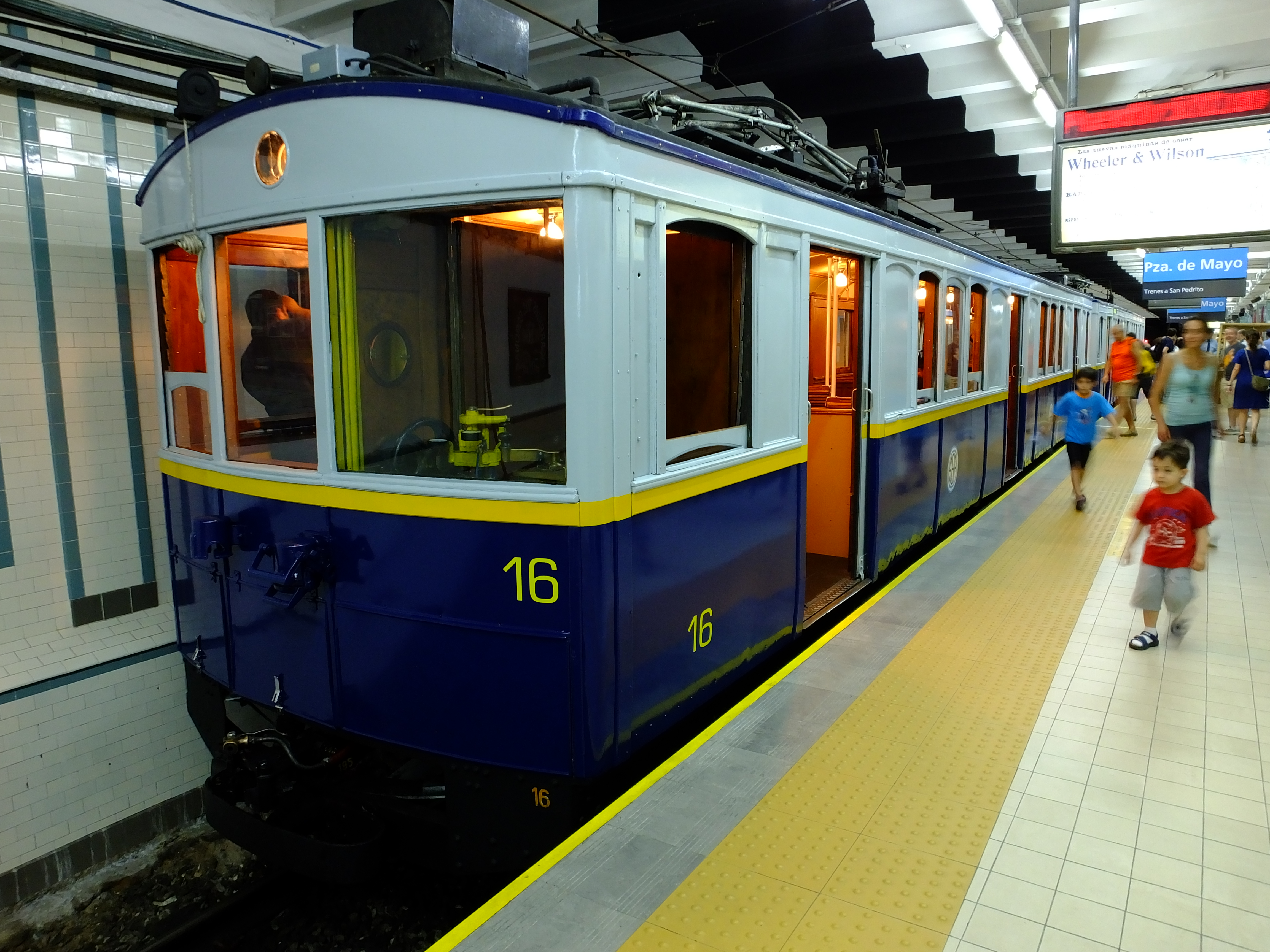
"La Brugeoise"
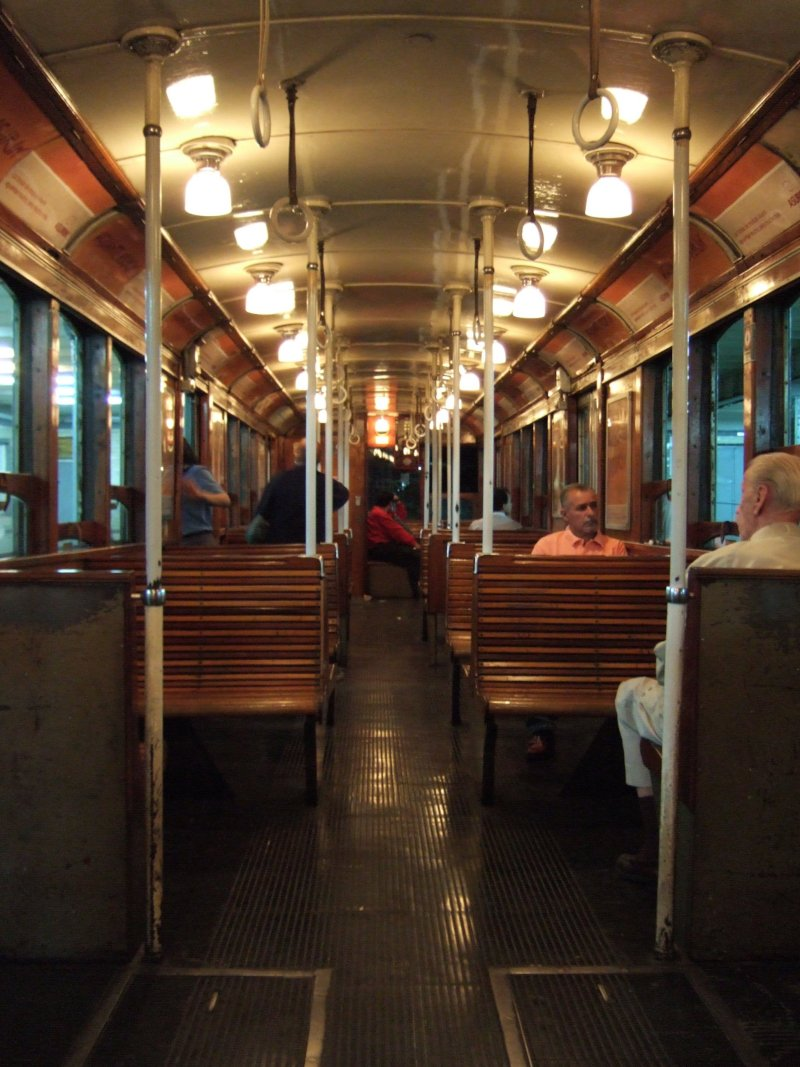
"La Brugeoise"の車内
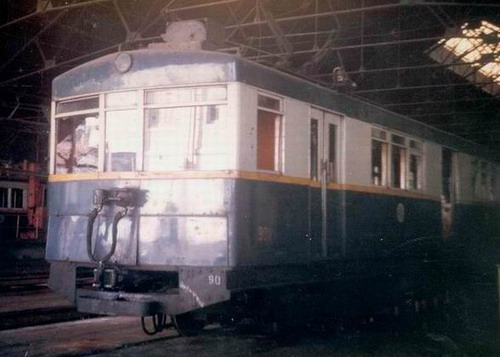
鋼板を張り付けた"La Brugeoise"
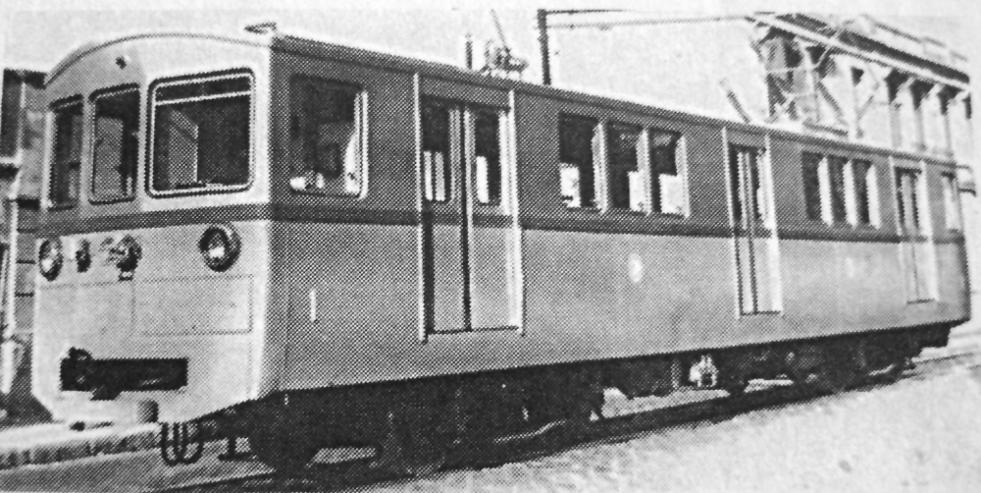
鋼板を張り付けた"La Brugeoise" 張り付けた工場により仕様が異なる
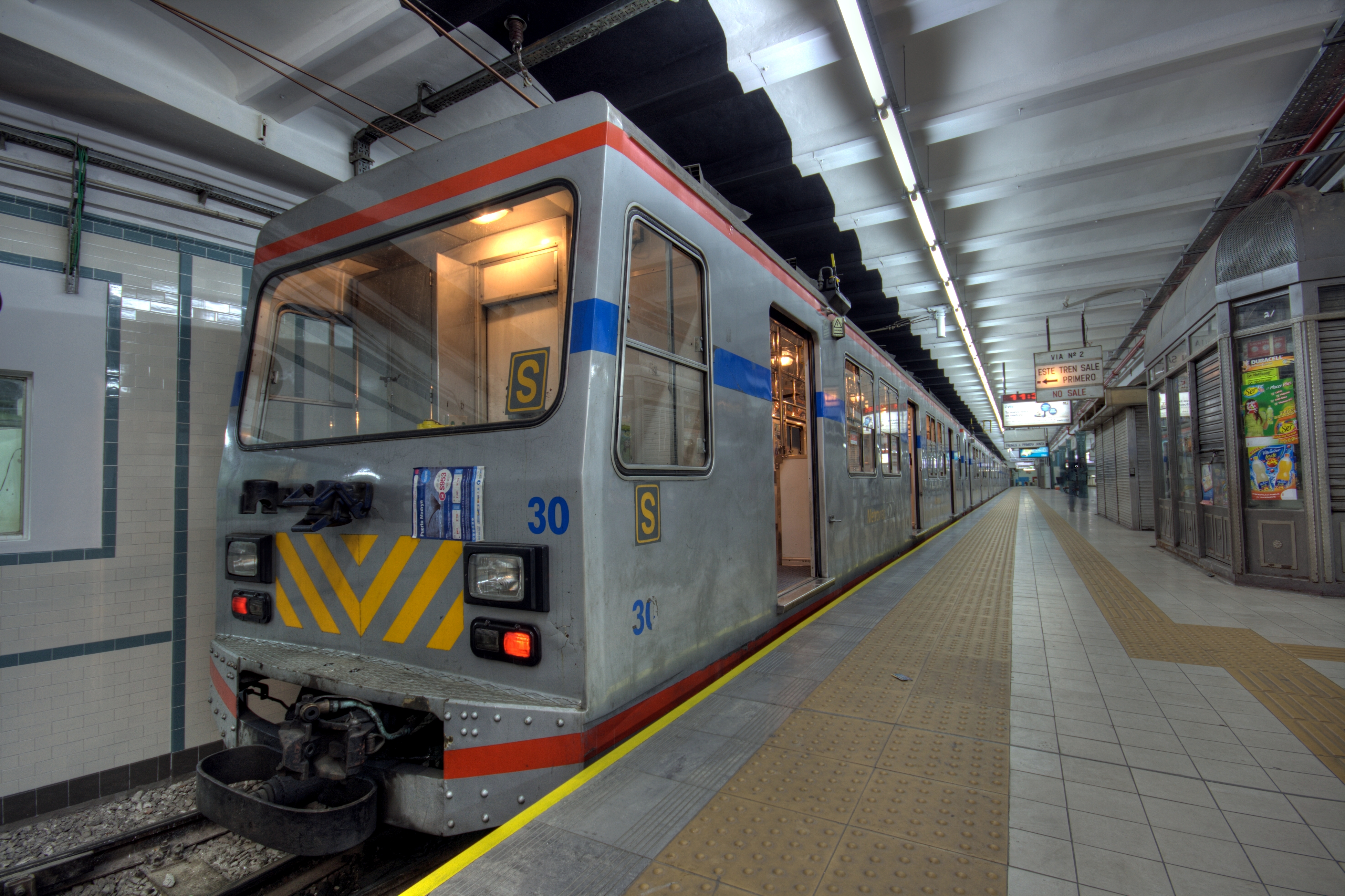
1980年代に鋼製車体に交換（鋼体化）した"La Brugeoise"
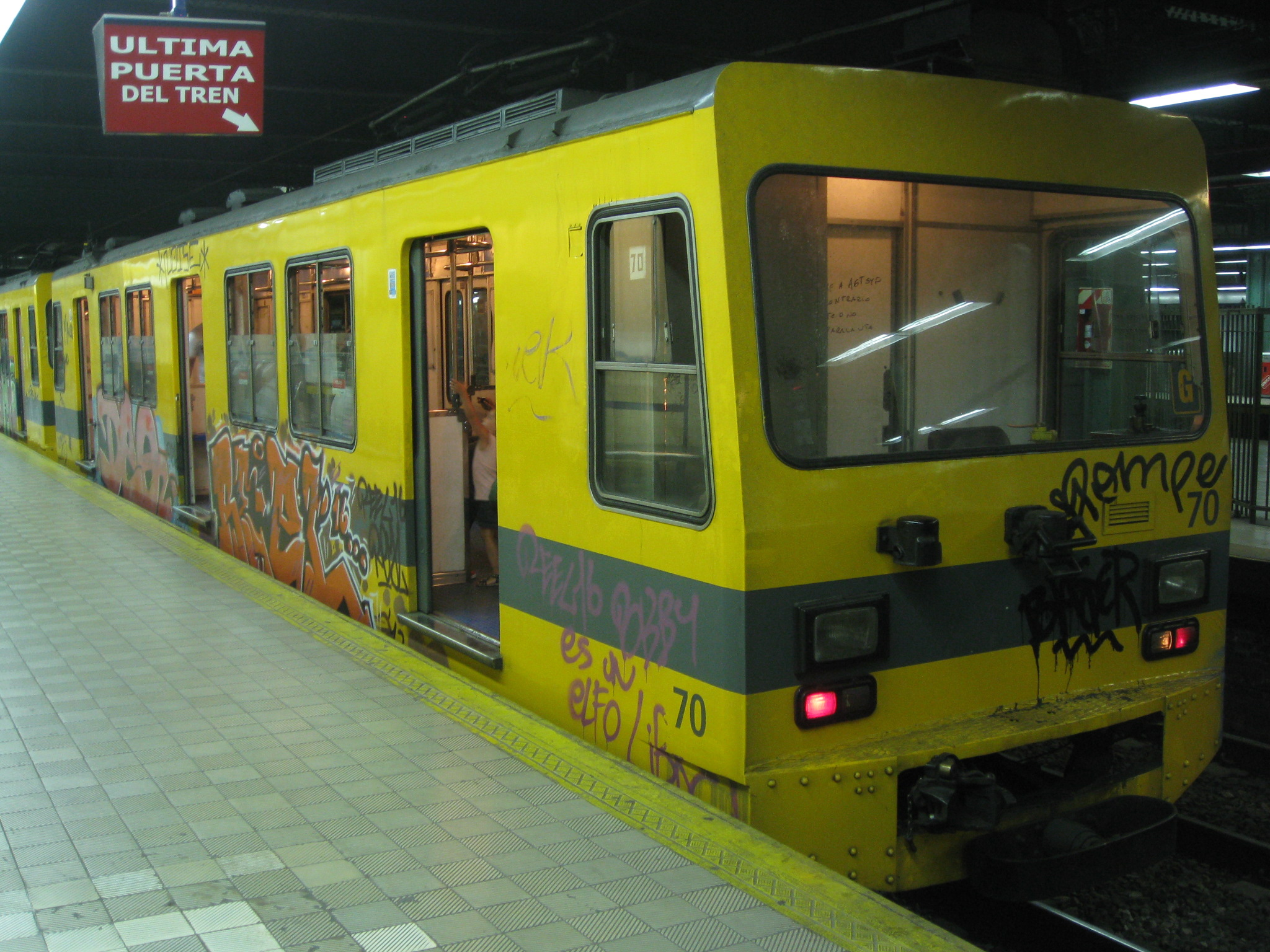
1980年代に鋼製車体に交換（鋼体化）した"La Brugeoise"
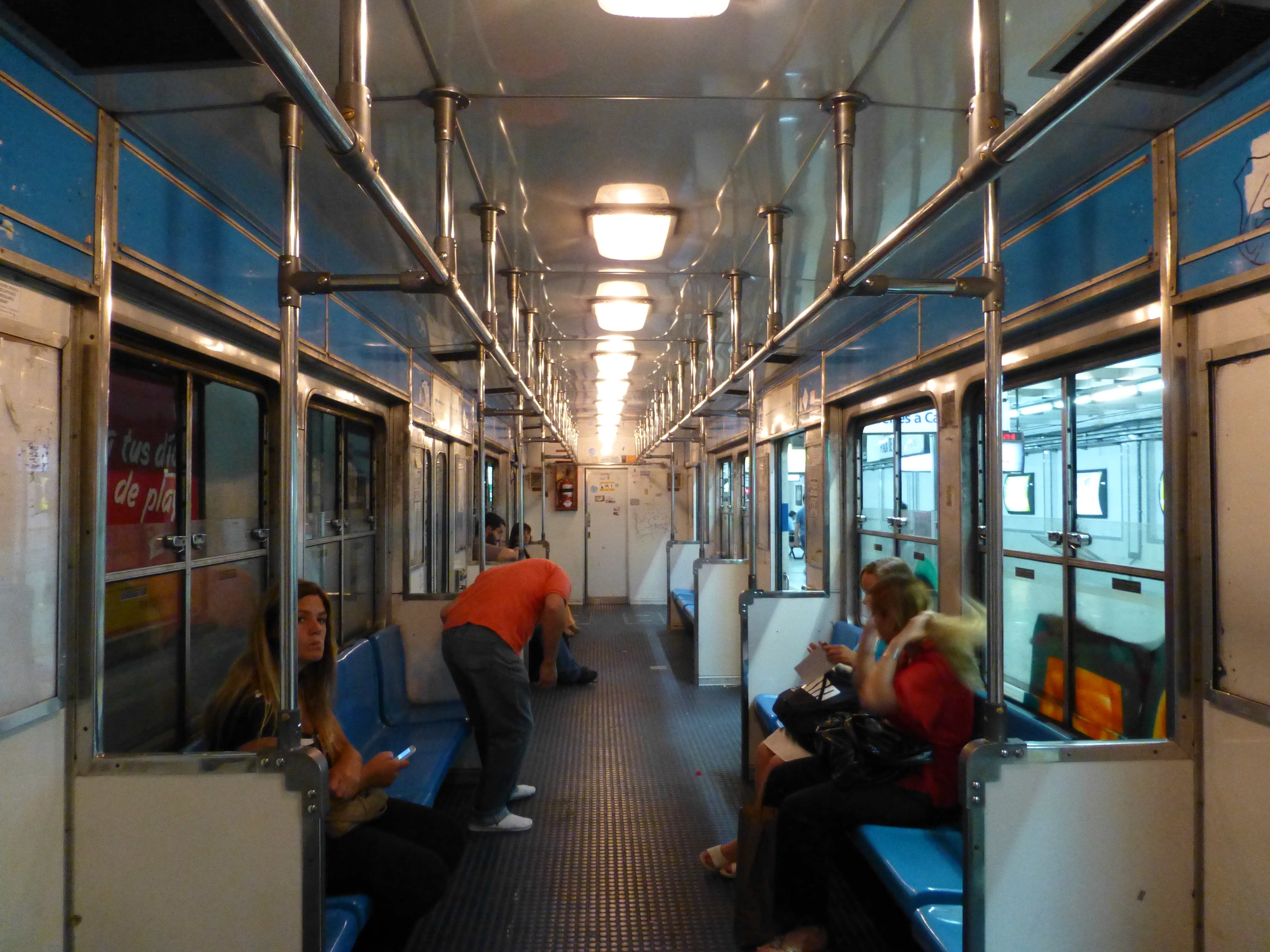
1980年代に鋼製車体に交換された車両の車内

- 上記の電車・"La Brugeoise"の置き換えとして、中華人民共和国の鉄道車両メーカー、中国北車製の電車・"CNR 200"が導入された[21]。

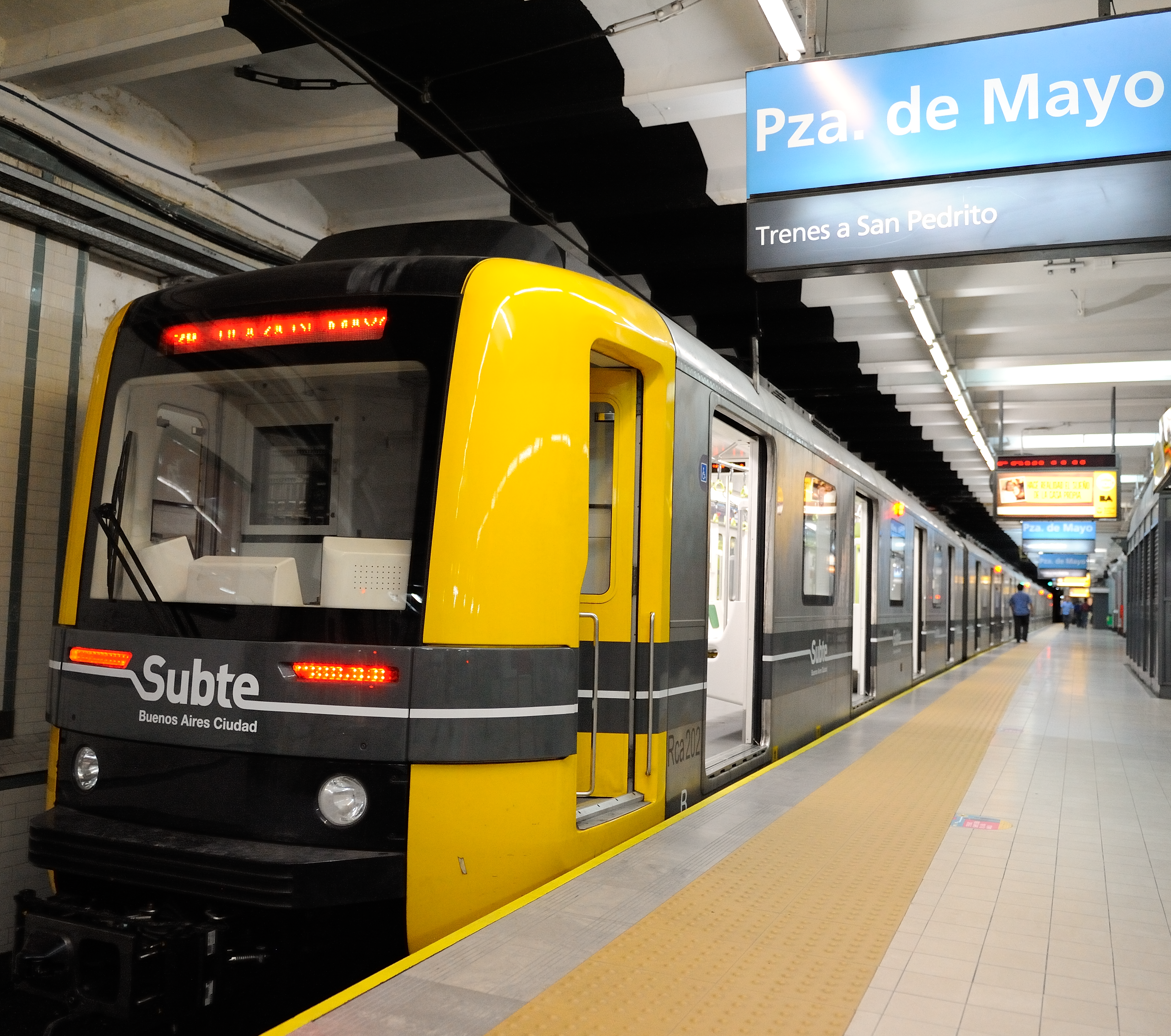
新型電車"CNR 200"
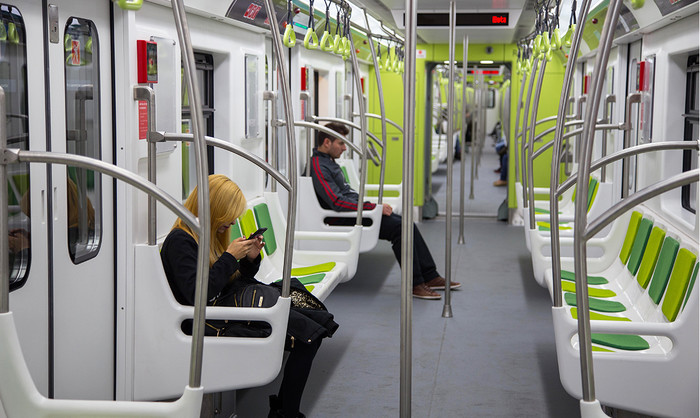
同車の車内

- 2013年の昇圧から2017年まで不足していた上記の中国製の電車・"CNR 200"を補う目的で、D線から2編成の"Fiat-Materfer（英語版）"、および後述の"Siemens-O&K"の体質改善車である"Emepa/Alstom"が応援として活躍した[22][23]。

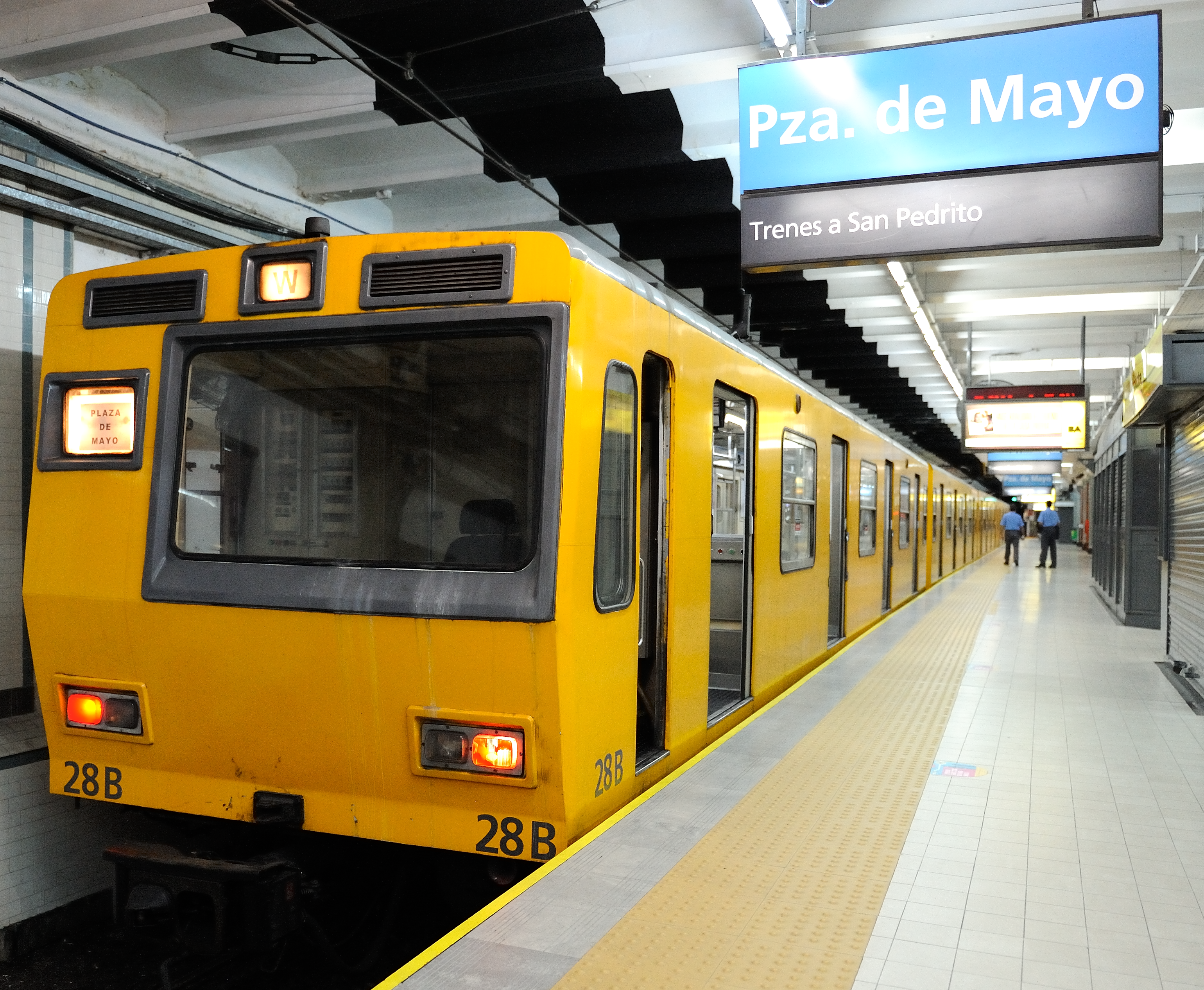
"Fiat Materfer"
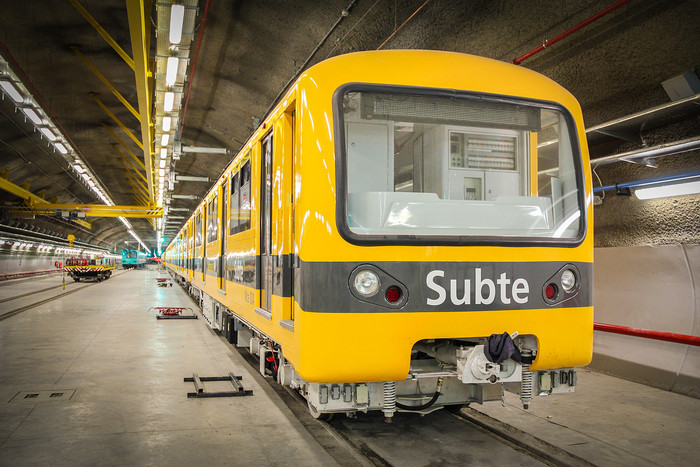
"Siemens-O&K" - "Emepa/Alstom"

## B線 (Línea B)

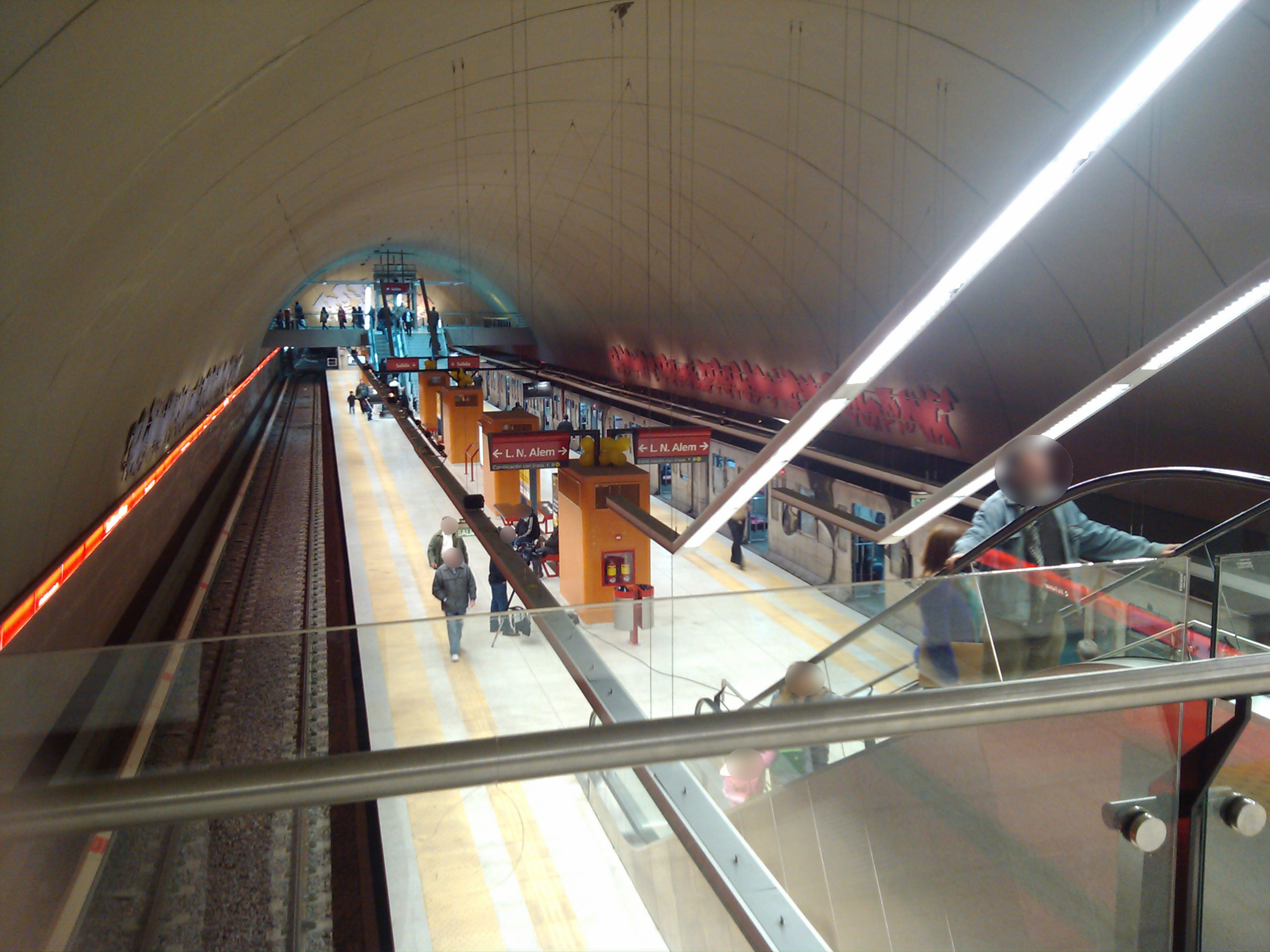
フアン・マヌエル・デ・ロザス駅

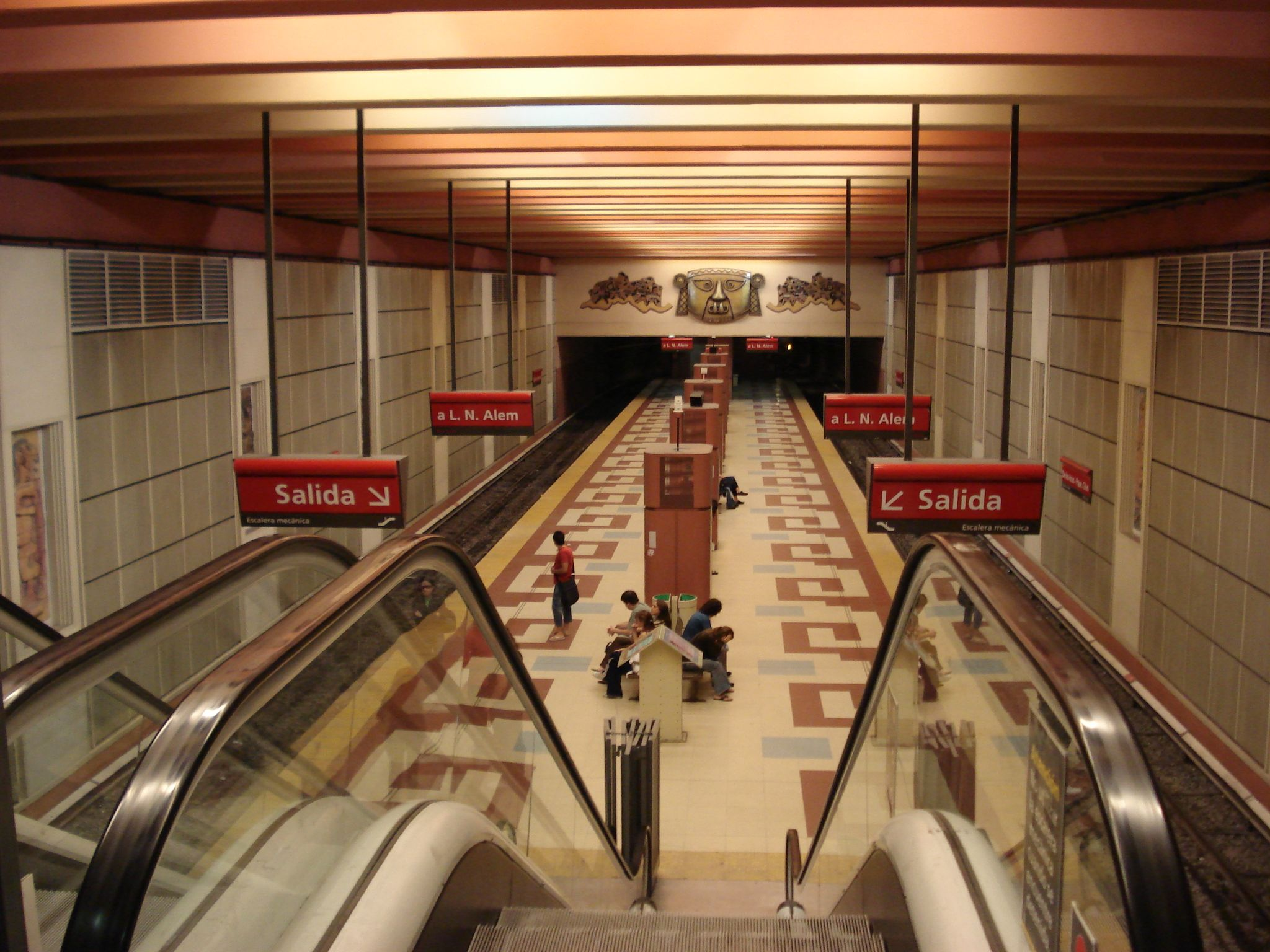
ロス・インカス - パルケ・チャス駅

1930年に最初の区間が開通した、ブエノスアイレス中心部のレアンドロ・N・アレム駅とパルケ・チャス地区のフアン・マヌエル・デ・ロザス駅の間をコリエンテス大通りの下を通り結ぶ路線。
レアンドロ・N・アレム駅でE線、カルロス・ペシェグリーニ駅でC線、D線、プエジレドン駅でH線、ドレゴ駅で近郊路線のサンマルティン線、フェデリコ・ラクロセ駅で近郊路線のウルキサ線（U線）、フアン・マヌエル・デ・ロザス駅で近郊路線のミトレ線に接続している。2003年にフェデリコ・ラクロセ駅とロス・インカス駅の区間が、2013年にロス・インカス駅とフアン・マヌエル・デ・ロザス駅の区間が延伸・開業した。
なお、現在運行されているこの地下鉄の路線のなかでは、当路線だけが第三軌条方式集電を採用しているが、後述のマドリードからの中古地下鉄車完全導入の際に、世界でも例を見ない架線式への転換をする方針であった。しかしマドリードからの中古車に不具合が多く見つかり、同所からの中古車導入が中止されこの計画は進んでいない。

### 車両
2021年現在、以下の3種類の車両が使用されている。なお、後述の通り、"CAF 5000"はすべて休車状態。
元・営団丸ノ内線車両
- 日本の営団地下鉄（現・東京メトロ）で使用されていた営団300/500/900形電車を、1995年 - 1996年にかけて譲受した車両。現地では主要機器の製造元（三菱電機）より"Mitsu"、"Mitsubishi"、"Coche Mitsubishi"、"Mitsubishi Eidan"などと呼ばれ親しまれている[26]。
- 譲渡当時、状態の良さと現代の車両にも通じる設備でありながら、30年以上使用された車両であるという事実を驚かれたというエピソードがある。現在でも、側面にステップが設置され大半の車両の塗装が塗り替えられた以外は譲渡時の形態をほぼ留めており、日本語で書かれたプレートなども残っている。本形式の投入で、後述する従来からの車両は全て淘汰された。
- 老朽化による故障が相次いだため、2015年よりCAF6000による置き換えが開始され、運用を離脱し廃車となる車両が発生している。なお、後述のCAF5000においてアスベストの使用が発覚した際、本形式に関しても暖房装置および車体側面の化粧板などにアスベストが使用されていることが発覚したが、直接人体に触れる可能性がある暖房装置部分のアスベストの除去を行った上で運用を継続している[27][28]。
- 2016年3月、東京メトロが現地で走行中の4両を買い戻す方向で交渉中であると報じられ、同年7月11日にブエノスアイレスを離れた4両(771,734,584,752)が航路で大黒埠頭に到着。同月21日 - 22日の未明に、それぞれ2両ずつ中野検車区に搬入された[29][30]。海外に譲渡された鉄道車両が日本に里帰りするという事例は非常に稀であり、東京メトロでは初のケースである。

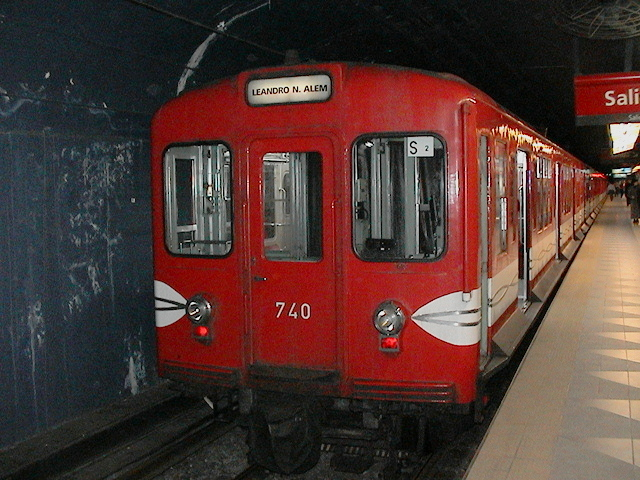
元営団500形電車（2002年）
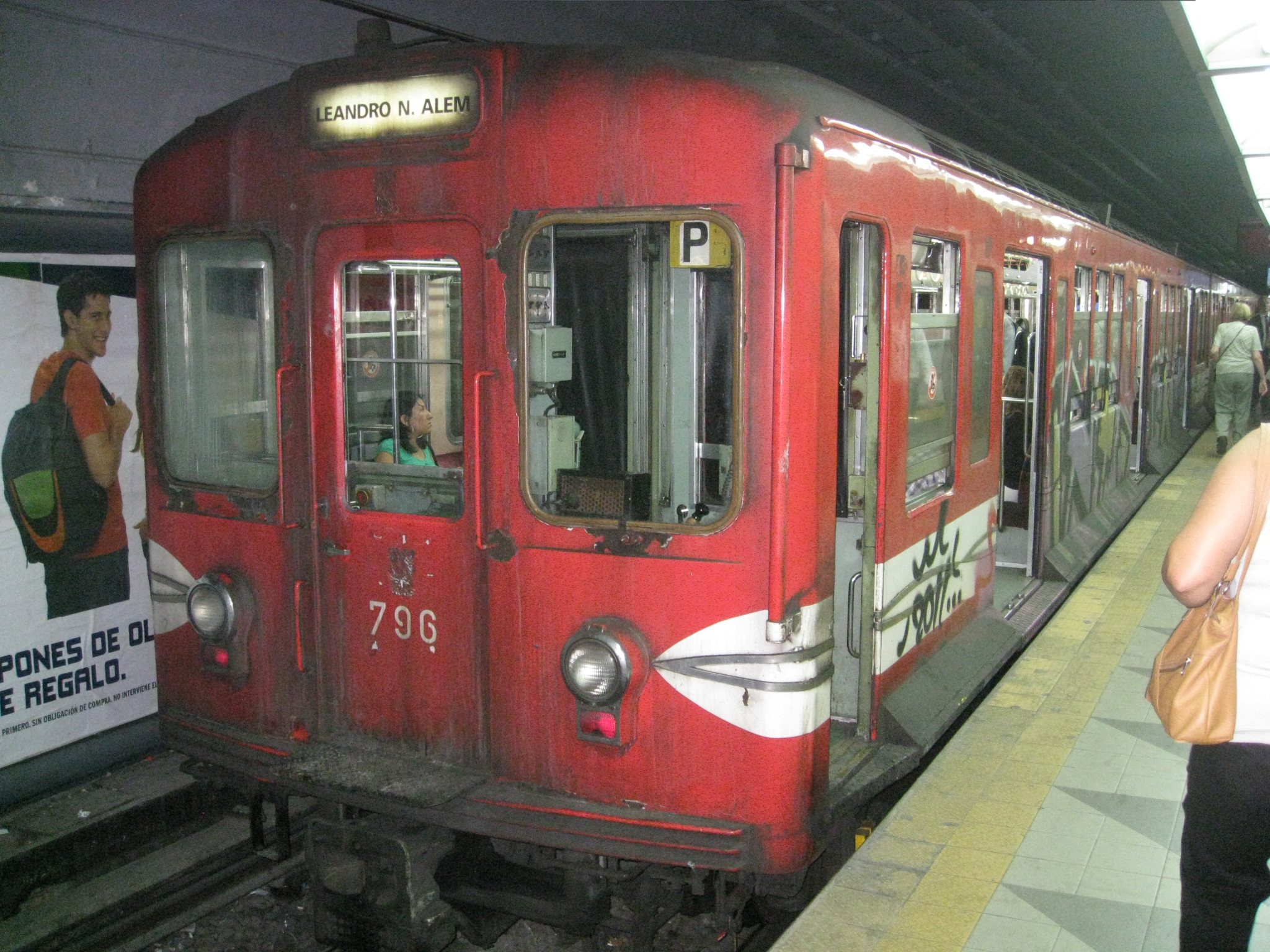
グラフィティの被害を受けた車両（後に全て除去）
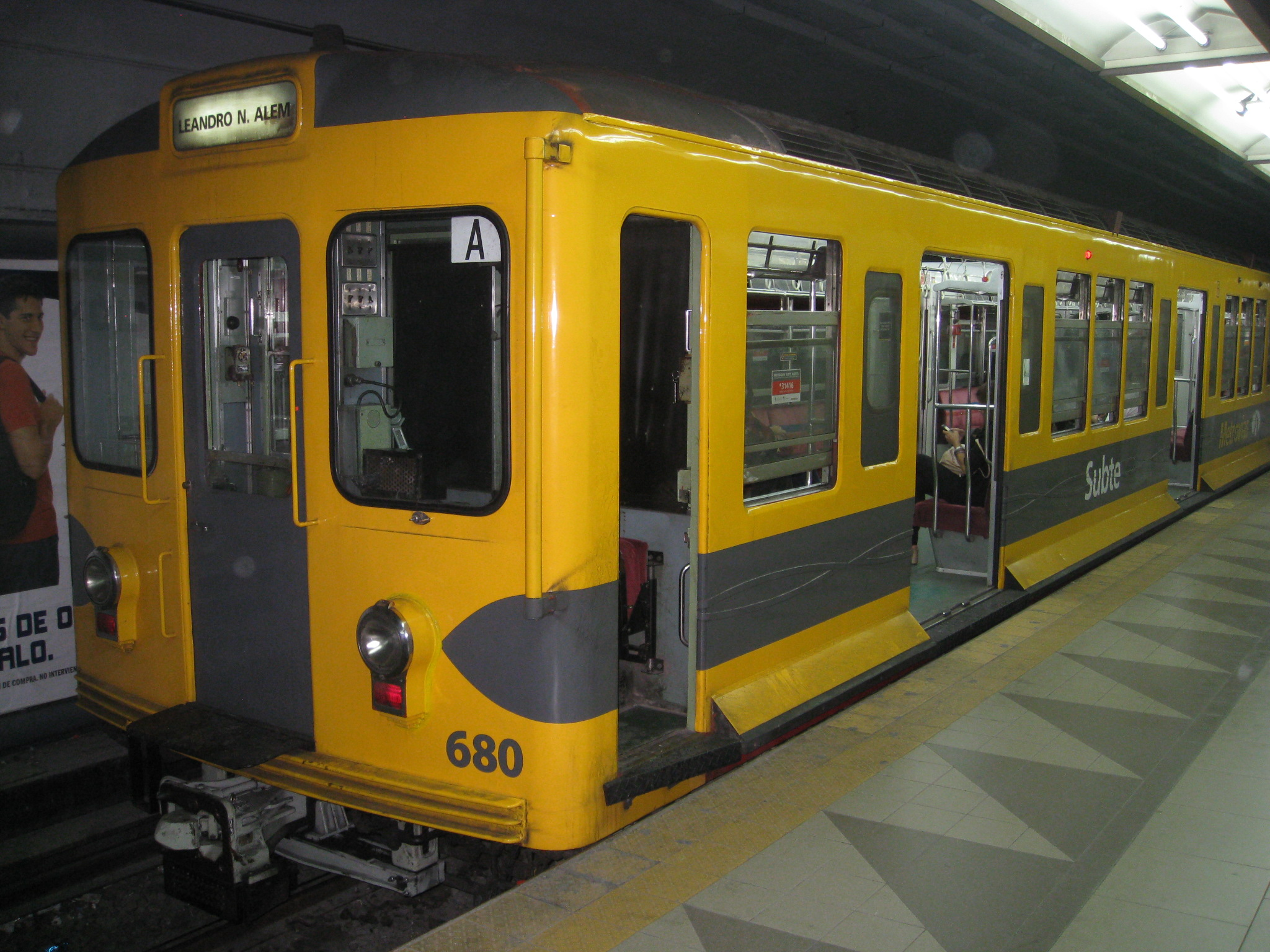
メトロビアスオリジナル塗装（初代） 特徴であった窓下のサインウェーブは塗りつぶされた
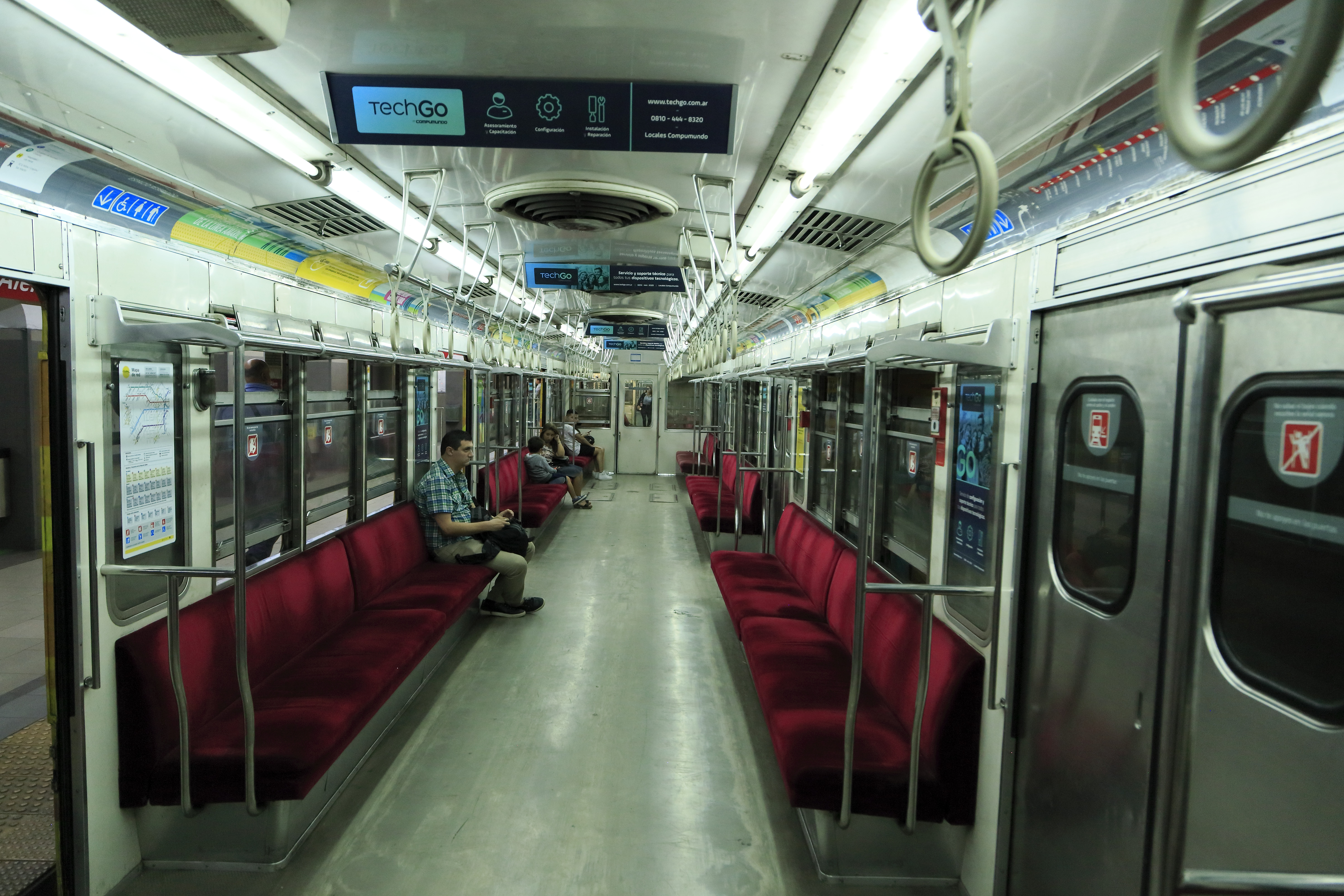
座席モケットが張り替えられた車内
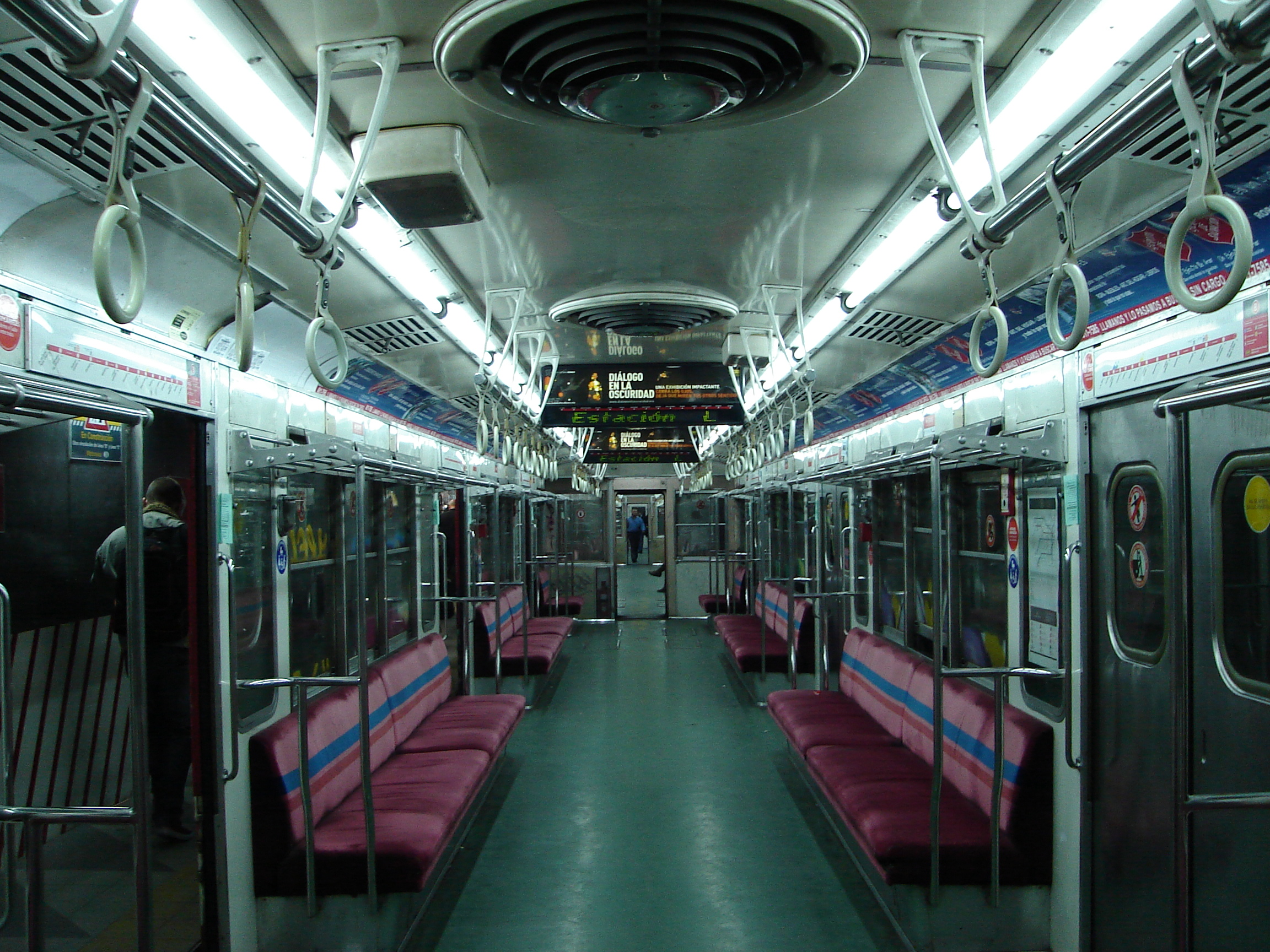
座席モケット張り替え前の車内 多くの車両が営団時代の座席モケットのままで活躍してきた

元・マドリード地下鉄車両
- 路線延伸による車両不足分を補うため、2011年にスペインのマドリード地下鉄からCAF5000系電車を譲受し、2013年より運用を開始した[28][31]。同年には老朽化した元丸ノ内線車両の置き換え用として、同じくマドリード地下鉄からCAF6000系電車を譲受し、2015年より運用を開始した[32]。これらの電車はマドリード時代と同様に、乗降扉が常時半自動扱いとなっている点が大きな特徴である。
- しかし、品質や信頼性の低さに起因する故障が相次いだうえ、CAF5000系については車体の複数個所にアスベストが使用されていることが発覚し、輸出元のスペインと輸入先のアルゼンチンの国際問題に発展[28]。全車両が運用から離脱することとなった[28]。

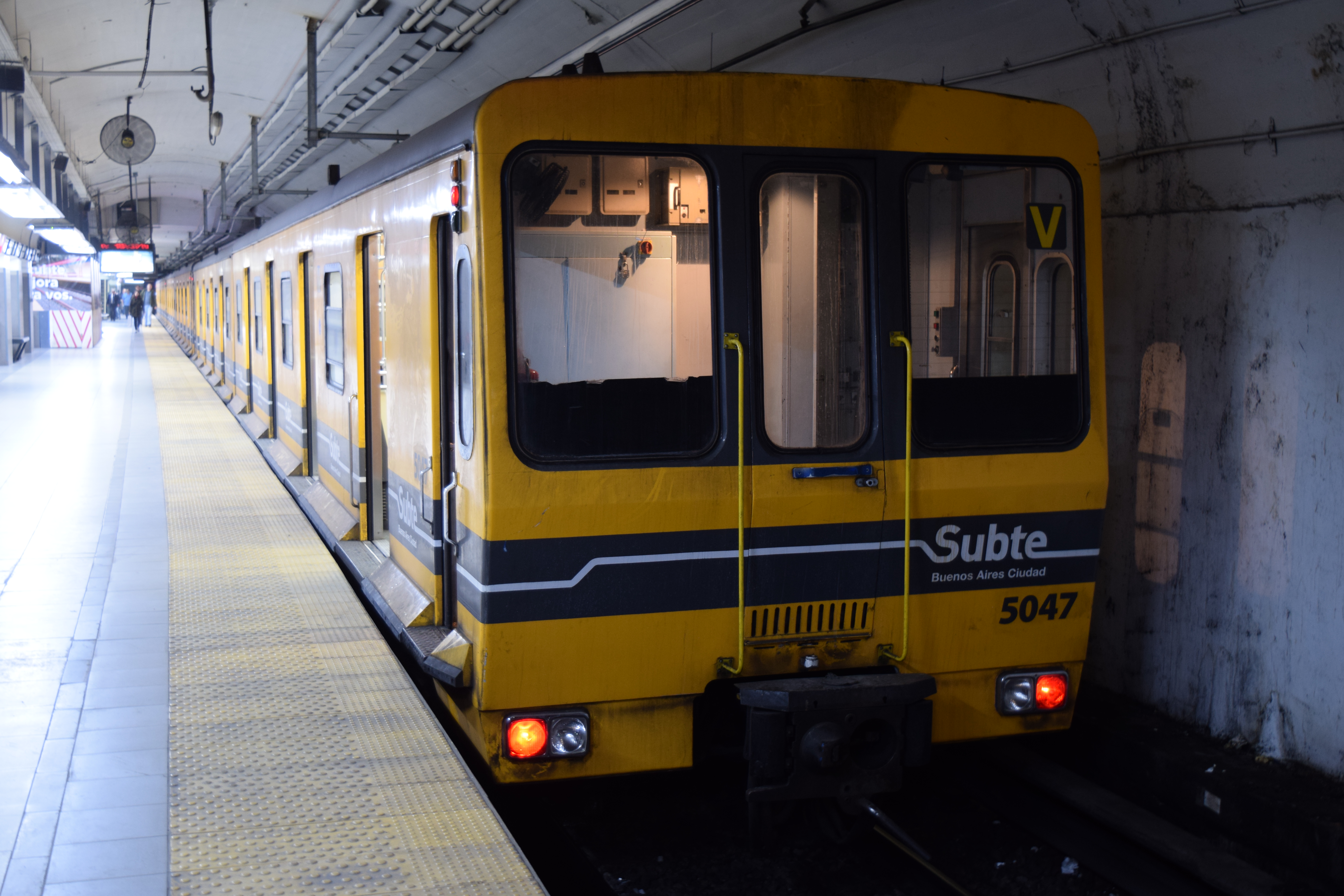
CAF5000
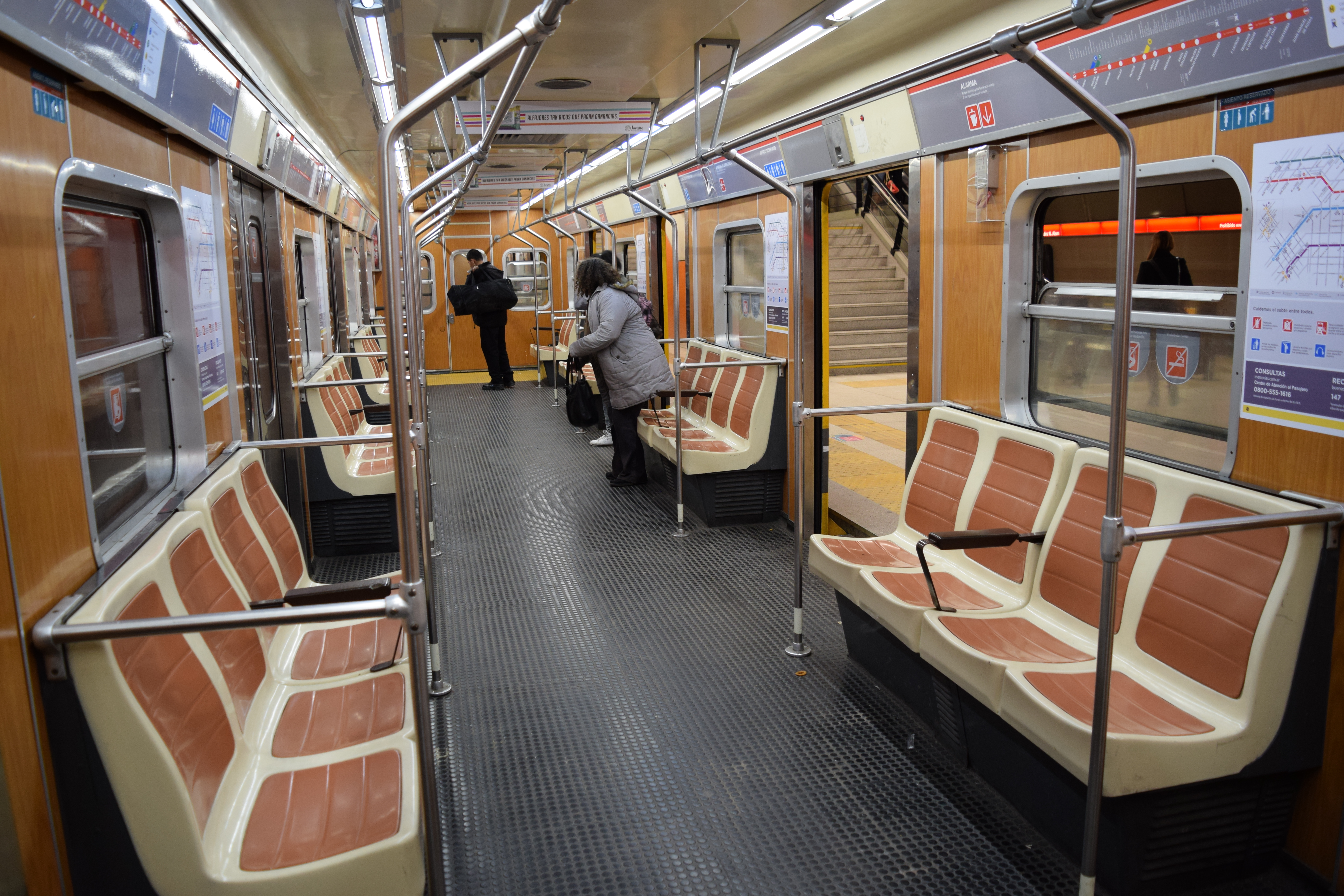
CAF5000 車内
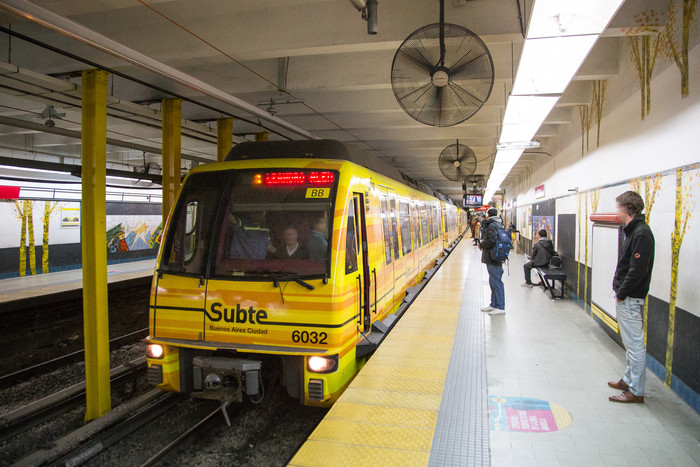
CAF6000
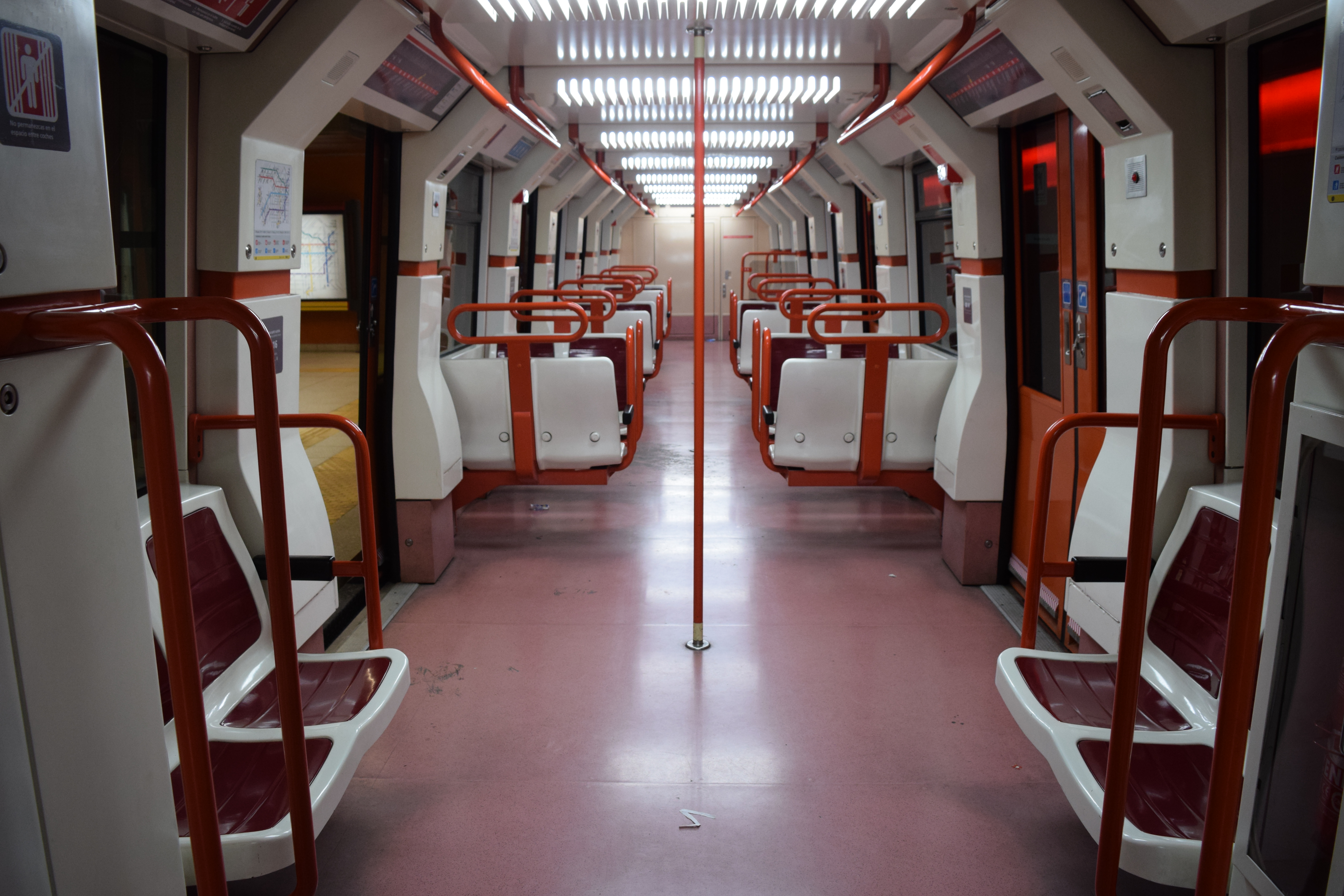
CAF6000 車内

その他
- 1996年までは、1930年 - 1931年の開業期にイギリスのメトロポリタン・キャメル社およびアメリカのオズグッド・ブラッドリー・カー・カンパニー（英語版）で製造されたMetropolitan CammellとOsgood Bradley、1965年・1977年にアルゼンチンのアルゼンチン軍事製造社（Fabricaciones Militares）（英語版）のサン・マルティン将軍工場で製造されたSiemens- FM[33]が使用されていた。
- 前述の通り、これらの車両は元丸ノ内線車両によってすべて淘汰された。そのうち、最も新しかったSiemens-FMの一部は事業用車両および気動車に改造されている。
- このほか、1994年の一時期にはメトロポリタン・キャメル製電車の老朽化と軍事製造社製電車の事故による車両不足から、線路がつながっているウルキサ線（U線）のToshibaが転用され、2両編成を2本連結した4両編成で運用された[25][34]。

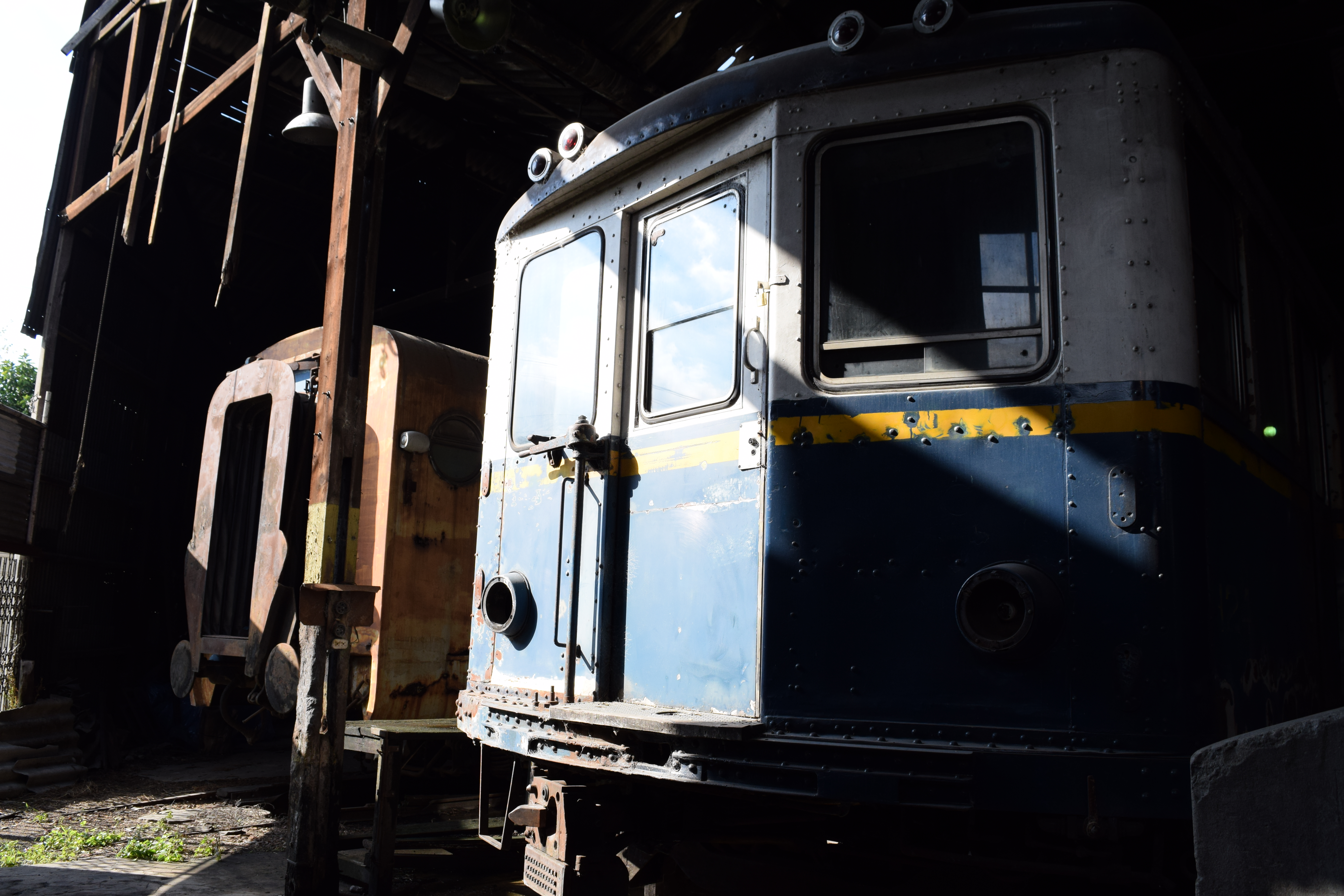
Metropolitan Cammell（右側）
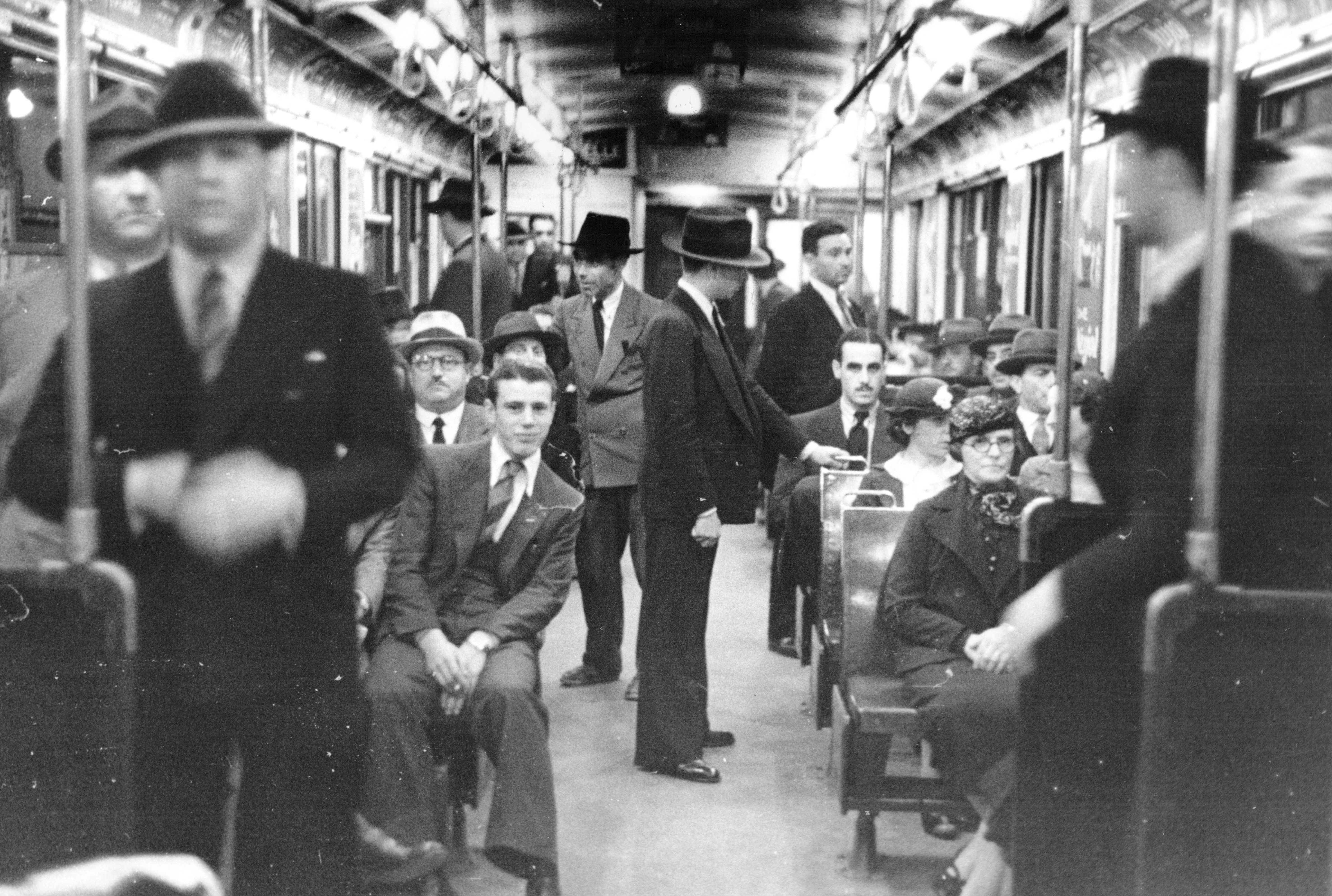
Metropolitan Cammell 車内
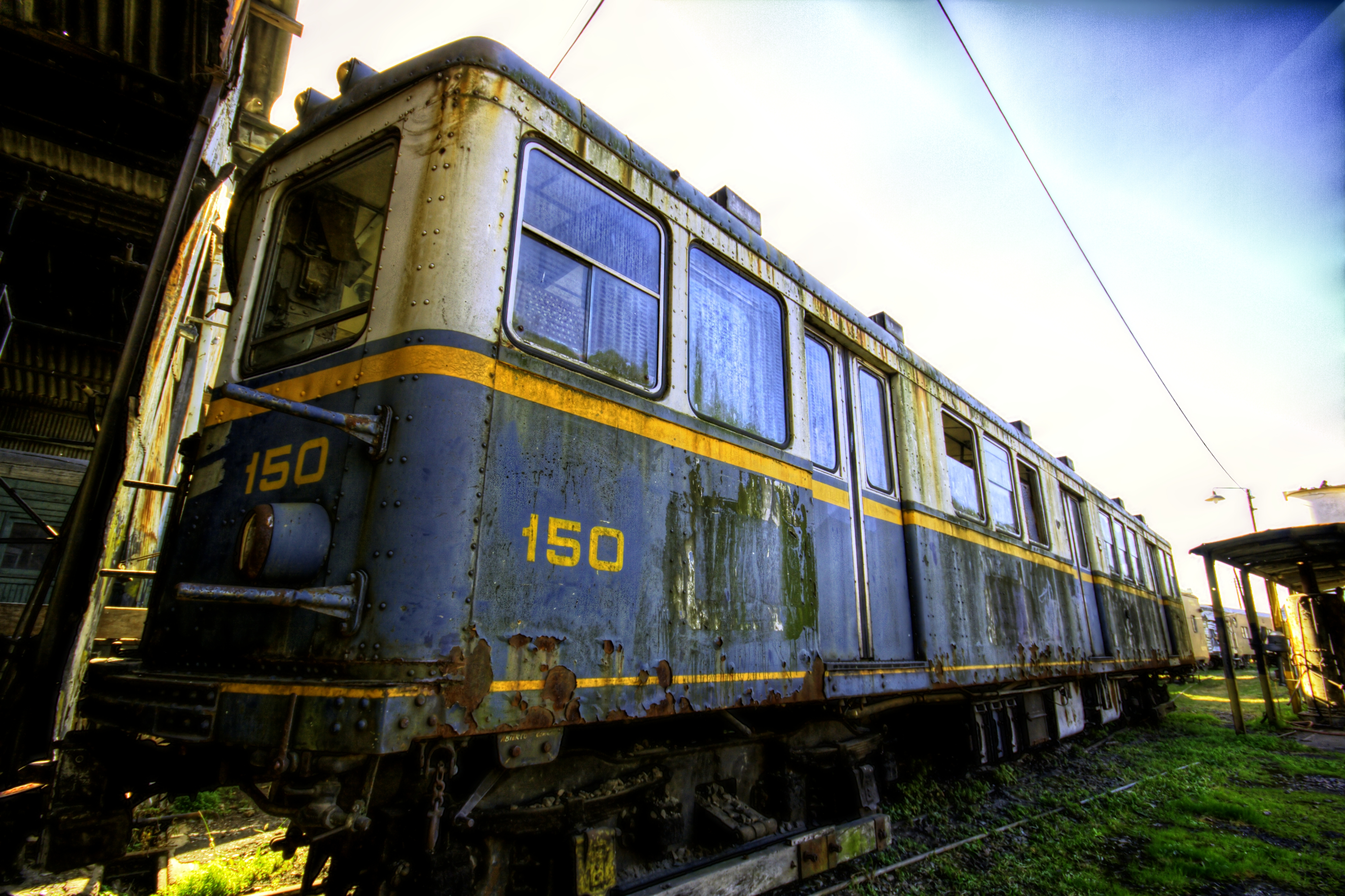
Osgood Bradley

## C線 (Línea C)

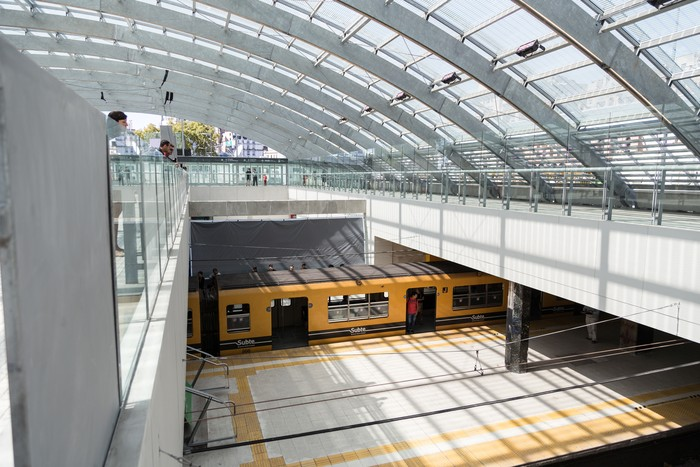
プラサ・コンスティトゥシオン駅と元名古屋市営地下鉄の電車"Nagoya"

1934年に開通。ブエノスアイレス市内中心部を南北に貫き、北方面の交通ターミナルであるレティーロ駅と、南方面の交通ターミナルであるプラサ・コンスティトゥシオン駅の間を結ぶ路線。レティーロ駅でE線と近郊路線のミトレ線、ベルグラーノ北線、サン・マルティン線と、ディアゴナル・ノルテ（北）駅でB線、D線と、アベニーダ・デ・マヨ駅でA線と、インデペンデンシア駅でE線と、プラサ・コンスティトゥシオン駅で近郊路線のロカ線と接続。H線開業までは唯一の環状式路線であった。

### 車両
以下の2種類の車両が使用されている。なお開業時から活躍した"Siemens-O&K"は2016年に引退した。
- "Nagoya 5000"はその名の通り日本の名古屋市営地下鉄から譲渡された元同地下鉄東山線の5000形電車である。2015年に運用を開始した。5編成在籍し、先にC線に入っていた下記の"Nagoya"3形式と同様の改造がなされている[36]。

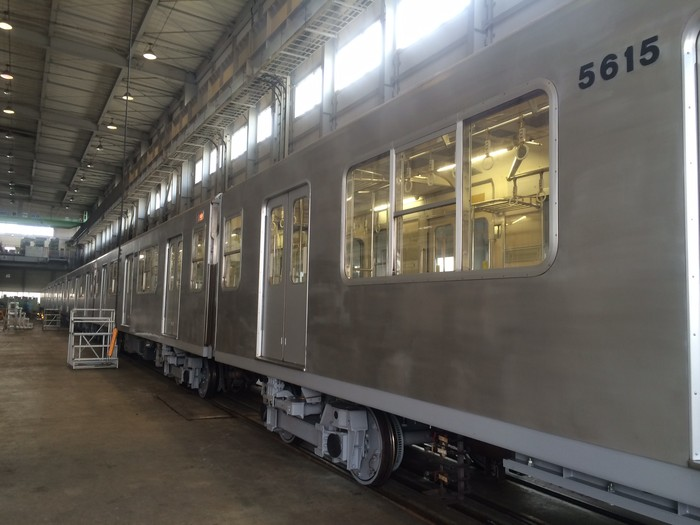
大阪車両工業でブエノスアイレス地下鉄向け改造を受けるもと名古屋市営地下鉄5000系こと"Nagoya  5000"
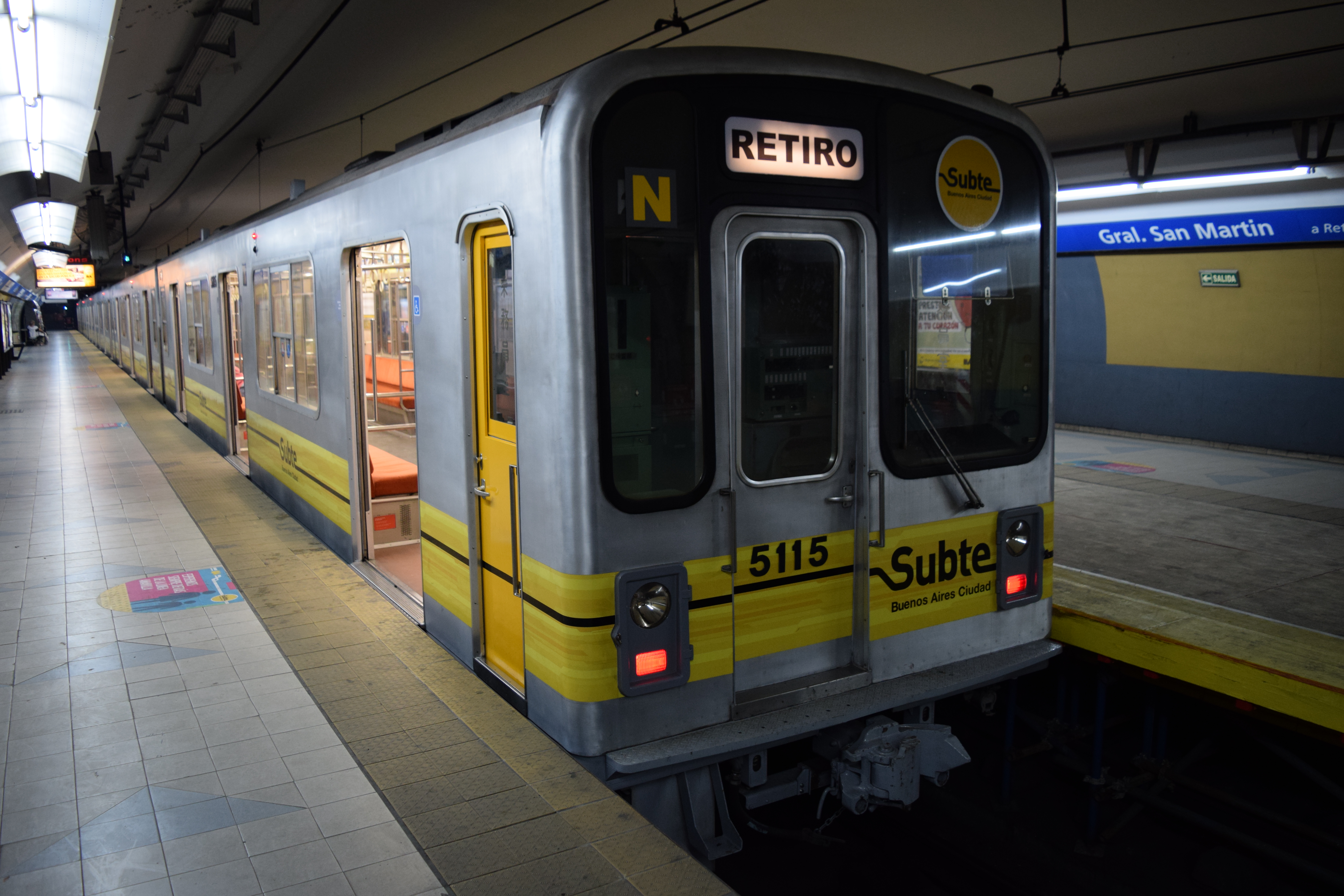
"Nagoya 5000"
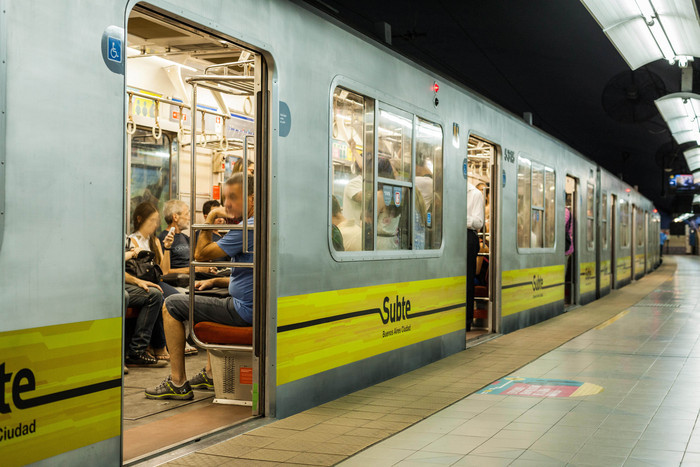
"Nagoya 5000"
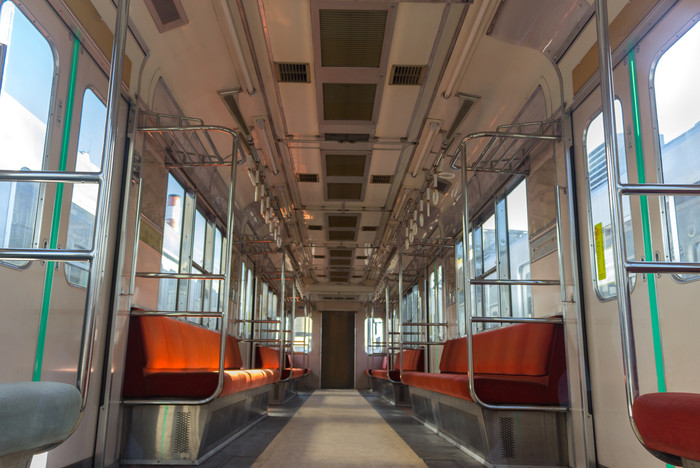
車内（地下鉄搬入前）

- "CNR 200"は2018年から2019年にかけてA線から転属した中国製の新型車両である。2019年9月に下記の"Nagoya 300"・"Nagoya 250"・"Nagoya 1200"をすべて置き換えた[37]。これにより、C線で運用される車両は全て冷房付きとなった。

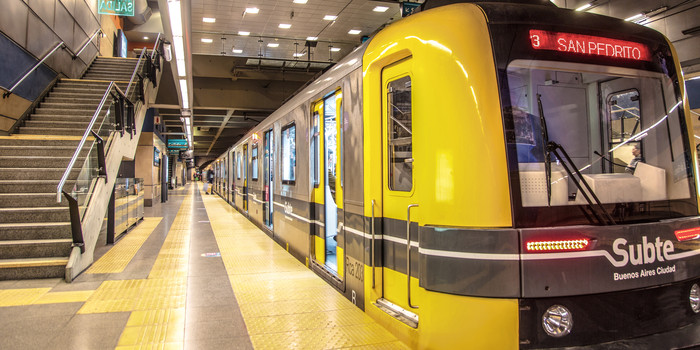
C線の"CNR200"

- "Nagoya"は元名古屋市営地下鉄東山線300形・250形・名城線1200形で1999年に登場した。導入に当たりパンタグラフ取り付けや制御装置を東洋電機製のIGBT-VVVFインバータに交換、車椅子スペースの設置など大幅な改造が大阪車両工業にて施工された。このように電気機器は新しく更新されているものの、車内については特に手を加えられず、冷房装置も搭載されていない。20年にわたり親しまれた"Nagoya 300"・"Nagoya 250"・"Nagoya 1200"であったが、上記の"CSR 200"に置き換えられ2019年9月にすべての編成が運用から離脱した[37]。これらは最初はD線でも活躍したが、最後はC線のみの運行となっていた[37]。

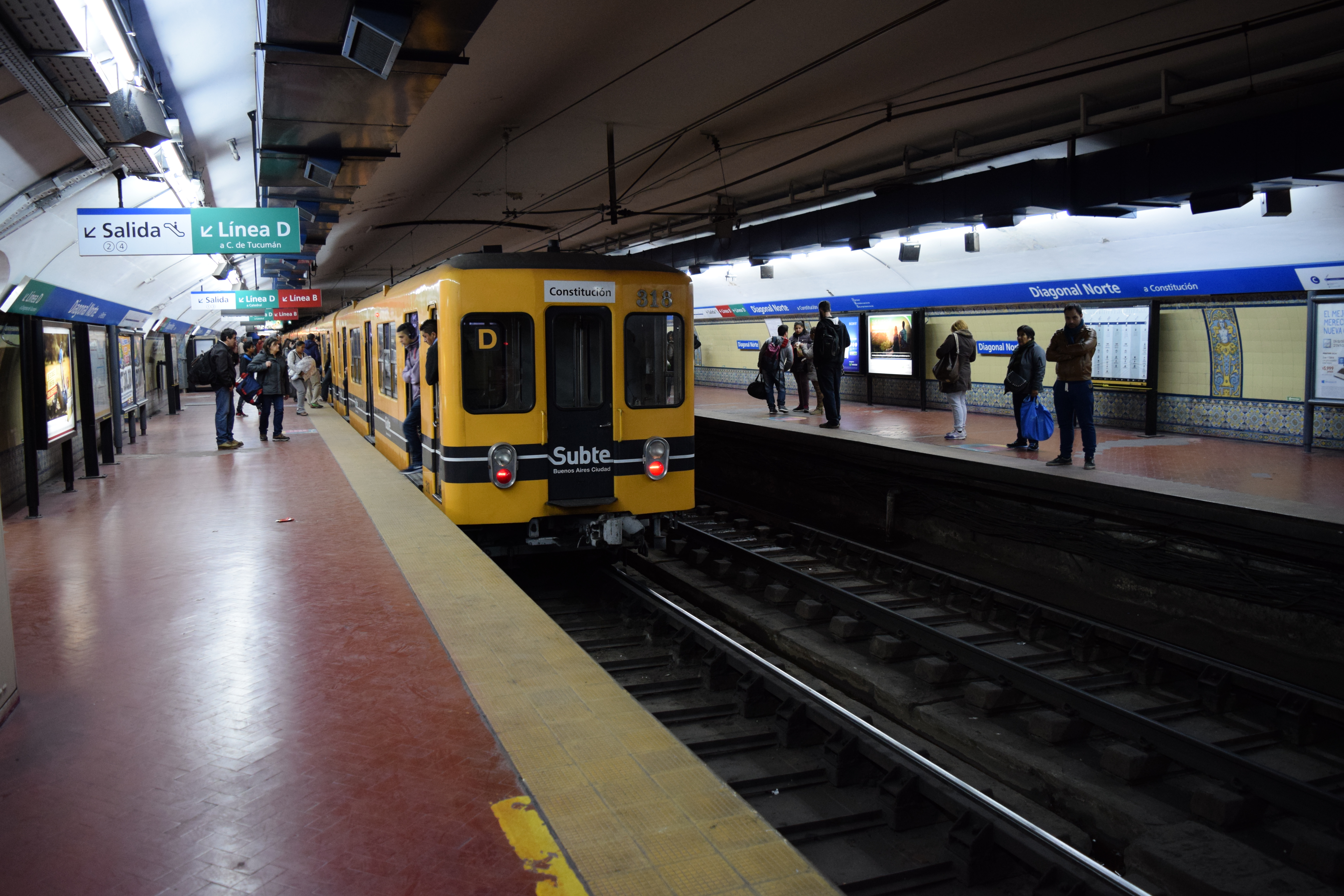
もと名古屋市営地下鉄300形こと"Nagoya 300"
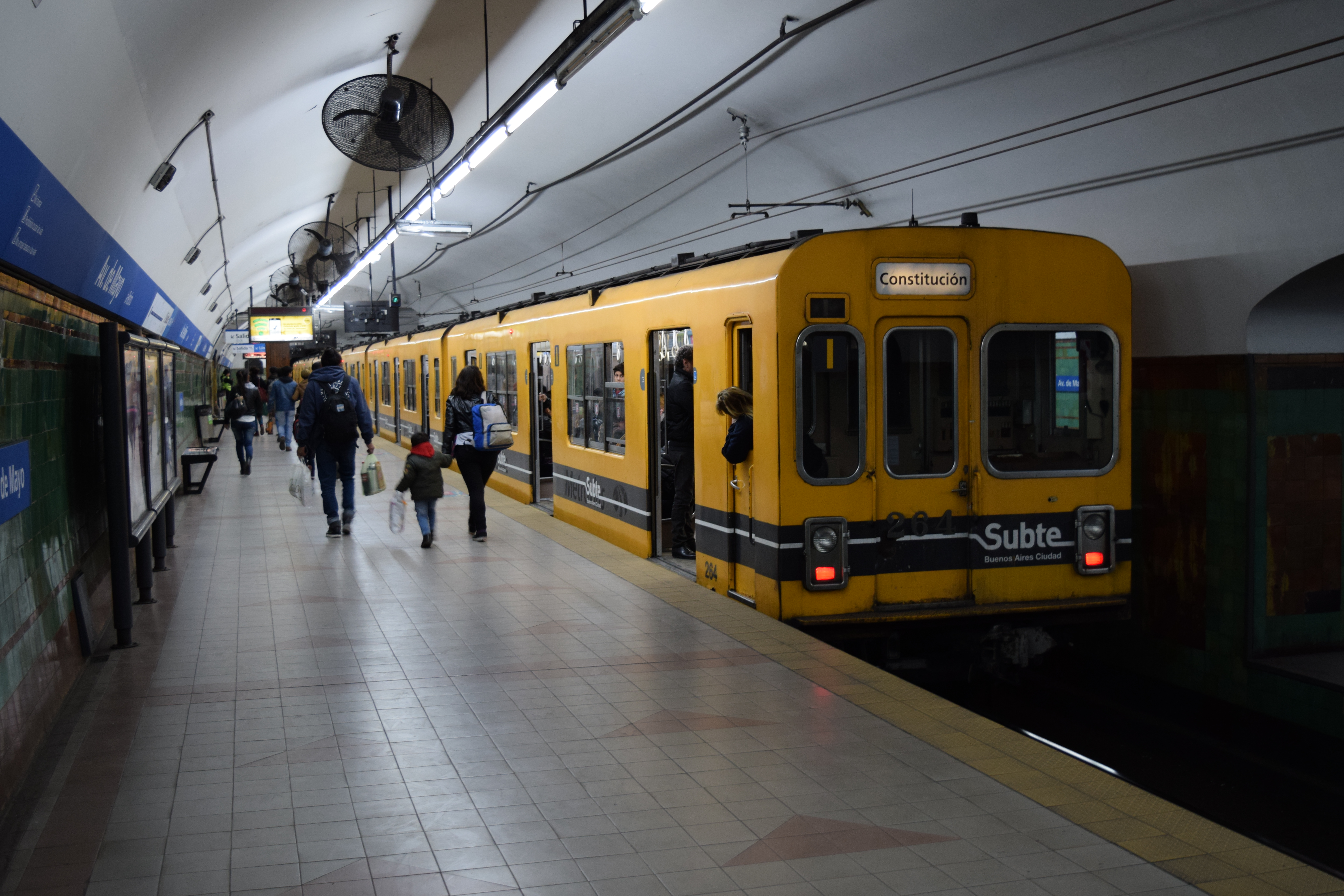
もと名古屋市営地下鉄250形こと"Nagoya 250"
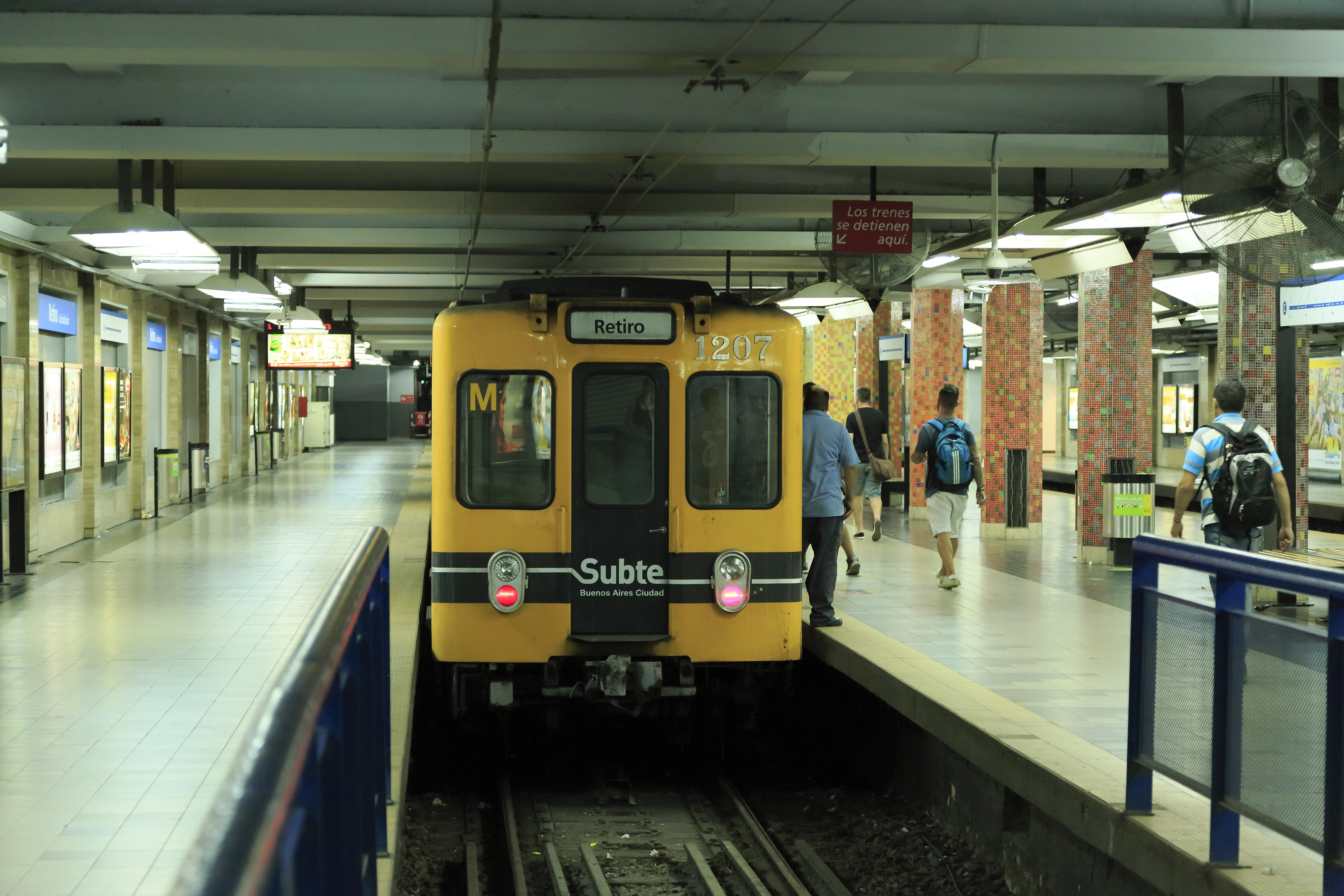
もと名古屋市営地下鉄1200形の"Nagoya 1200"
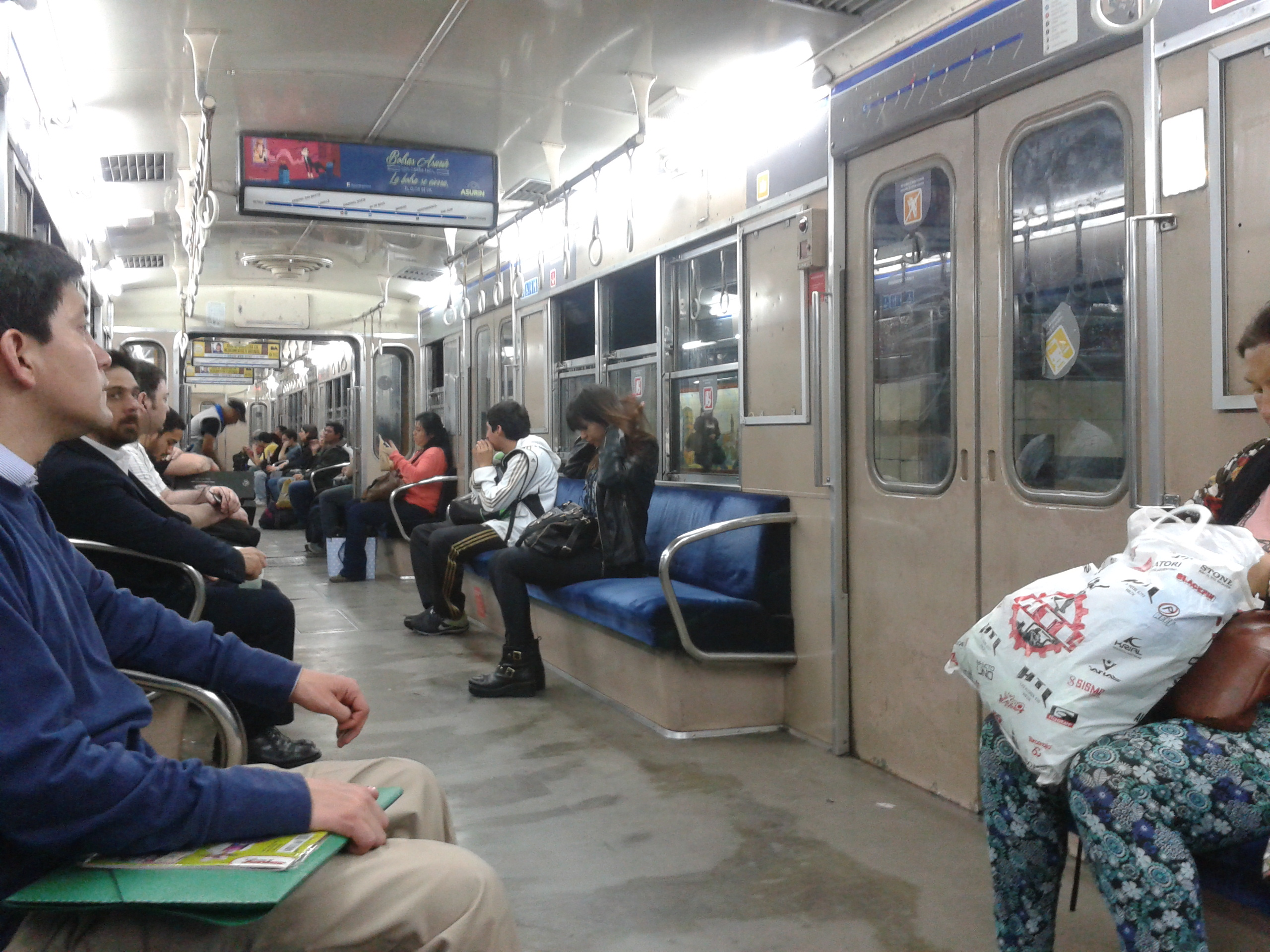
名古屋市営地下鉄時代の面影を残す車内
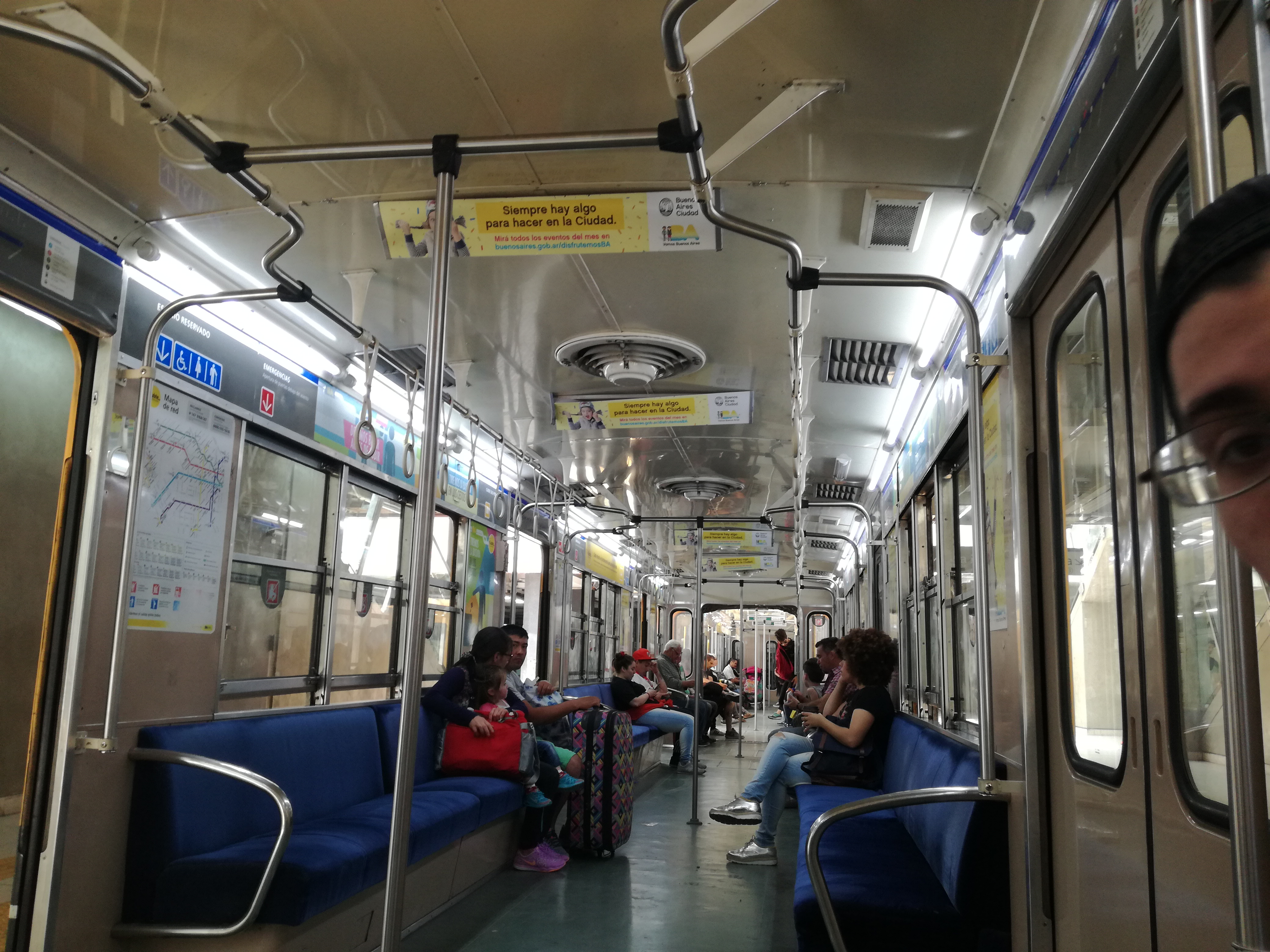
一部の編成に対しては吊り革を支える棒の更新などの手が加えられた

- "Siemens-O&K"は1934年の開業期にドイツで製造された車両。電装品はその名の通りシーメンス製。ベルリンSバーンの車両（のちのドイツ鉄道477形電車）とほぼ同形であるが、架線集電式で前面が貫通路付きの3枚窓である点などが異なる。いくつかの編成がH線開通時に同線へ転属したが、そちらでも2016年に運行から退いた[38]。

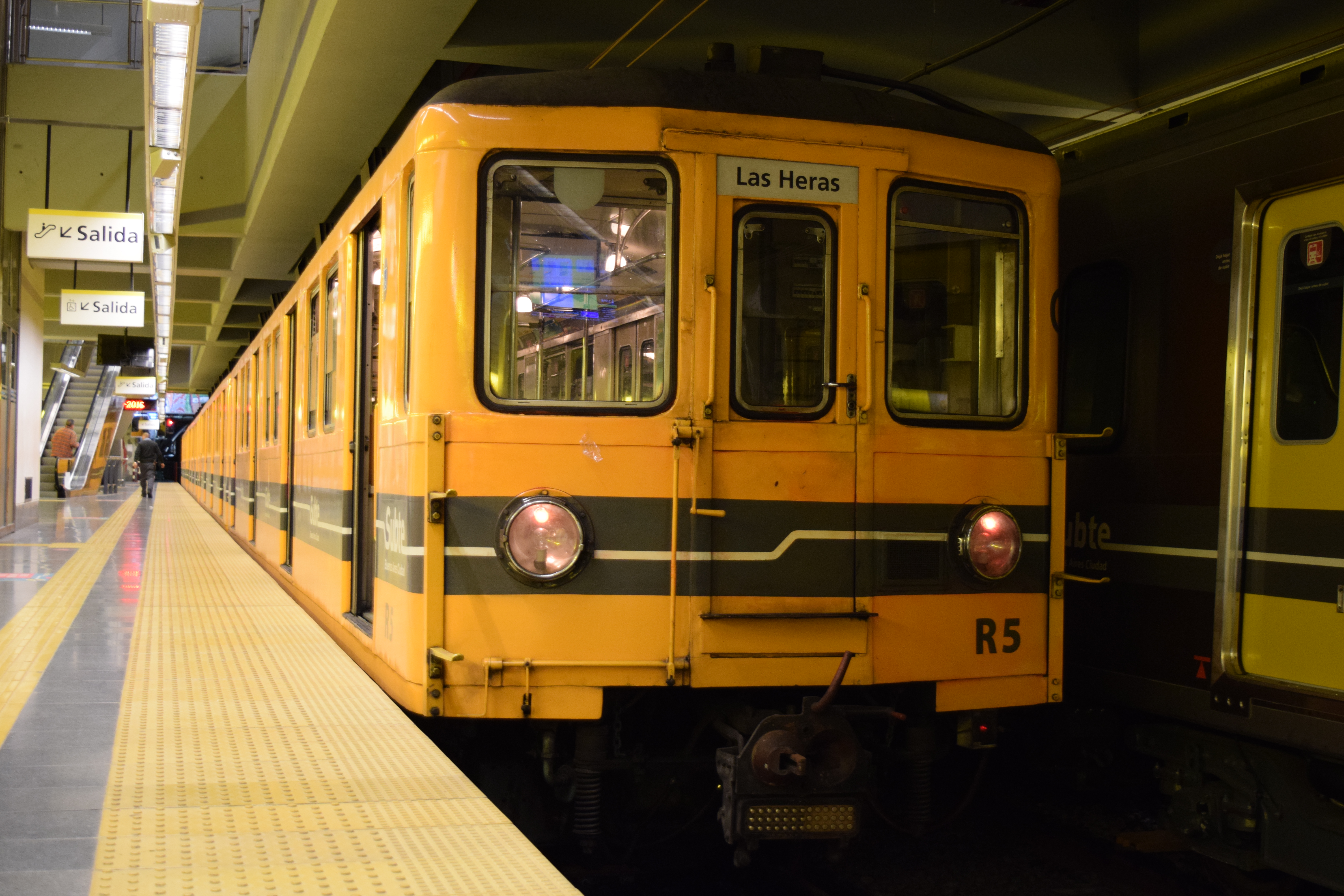
"Siemens-O&K"（H線）

## D線 (Línea D)

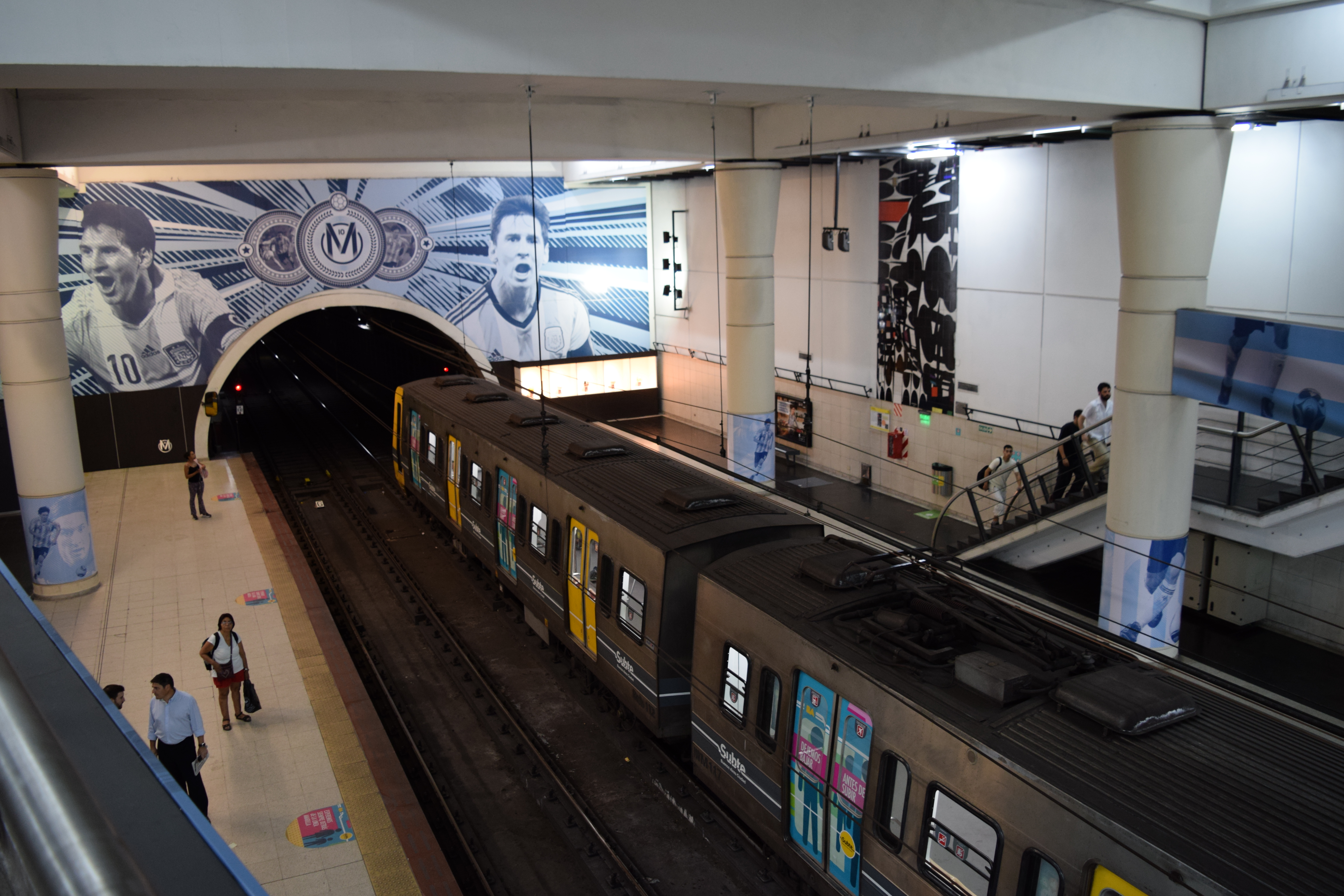
D線ホセ・エルナンデス駅

D線は、ブエノスアイレス市内中心部のカテドラル駅と市内北部のコングレッソ・デ・トゥクマン駅を結ぶ路線である。バリオ・ノルテ、パレルモ、ベルグラーノ地区など山手の地区を経由する。カテドラル駅でA線・E線と、9・デ・フリオ（7月）駅でB線・D線と、プレジレドン駅でH線と、パレルモ駅で近郊路線のサンマルティン線と、マエストロ・カランサ駅で近郊路線のミトレ線と接続。
1937年6月3日にスペイン系企業CHADOPyFの地下鉄路線としてフロリダ駅（現在のカテドラル駅）- トリブナレス駅間が開通し、1939年にはパレルモ駅までの区間が延伸開通した。
開通当初から、パレルモ駅から北へさらに延伸する計画があったものの、政治的・経済的事情によりその実現は大きく遅れることになった。パレルモ駅からミニストロ・カランサ駅までの延伸工事が始まったのは、開通から半世紀近くたった1984年のことであった。しかし、この工事も遅れてしまい1987年にミニストロ・カランサ駅までが単線で開通。そして、複線で完全に同駅まで開通したのは1992年のことであった。
1990年代後半にはブエノスアイレス市の地下鉄建設事業としてさらなる延伸が行われた。それにより、1997年にホセ・エルナンデス駅、1999年にフラメント駅、2000年にコングレッソ・デ・トゥクマン駅まで開通し、現在の路線となった。

### 車両
D線は軌間1,435 mm・架線式であり、C線・E線・H線と同一規格である。近年は新規導入車両が優先的にD線に導入されている。
現在、以下3種類の車両が使用されている。
- 1980年代から1990年代にかけて製造された"Fiat Materfer"。フィアット社の現地子会社Fiat Materfer製の車体に、ドイツAEGもしくはシーメンス社製の電装品を搭載している。電機子チョッパ制御[23]。

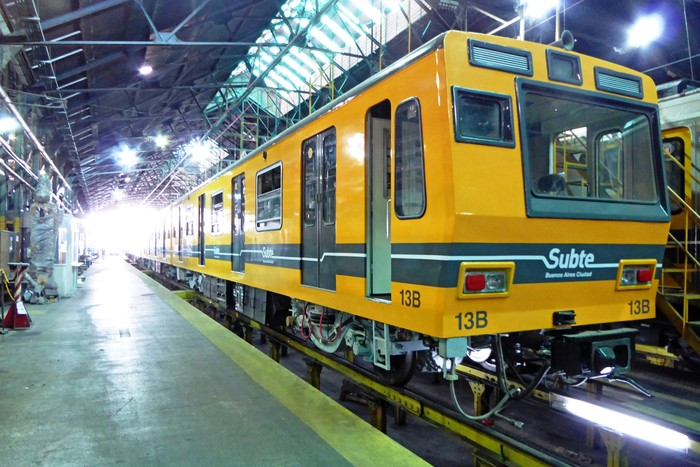
"Fiat Materfer"
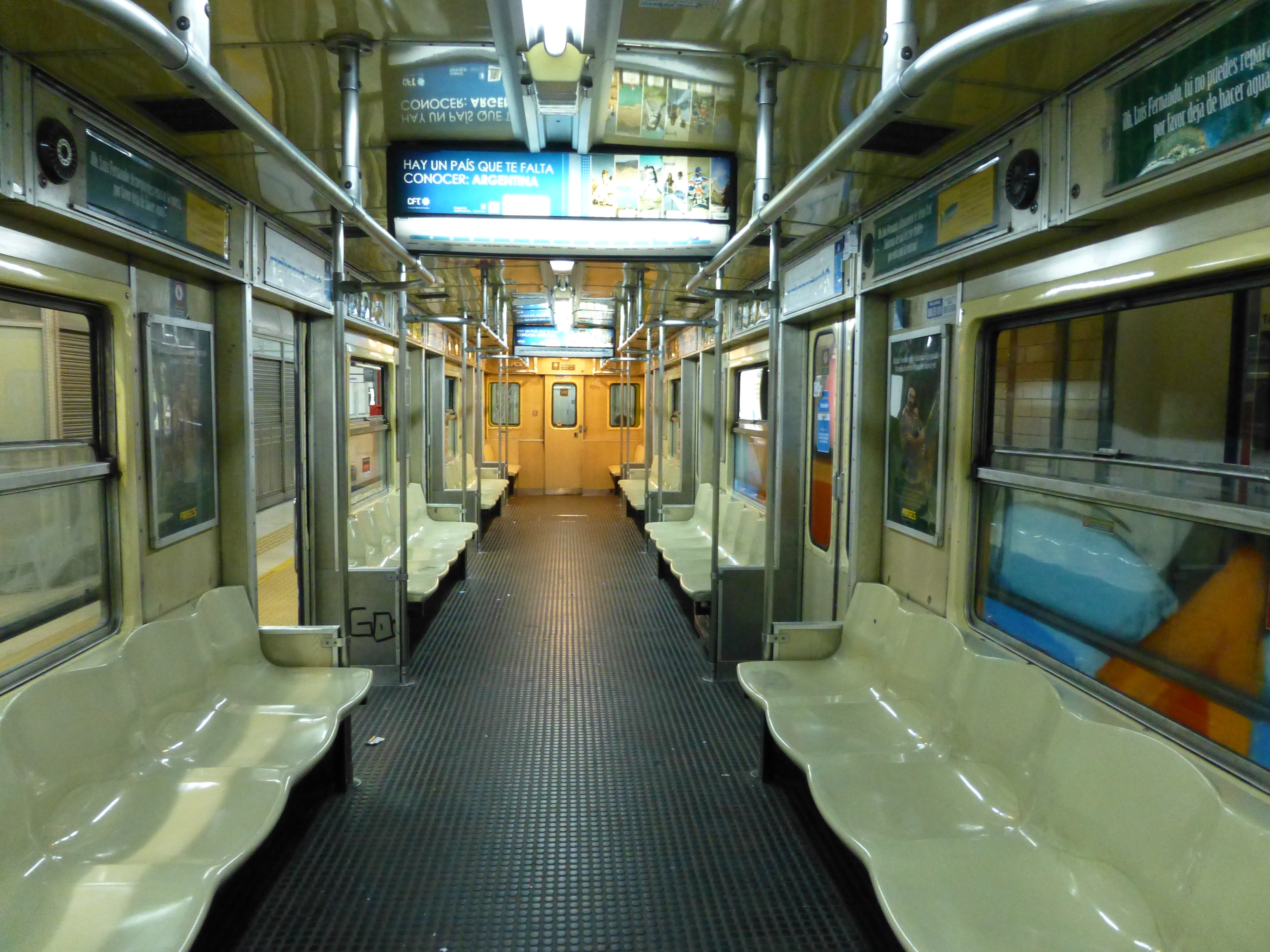
車内

- フランスに本社を置く多国籍鉄道車両メーカーであるアルストム社で製造されたアルストム・メトロポリスシリーズを採用する"Alstom 100"電車。2001年から2009年の間にブラジルのサンパウロもしくはアルゼンチンのラプラタにあるアルストムの工場で製造され、100形電車とも呼ばれる[40]。

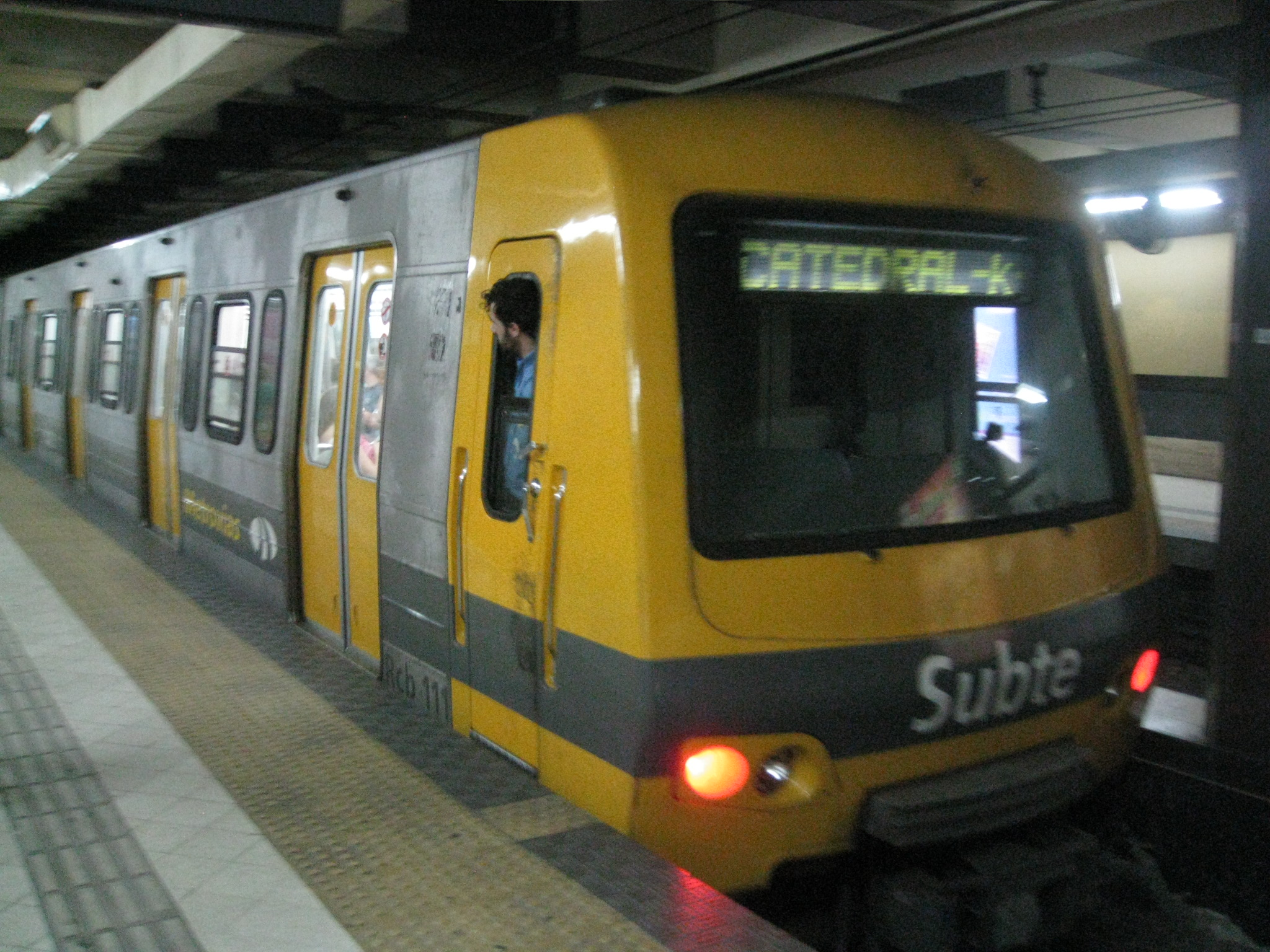
"Alstom 100"
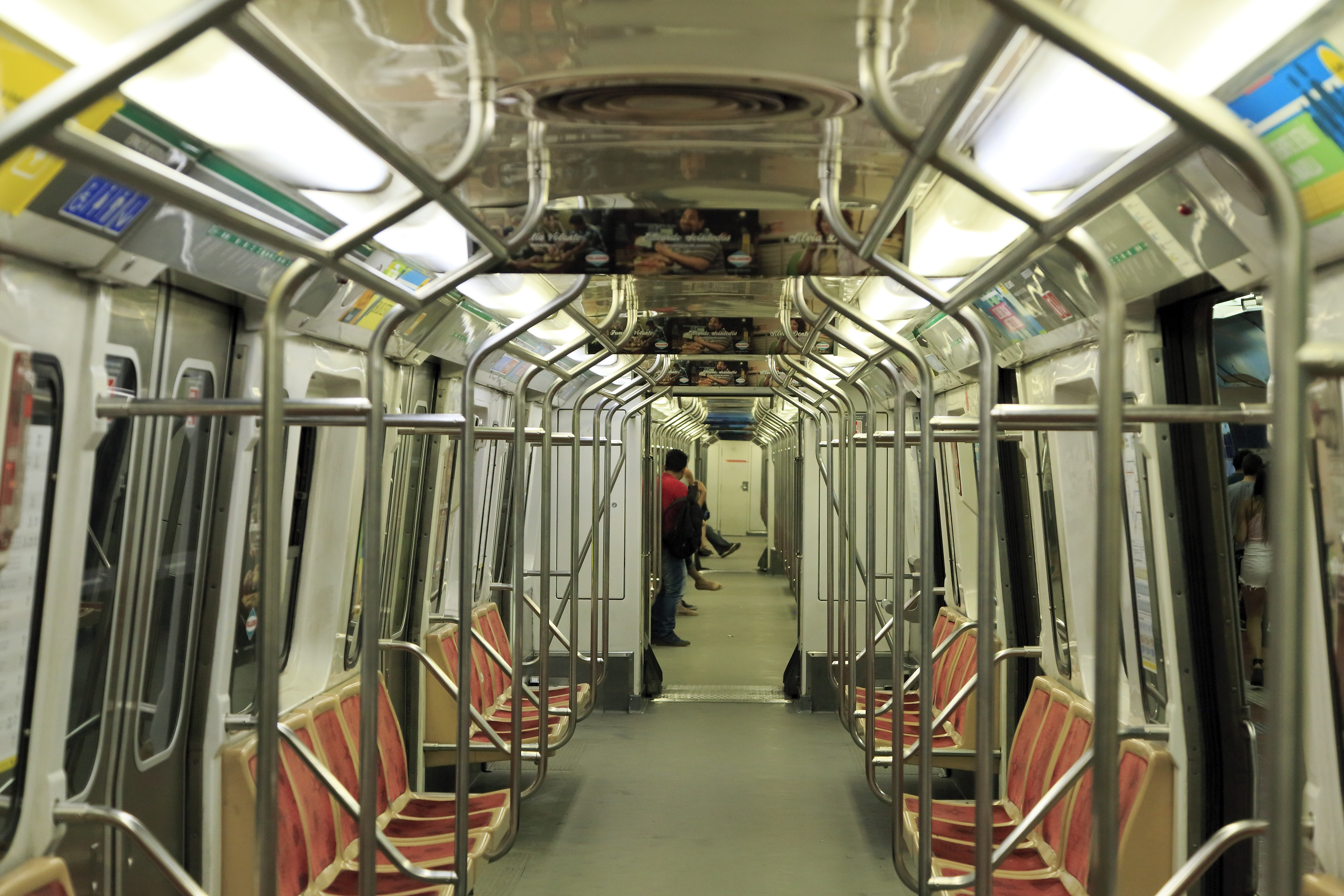
車内
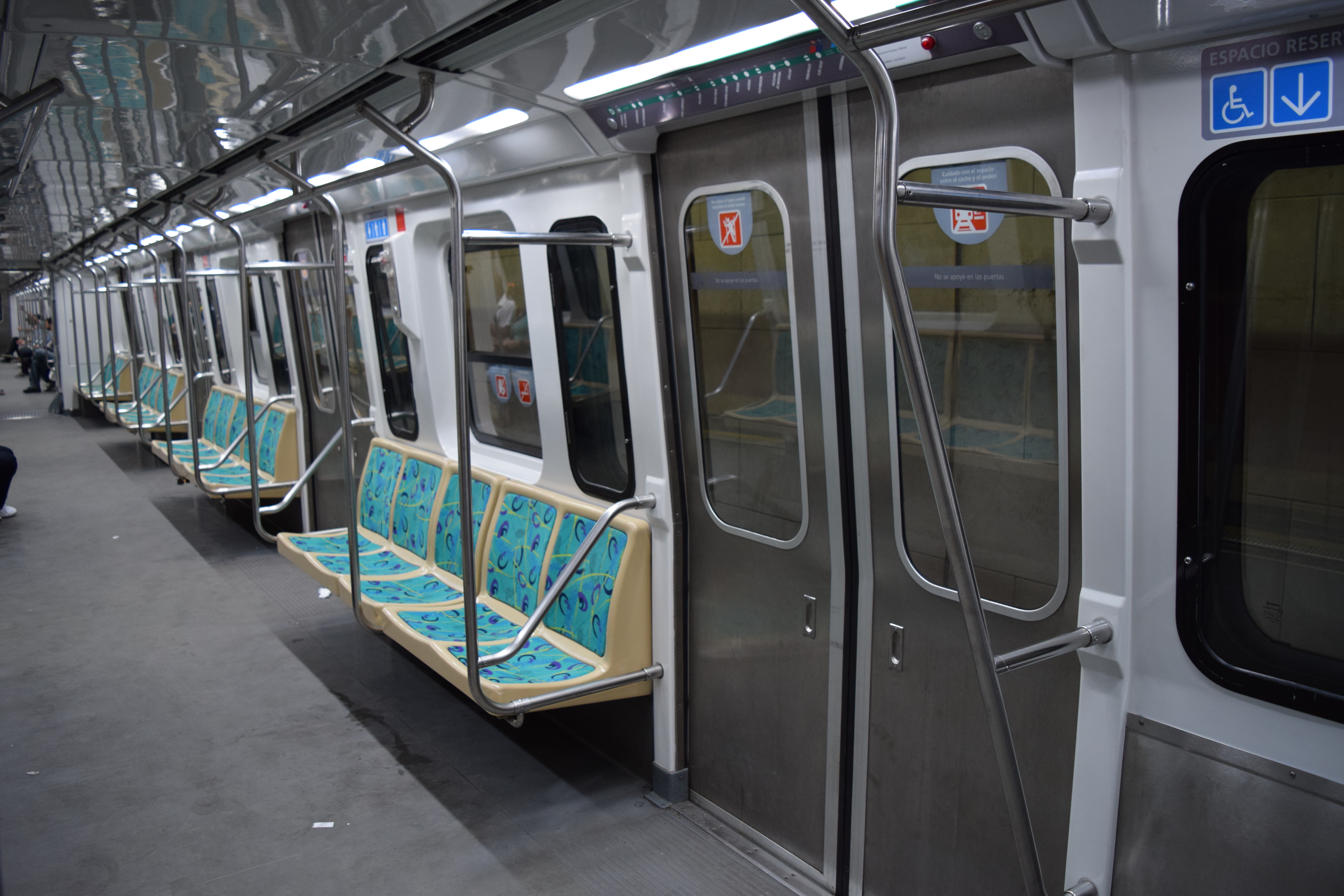
車内

- 最新型のアルストム製の電車"Alstom 300"。こちらもメトロポリスシリーズを採用し、ブラジルのサンパウロにあるアルストムの工場（かつてのマフェルサ）で2014年より製造され、300形電車とも呼ばれる[41]。

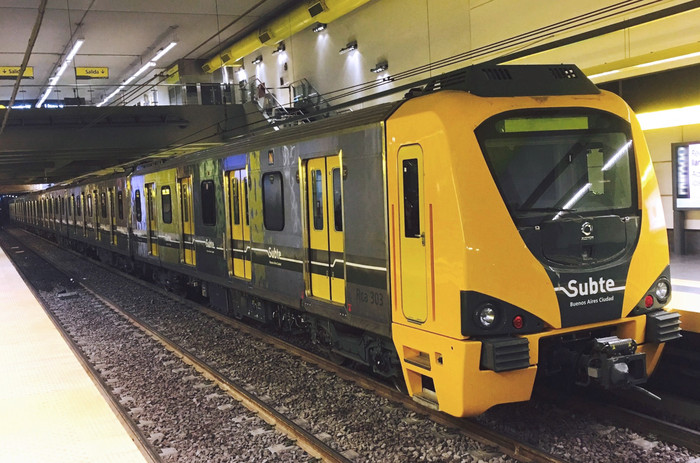
"Alstom 300"
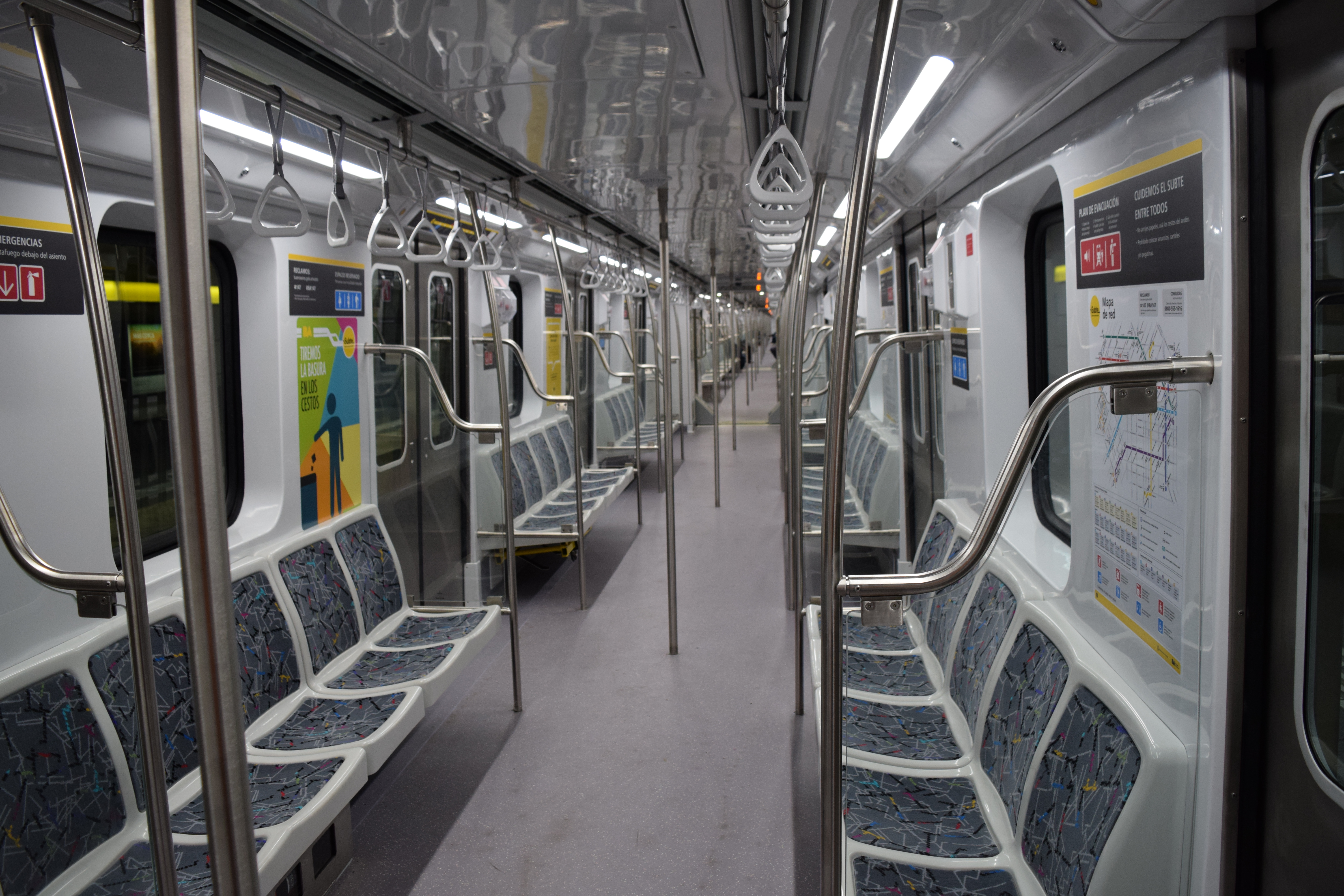
車内

- 元名古屋市営地下鉄の中古である"Nagoya"の3形式は導入当時、当路線で運用されていたが、"Alstom 100"に置き換えられてC線へ転属した[37]。

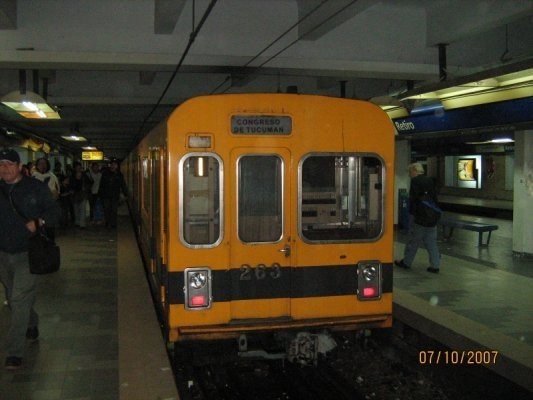
D線での"Nagoya 250"
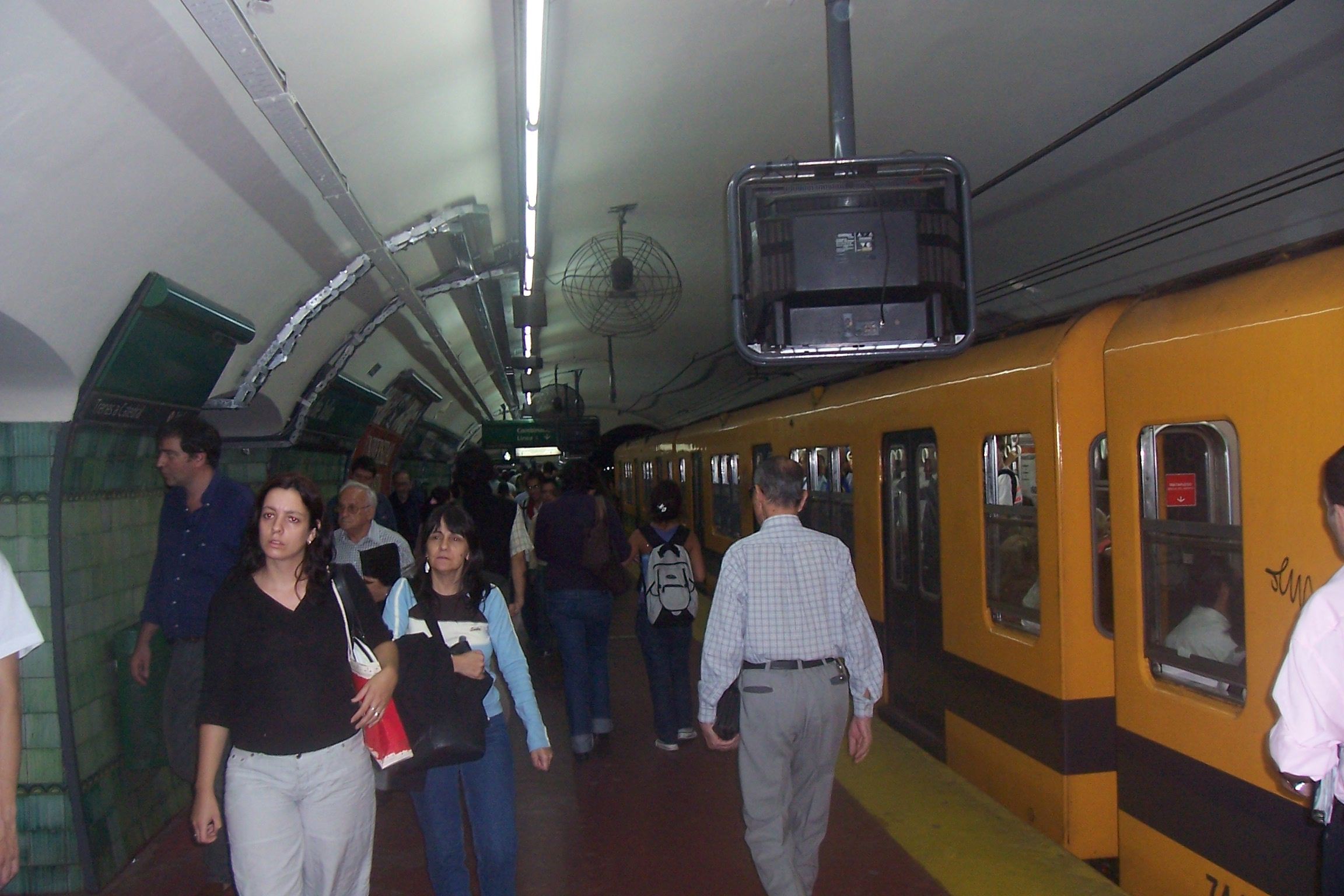
D線・9 de Julio駅に停車中の"Nagoya"
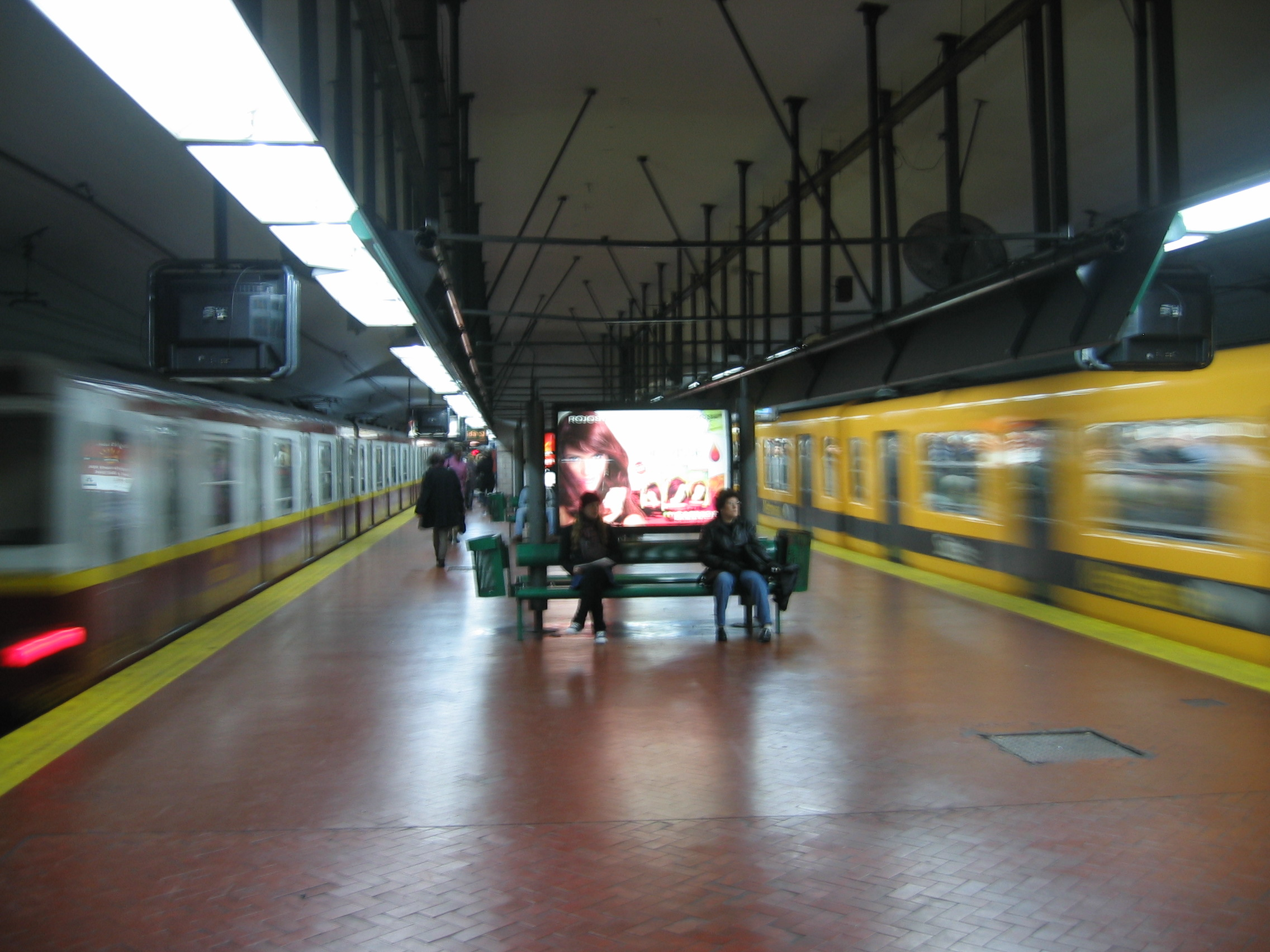
D線・Pueyrredón駅での"Nagoya"（右）と"Fiat Materfer"（左）

## E線 (Línea E)

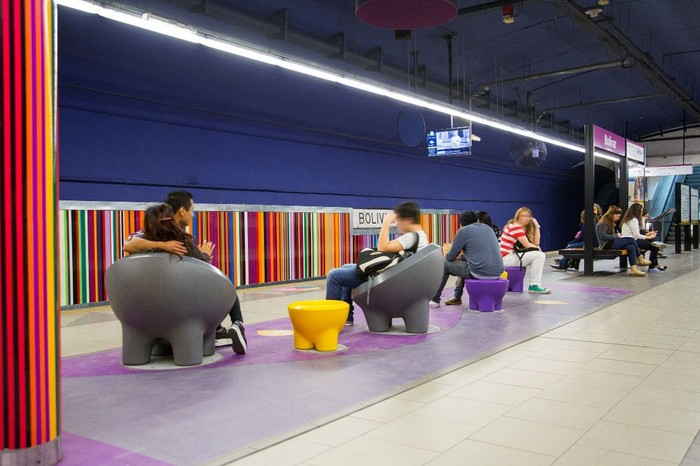
E線ボリバル駅

1944年に開通した、ブエノスアイレス中心部のレティーロ駅と市内南部のプラサ・デ・ロス・ビレージェス・エバ・ペロン駅を結ぶ路線。レティーロ駅でC線と近郊路線のミトレ線・ベルグラーノ北線・サンマルティン線と、コレオ・セントラル駅でB線と、ボリバル駅でA線・D線と、インデペンデンシア駅でC線と、フフイ駅でH線と、プラサ・デ・ロス・ビレージェス・エバ・ペロン駅でプレメトロ（P線、LRT路線）と接続。

### 車両
- 1964年 - 1966年に製造された車両"CAF-GEE"が使用されている。スペインのCAF製または自国Fabricaciones Militares社San Martin工場製の車体に、ゼネラル・エレクトリックスペイン社製の電装品を搭載[43]。長らくE線の顔として親しまれてきたが、近年は老朽化によるものと見られる電気機器からの発煙などが問題となっている[44][45][46]。2014年に4両が体質改善された[47]。一時期はD線でも使用された[47]。

- "Fiat Materfer"も使用されている[23]。

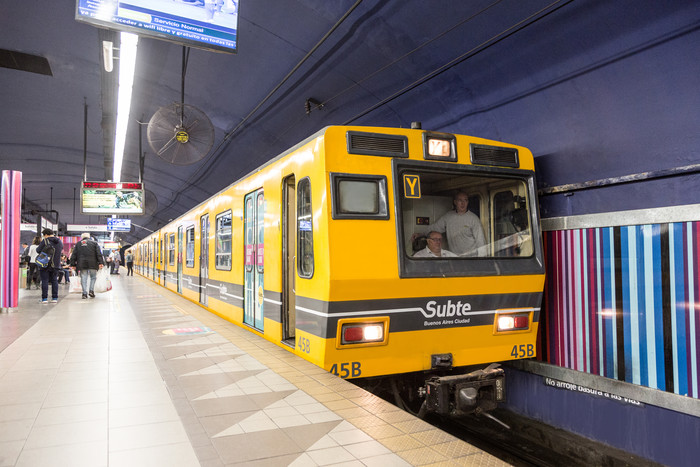
E線での"Fiat Materfer"

## H線 (Línea H)

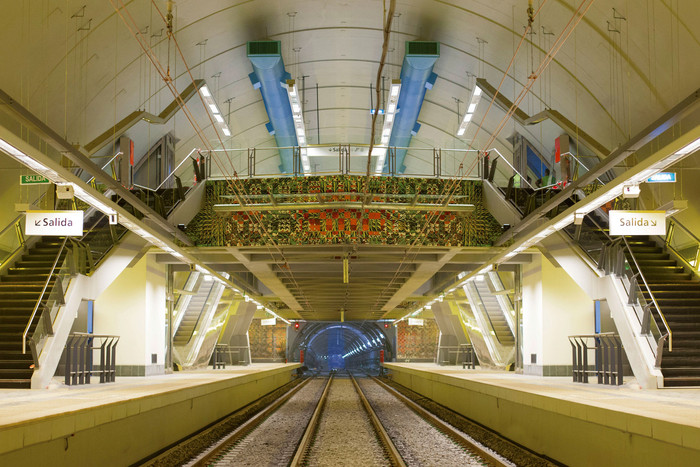
H線コルドバ駅

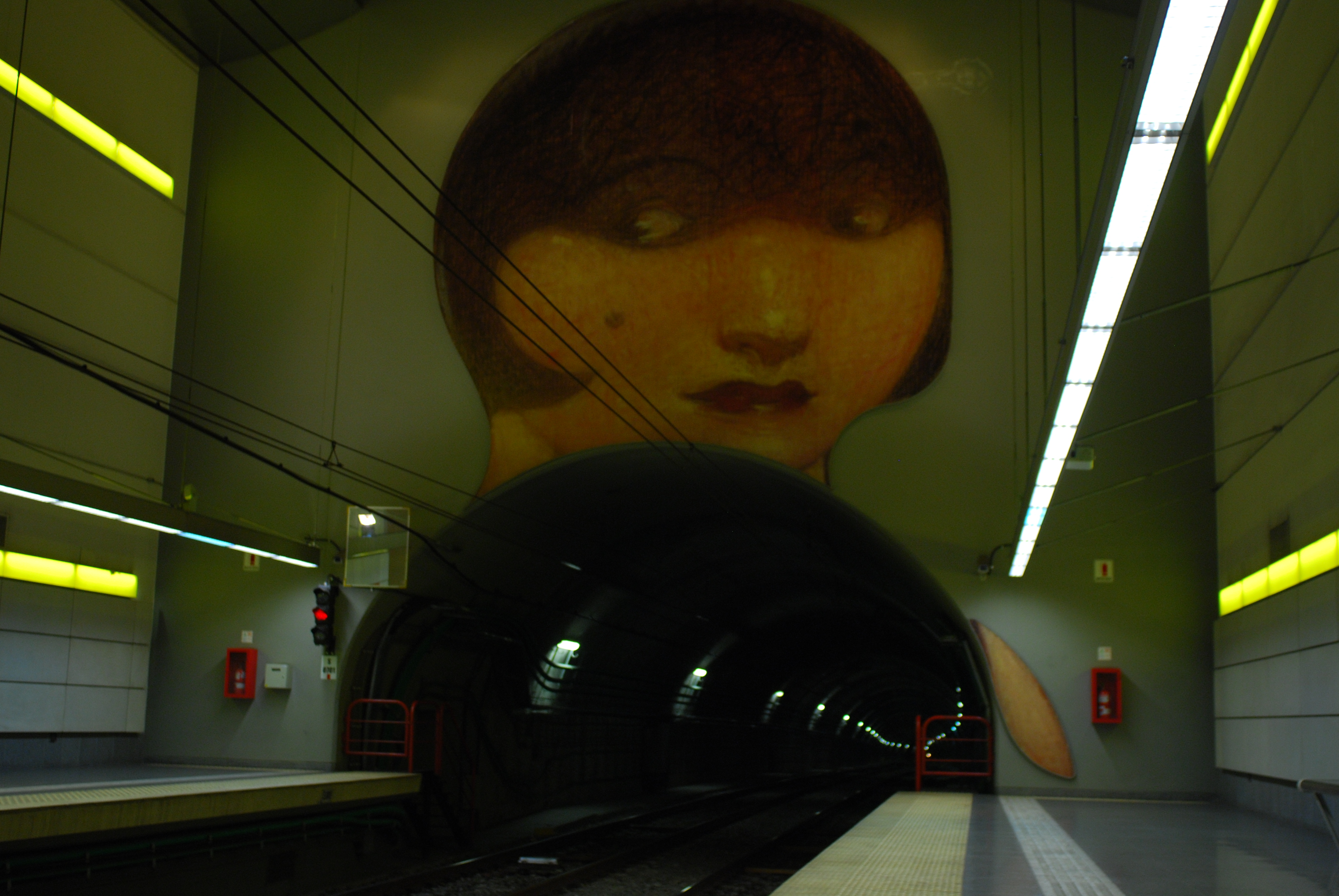
H線ベネズエラ駅

ブエノスアイレス市内を南北に結び、市内中心部から放射状に伸びている近郊鉄道各路線を結ぶ路線である。2007年10月18日、オンセ駅からパルケ・パトリシオス地区カセーロス駅の区間が開通し、1944年のE線開通以来63年ぶりの新路線となった。それ以降も2010年、2011年、2013年、2015年と延伸区間が少しずつ開業し、2019年現在はファクルタード・デ・デレチョ駅とオスピタレス駅の間で運行されている。サンタフェ駅でD線と、コリエンテス駅でB線と、オンセ - 30・デ・ディセンブレ（12月）駅でA線と近郊路線のサルミエント線と、ウムベルト一世駅でE線と接続。
現在、オスピタレス駅とファクルタード・デ・デレチョ駅から先の区間が延伸工事中である。将来的には前者はヌエバ・ポメーシャ地区まで、後者はレティーロ駅まで開通する予定。

### 車両
- 2016年よりアルストム・メトロポリス・シリーズを採用した"Alstom 300"電車が使用されている。同年内に同線は全てこのAlstom 300に統一され、これによりH線で使用される電車は100%冷房車となった。

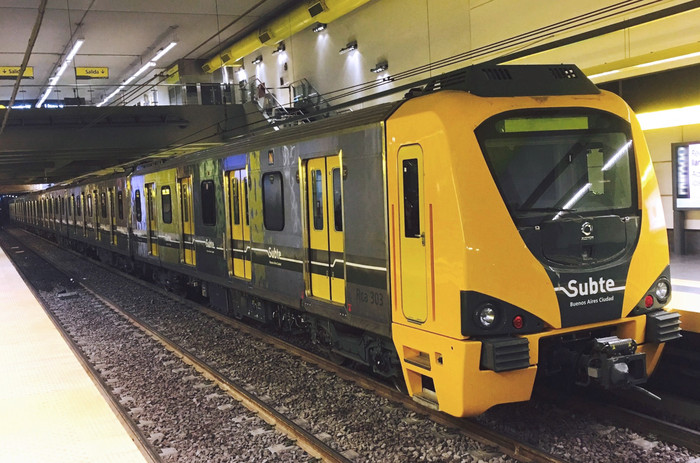
"Alstom 300"
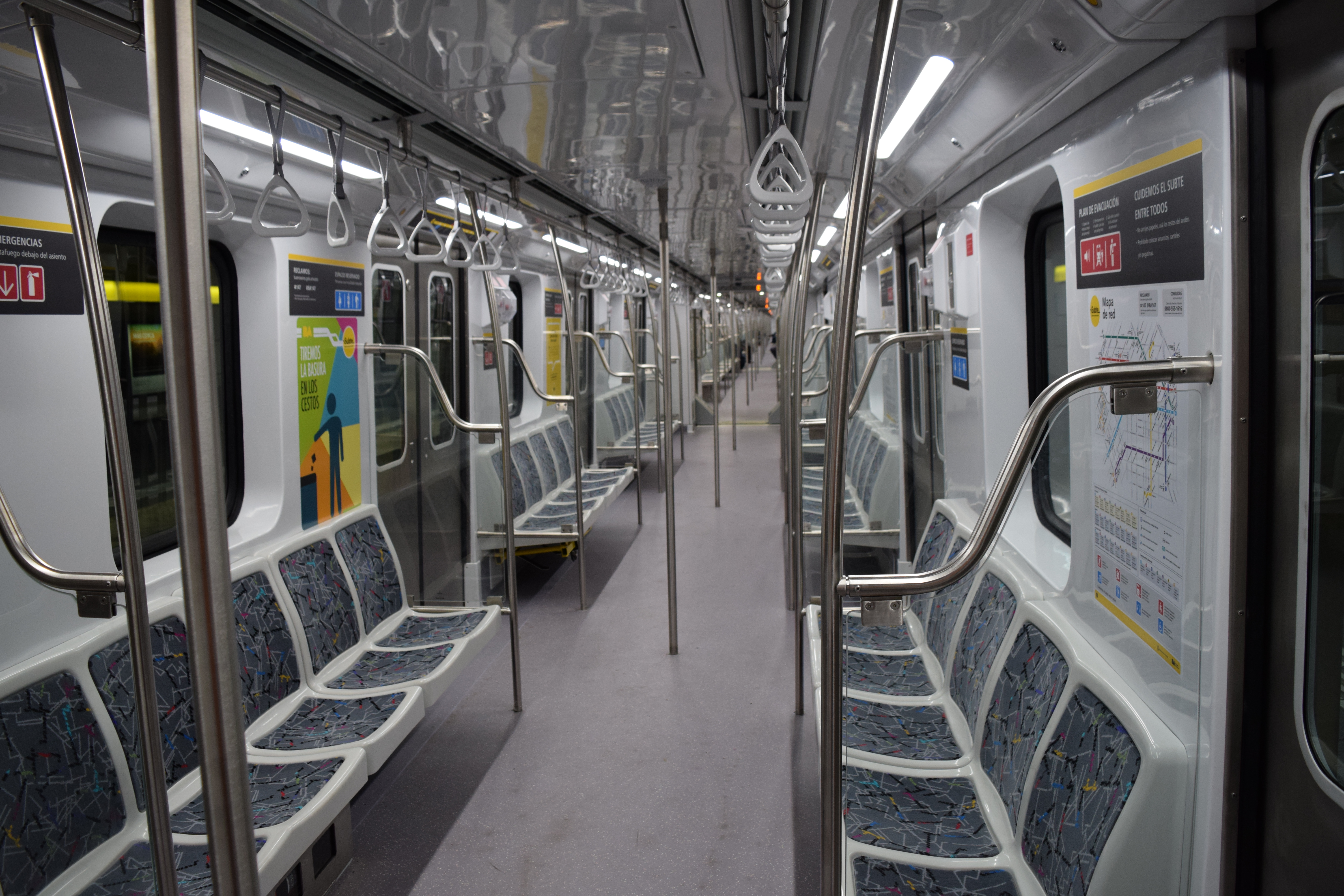
車内

- 新車の導入が財政的に困難であったことから、2007年の開業に当たってはC線で余剰となっていた"Siemens-O&K"を用いることになった。同車はD線でも活躍した[49]。

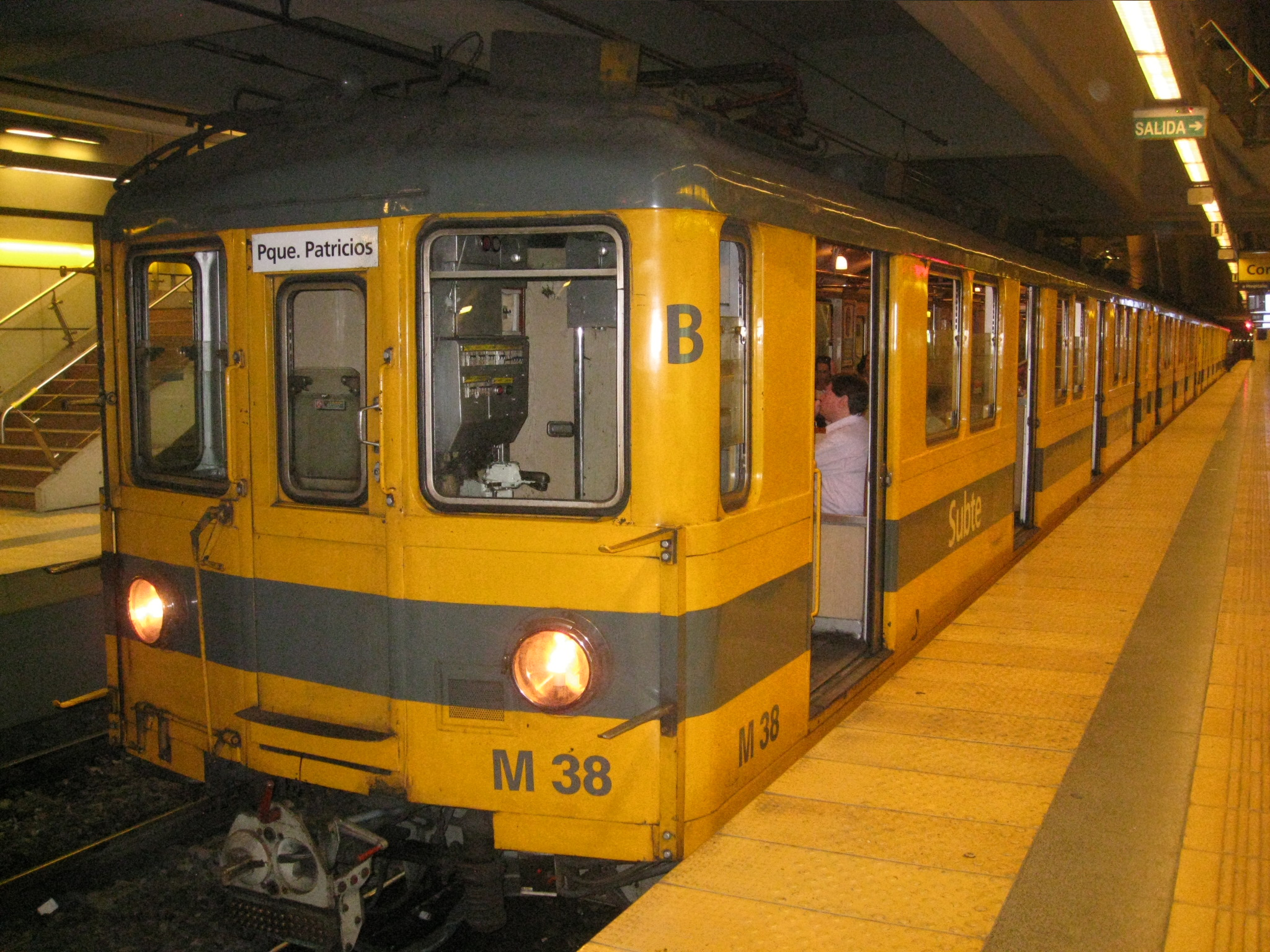
"Siemens-O&K"
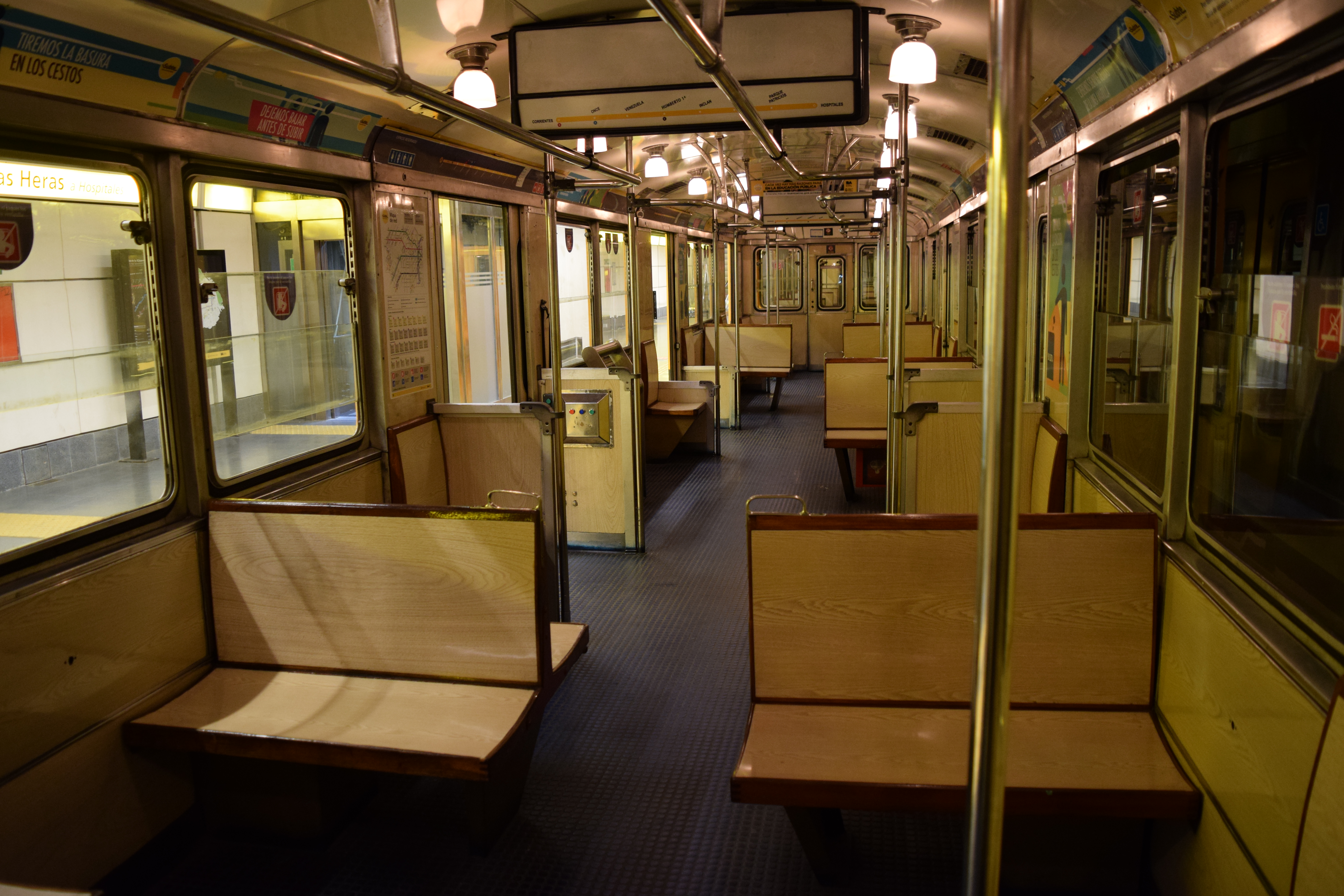
車内（原型のセミクロスシート車）
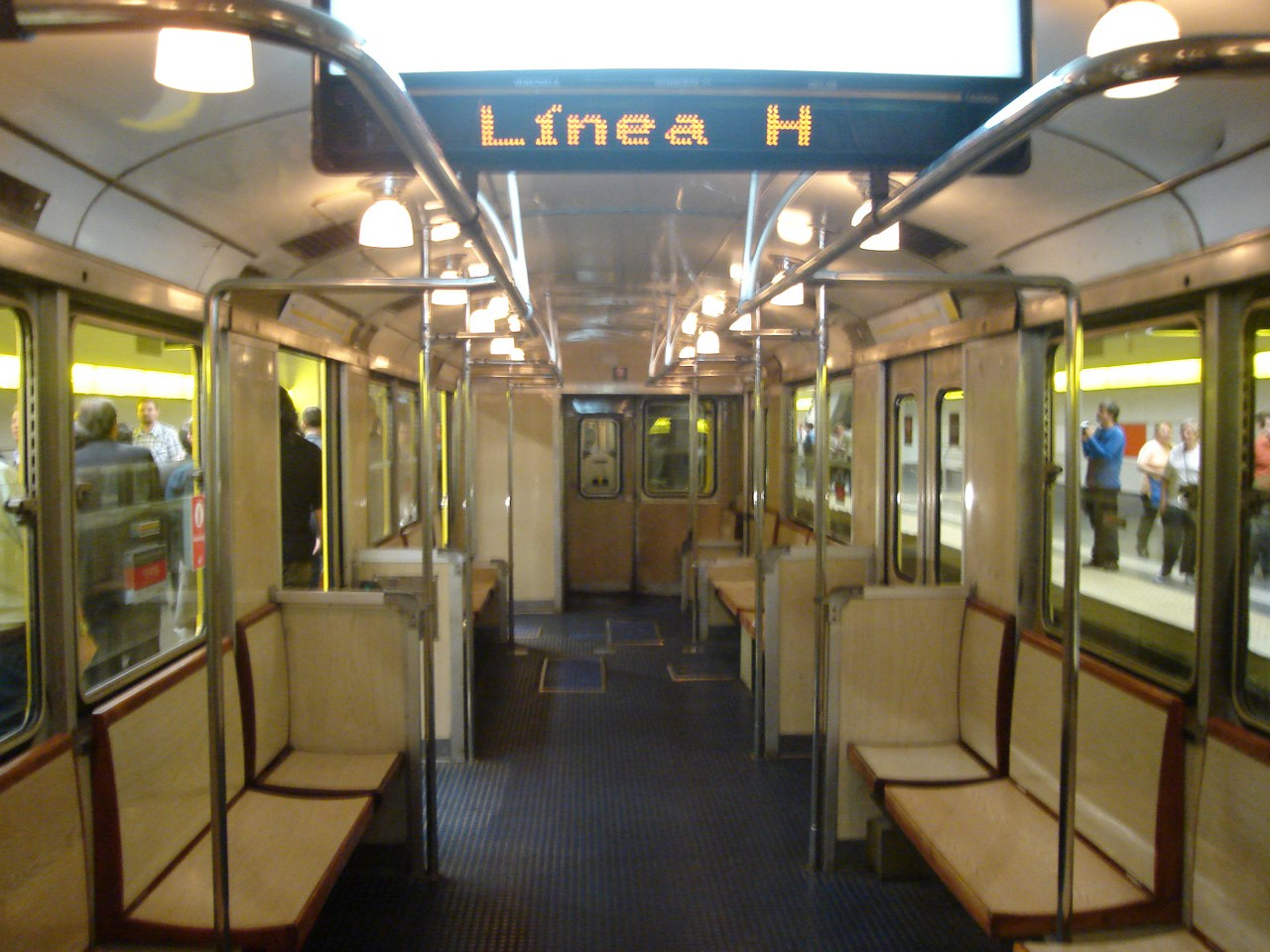
車内（ロングシート改造車）

- "Siemens-O&K"には車体に新車同然の体質改善を行った車両が登場したが、上記新車の導入に合わせ体質改善を行っていない車両とともに2016年に運用から離脱した。"Emepa"および"Alstom"という愛称が付けられている[50][22][注釈 8]。

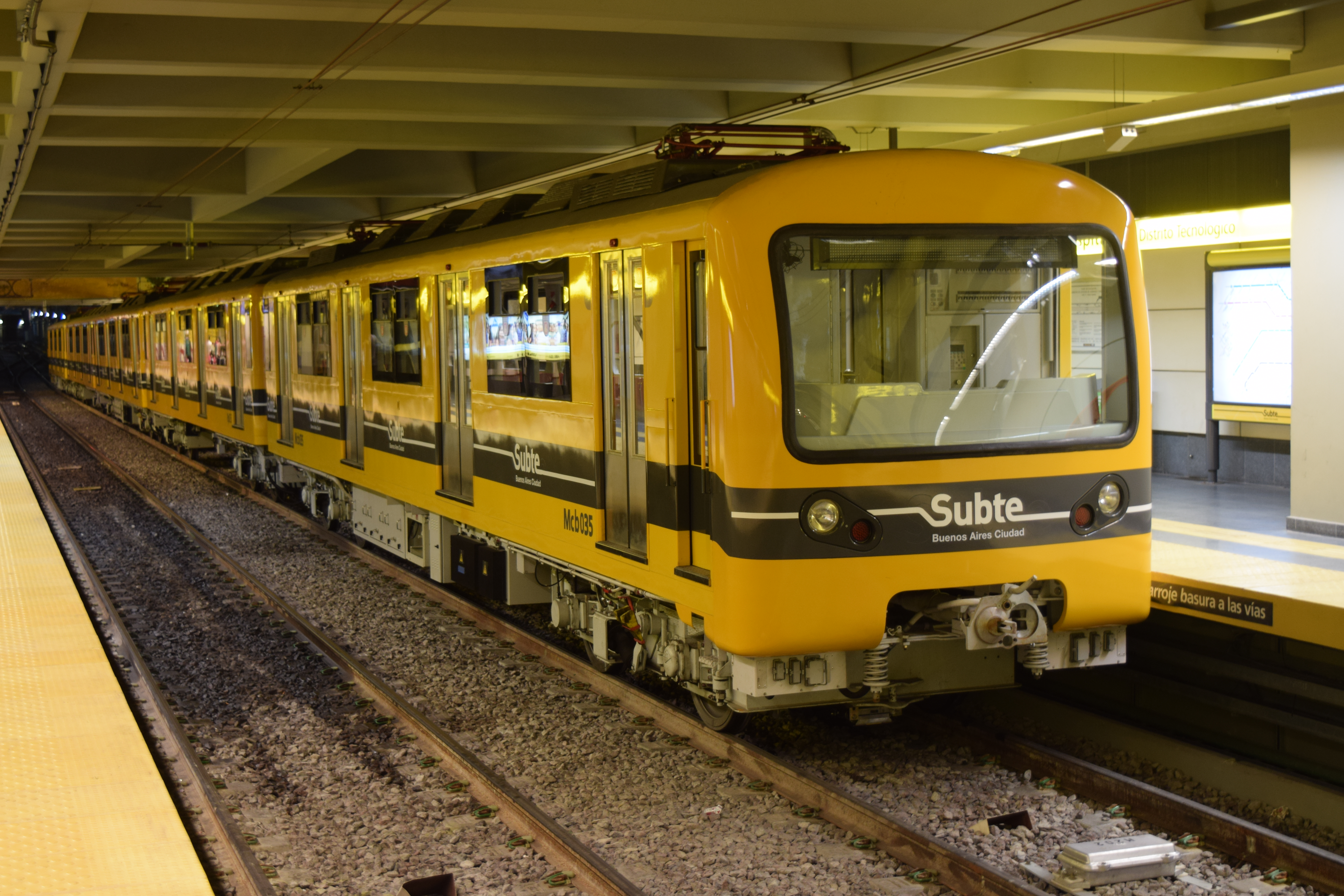
"Siemens-O&K" - Emepa/Alstom
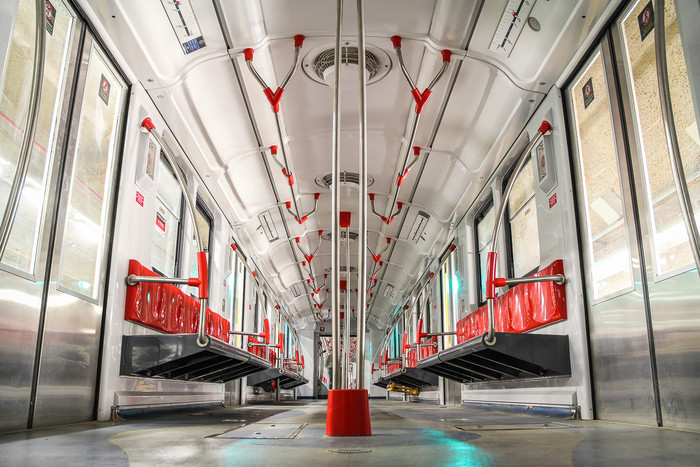
車内

## F線・G線・I線
計画中の路線。H線完成後の着工が見込まれている。
- F線の概要:全13駅・全長12km[51]。カリフォルニア駅とパレルモ駅の間を結び、パレルモ駅でD線と、ラス・エラス駅でH線と、コルドバ駅でE線と、コリエンテス駅でB線と、コングレッソ駅でA線と、エントレ・リオス駅でE線と、プラサ・コンスティトゥシオン駅でC線と近郊路線のロカ線と接続する予定[51]。
- G線の概要:レティーロ駅とビジャ・デル・パルケ駅を結ぶ予定[52]。
- I線の概要:全13駅・全長6,6km[53]。

## プレメトロ（P線・E2線)

プレメトロ路線図

### プレメトロ（P線・E2線 -Línea E2）
1987年に開通した総延長7.4 kmの路面電車で、インテンデンテ・サグエル駅とヘネラル・ザビオ駅およびポーラ駅とセントロ・シヴィコ・ルガーノ駅を結ぶ。ポーラ駅は前者の途中に存在する。公称はP線であるが、E2線とも呼ばれる。インテンデンテ・サグエル駅でE線と、プレジデンテ・イジャ駅で近郊路線のベルグラーノ南線と接続。沿線はアパート（高層住宅）や、ボリビアなどからの移住者が居住する建物が見られる住宅地となっており、それらを移動する重要な足となっている。

### 車両
- 1989年より同国の鉄道車両製造メーカーであるMaterferおよび軍事製造(Fabricaciones Militares)で製造された"Materfer"電車が使用されている[55]。定員は137人で最高時速は設計上70km[55]。

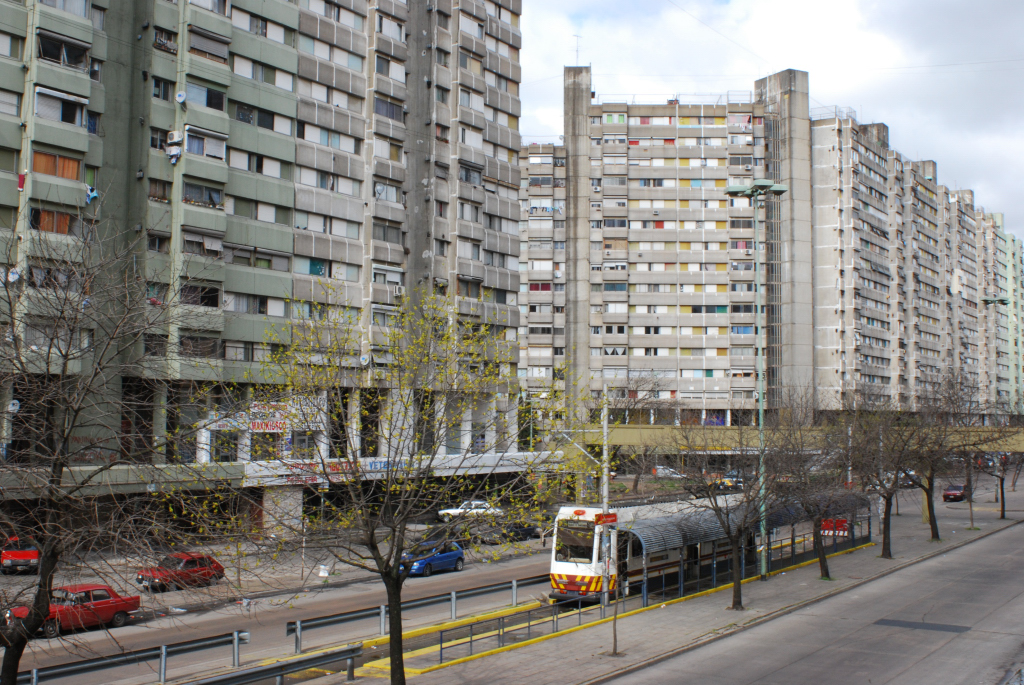
プレメトロE2線
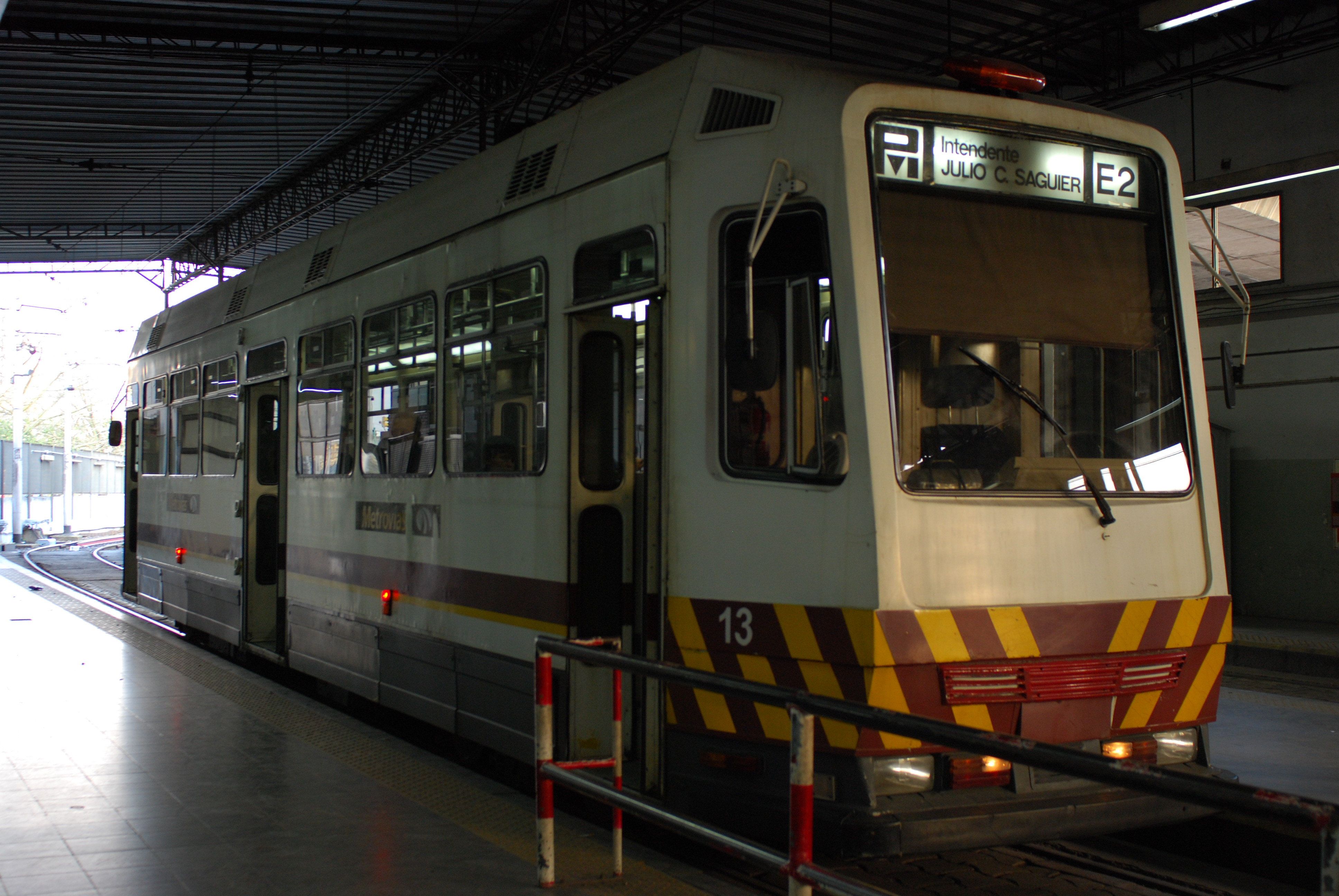
"Materfer"
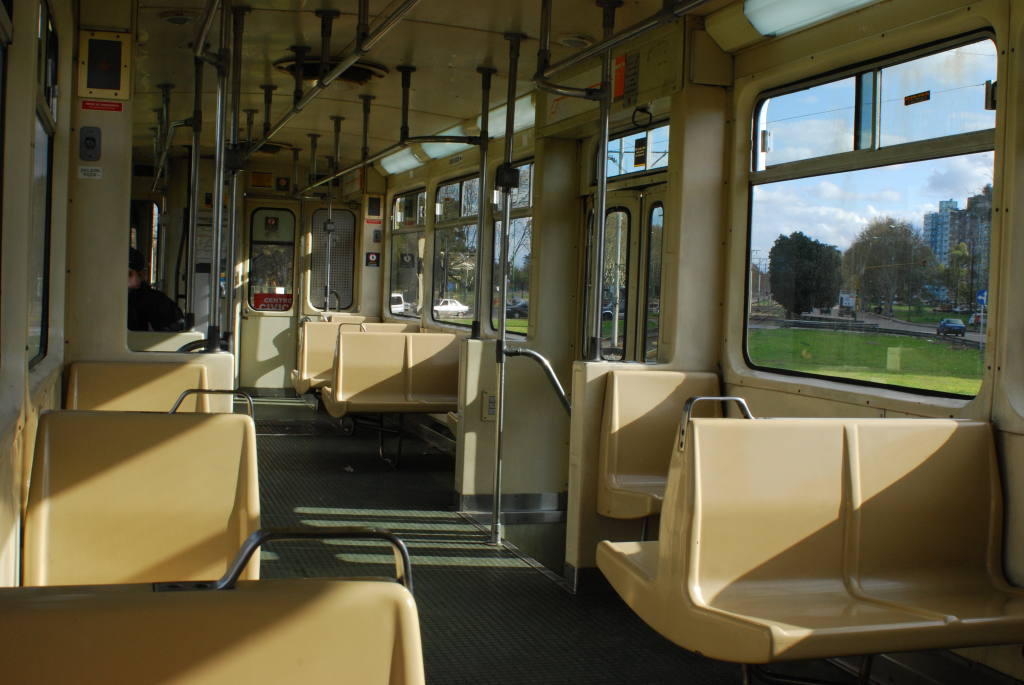
車内

## ウルキサ線（U線・近郊電車）

### ウルキサ線（Linea Urquiza）

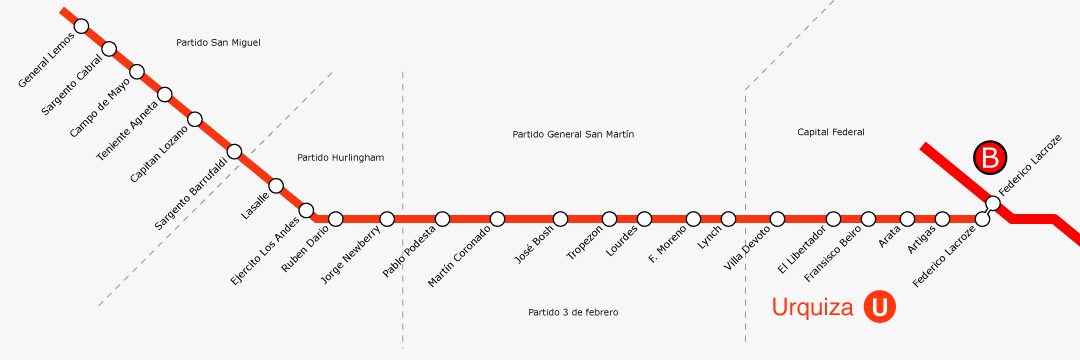
ウルキサ線路線図

フェデリコ・ラクロセ駅と西方にあるサン・ミゲル市のヘネラル・レモス駅を結ぶ路線で、地下区間は一切存在しないうえ、フェデリコ・ラクロセ駅でB線と接続する以外は各駅での他路線との接続はない。路面電車を運営した"Tranvia rural"が1888年に開通させた路線で、この区間は路面電車だけではなく、途中のルベン・ダリオ駅で分岐する線路を経由し、ラプラタ川を渡る連絡船を通してエントレ・リオス州やミシオネス州、さらにはパラグアイに直通する機関車牽引列車も走行した。
アルゼンチン各地の民営・州営鉄道と同様、フアン・ペロンが同国大統領の時代の1949年に国有化され、軌間1,435 mm（標準軌）で構成される鉄道網・ウルキサ将軍鉄道の一部となったが、1993年より再び民営化され、メトロビアスの運営となった。軌間は前述の通りB線と同じ1,435 mmであり、フェデリコ・ラクロセ駅構内で地下鉄B線の同駅とトンネルで接続されている。集電方式もB線と同じ第三軌条方式であるが、地下鉄の乗務員が所属する労働組合とウルキサ線の乗務員が所属する労働組合の間の関係により、乗客を乗せる定期の相互乗り入れは行われていない。
前述の通り、この路線は本来、直流電化・架空電車線方式の路面電車路線（軌道線）として開業したことから、1950年代後半から1990年代前半までは、徐々に区間を縮めながらも架空電車線方式と併用されていた。なお、この第三軌条化工事を含む路線改良事業が日本政府および日本国内各企業に代表される日本連合によって1970年代初めに施行されており、後述する後述の電車"Toshiba"はその完成に合わせて導入されたものである。なお、この区間を経由する機関車牽引列車は2011年より運行されていない。
このウルキサ線及び各地下鉄路線と路面電車路線の運営権は1993年よりアルゼンチン政府により認可され引き継いでいるものであり、契約期限の過ぎた2017年12月に同線の運営権が競売に賭けられたが、ひとまず18か月分の運営権は従来通りメトロビアスが引き続いだ。しかし、この延長契約が終了するとメトロビアスの運営する路線は地下鉄路線と路面電車路線含め全て競売に賭けられることになる。そのため、メトロビアスは25年以上続いている運営を手放さないよう、ドイツ鉄道（旧国鉄、DB）と協力し、次の15年間の運営権を落札させるための努力をしている。

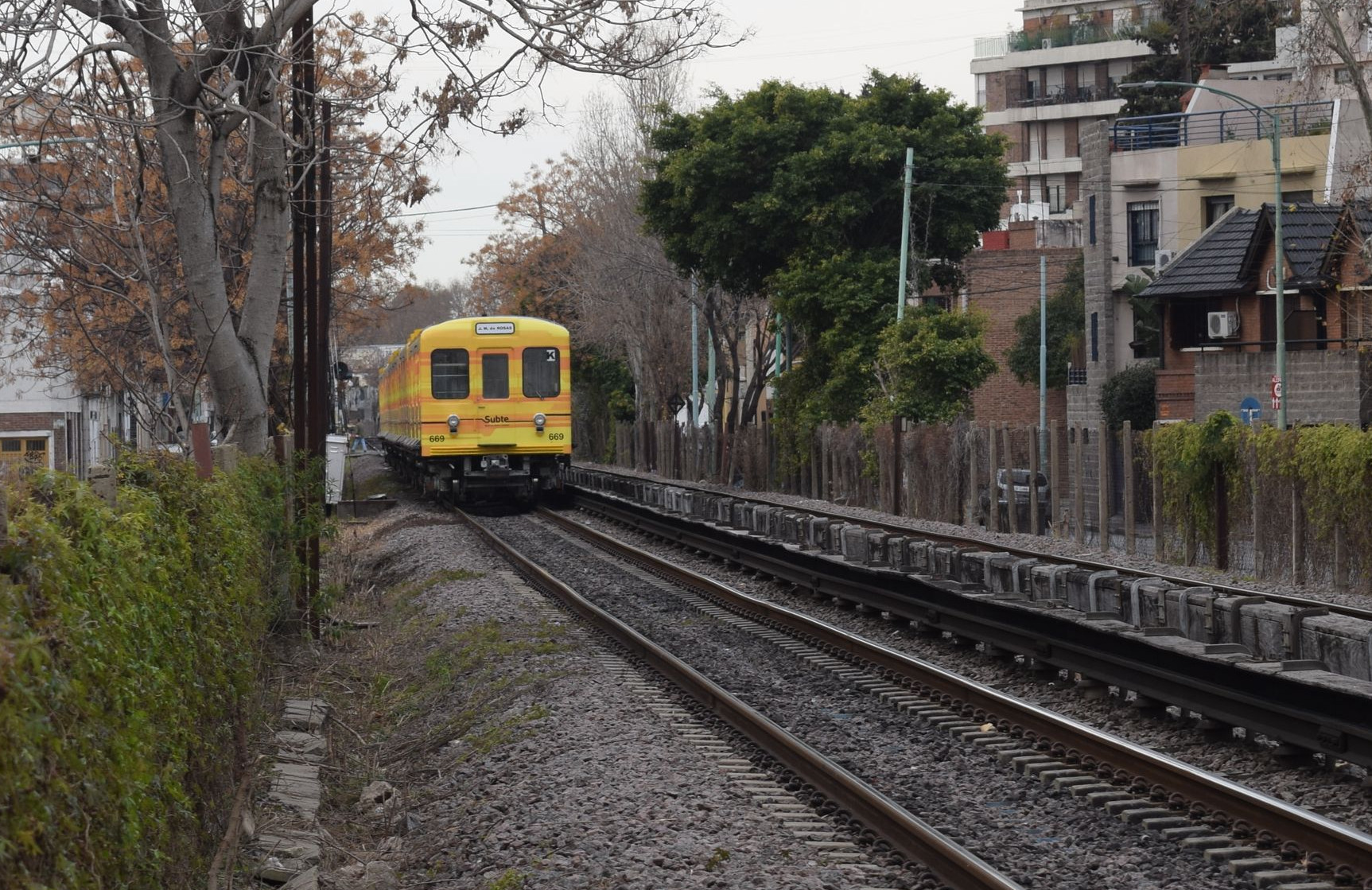
ウルキサ線を走る地下鉄B線の元営団地下鉄500形の回送

### 車両
上記の路線改良事業の完成に伴い導入された電車"Toshiba"が運用される。多くが日本製であり、一部は輸入代替工業化の要求からアルゼンチン国内でノックダウン生産された。"Toshiba"の名称はその名前の通り東芝製の電気機器を搭載することから。下の記事を参照。

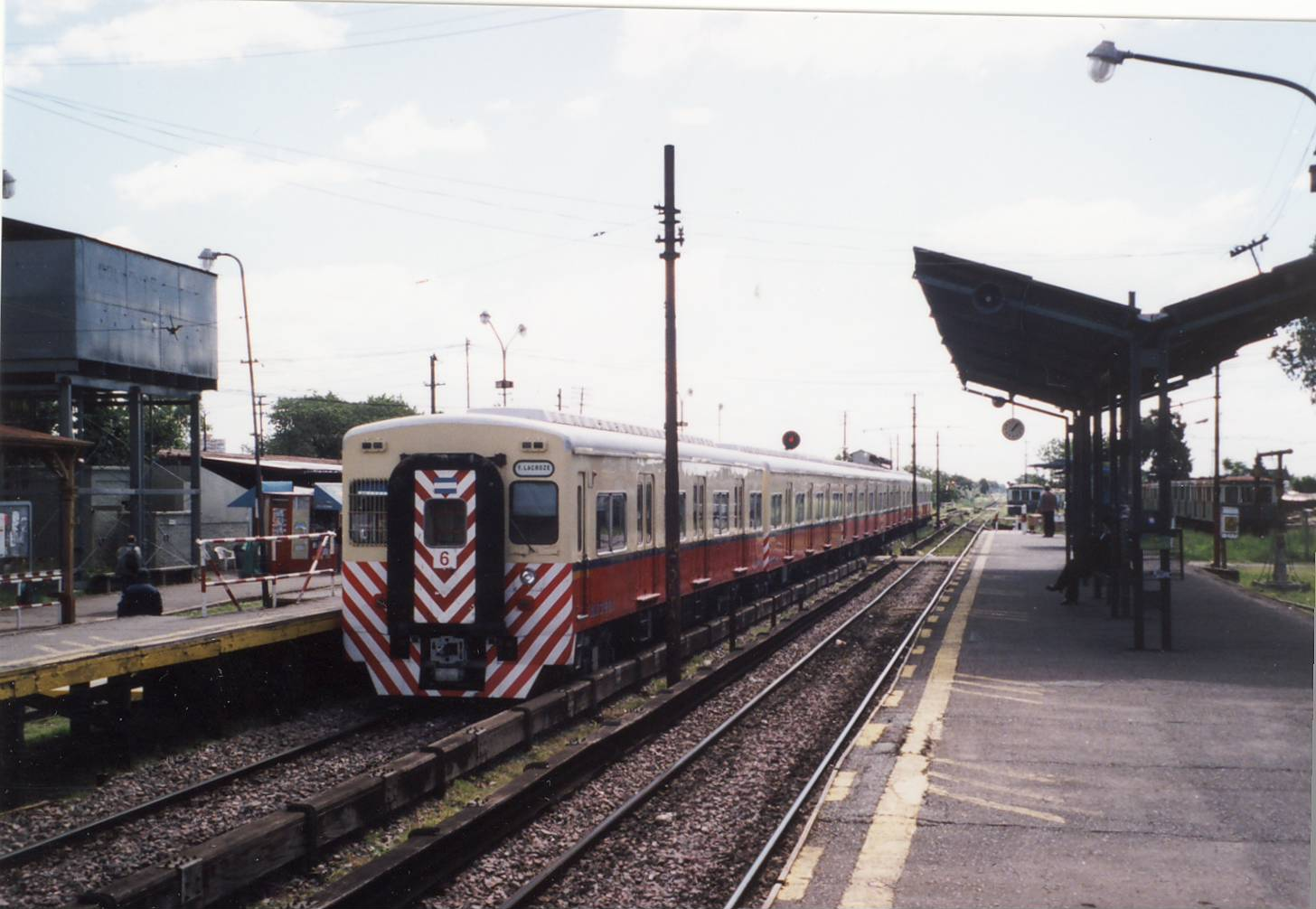
ウルキサ線の電車"Toshiba"

## 料金と乗車券
乗車券は、かつてはトークンと呼ばれる専用コインが使用されていたが、現在はリチャージ可能なICカード乗車券である"SUBE"（スベ）と"MODENERO"（モデネロ）および紙製磁気カードの"SubtePass"（スブテパス）が使用されている。このうち"SUBE"は新たな電子マネー兼乗車券として国の事業のもと2009年2月に誕生した。この"SUBE"は各社共通で、地下鉄各線の他に各近郊鉄道路線（ウルキサ線・ミトレ線やロカ線等）や市内・州内の路線バス（コレクティーボ）にも乗車ができるほか、一部の高速道路でも使用が可能である。"SUBE"には専用アプリケーションをダウンロードすることにより使用できるスマートフォン用のものも存在。"MODENERO"は2007年に従来の"SubteCard"（スブテカルド、2003年誕生）から改称した電子マネー兼乗車券で、地下鉄各線などメトロビアスの運営する路線と一部の売店（キオスコ）や薬局等で使用可能。
地下鉄では各駅に自動改札機が設置されており、"SUBE"と"MODENERO"は改札機の読み取り装置にタッチ、"SubtePass"は改札機の読み取り口に挿入して改札を通過する。プレメトロ（P/E2線）とU線（ウルキサ線）は読み取り機にタッチする駅も存在。
料金は地下鉄全路線が1回から20回の使用につき19.00ペソ・21回から30回につき15.20ペソ・31回から40回につき13.30ペソ・41回以上は11.40ペソである。プレメトロE2線は7.00ペソ均一であり（2019年4月現在）、回数タイプの"SubtePass"および"SUBE"、"MODENERO"の利用による割引はない。U線（ウルキサ線）は乗車距離により3つの区分があり、一番短い区間では片道8.00ペソ・2番目に短い区間では片道11.00ペソ・最も長い区間では片道13.25ペソである。なお、この数値は"SUBE"の利用による割引運賃であり、"SUBE"以外の乗車券類での利用はこの運賃の約2倍となる。年金受給者は自身の年金受給を提示することで月～木曜日は時間帯により、金～日曜日は全ての時間で無料もしくは大幅な割引運賃となる。一か月定期券も販売。
"SubtePass"は2000年に導入され、1回券・2回券・5回券・10回券・30回券があり、各駅の窓口で購入できる。最高で1枚につき一日4回・一週間に14回・一か月に48回まで使用可能。使用日時、残回数はカード裏面に印字される。
"MODENERO"は一部の地下鉄駅およびウルキサ線ターミナルのフェデリコ・ラクロセ駅などにある発行センターで入手できる。このカード自体は一人2枚までは無料で発行されるが、初期チャージ25ペソが必要である。また、発行を受けるには、DNIやパスポートなどの身分証明書が必要である。短期滞在の外国人でも発行可能。
"SUBE"は上記の発行センター等以外にも各駅にある売店（キオスコ）等でも購入が出来る。"SUBE"を販売する店や施設は"Puntos SUBE"（プントス・スベ）と呼ばれる。
リチャージは、全ての地下鉄駅の券売窓口で行える。

## 車両・線路・関連設備などのメンテナンス
1913年開業以来、A線を除き様々な新型車両が導入されたが、線路・変電所などの関連設備はほとんど更新されず、定期的なメンテナンスも行っていなかった（例えばA線の"Brugeoise"と呼ばれる車両はいわゆる全般検査は20年に一度しか行っていなかったという）。1994年の丸ノ内線車両を譲渡の際、当時の営団職員と関連会社のメトロ車両職員が実際に現地を訪れた際は車両・設備の想像を絶するほどの状態の悪さには愕然としたという。

これを受けた営団、メトロ車両職員は早速現地の車両工場で技術指導を実施。さらにメトロビアス職員一同が日本訪問時に営団地下鉄を見学し、営団車両工場の業務実態を見学したうえ、故障が発生してからその都度直す事後保守から、故障の有無に関わらず定期的な保守を通じて一定の稼働率を確保する予防保守へと転換した。現在でもメトロ車両職員が技術指導のため、度々当地を訪れる。 
今後は老朽化した"Fiat-Materfer"の代替にD線をアルストム・ブラジル社またはアルストム・アルゼンチン製の新型車に切り替えることをはじめ、既存路線の線路交換工事などの関連設備更新を向こう数年かけて行うことを発表した。
線路工事を行う際に必要なマルチプルタイタンパー車（マルタイ車）を数台、オーストリアのプラッサー&トイラー社およびプラッサーアメリカン社などから導入し線路工事にてフル稼働中である。
駅構内でも改修工事が行われており、階段やエレベータなどの更新工事も行われている。エスカレーター設置工事も行っており、特にバリアフリー対策には積極的である。